# صوفية
الصُّوفِيَّة أو التَّصَوُّف هو مذهب إسلامي، لكن وفق الرؤية الصوفية ليست مذهبًا، وإنما هو أحد مراتب الدين الثلاثة (الإسلام، الإيمان، الإحسان)، فمثلما اهتم الفقه بتعاليم شريعة الإسلام، وعلم العقيدة بالإيمان، فإنَّ التصوُّف اهتم بتحقيق مقام الإحسان، مقام التربية والسلوك، مقام تربية النفس والقلب وتطهيرهما من الرذائل وتحليتهما بالفضائل، الذي هو المرتبة الثالثة من مراتب الدين الإسلامي الكامل بعد مرتبتي الإسلام والإيمان، وقد جمعها حديث جبريل، وذكرها ابن عاشر في منظومته (المرشد المعين على الضروري من علوم الدين)، وحثَّ أكثر على مقام الإحسان؛ لما له من عظيم القدر والشأن في الإسلام.
قال أحمد بن عجيبة: «مقام الإسلام يُعبّر عنه بالشريعة، ومقام الإيمان بالطريقة، ومقام الإحسان بالحقيقة. فالشريعة: تكليف الظواهر. والطريقة: تصفية الضمائر. والحقيقة: شهود الحق في تجليات المظاهر. فالشريعة أن تعبده، والطريقة أن تقصده، والحقيقة أن تشهده». وقال أيضاً: «مذهب الصوفية: أن العمل إذا كان حدّه الجوارح الظاهرة يُسمى مقام الإسلام، وإذا انتقل لتصفية البواطن بالرياضة والمجاهدة يُسمى مقام الإيمان، وإذا فتح على العبد بأسرار الحقيقة يُسمى مقام الإحسان».
والإحسان كما تضمَّنه حديث جبريل هو: (أن تعبد الله كأنَّك تراه، فإن لم تكن تراه فإنَّه يراك)، وهو منهج أو طريق يسلكه العبد للوصول إلى الله، أي الوصول إلى معرفته والعلم به، وذلك عن طريق الاجتهاد في العبادات واجتناب المنهيات، وتربية النفس وتطهير القلب من الأخلاق السيئة، وتحليته بالأخلاق الحسنة. وهذا المنهج يقولون أنَّه يستمدُّ أصوله وفروعه من القرآن والسنة النبوية واجتهاد العلماء فيما لم يرد فيه نص، فهو علم كعلم الفقه له مذاهبه ومدارسه ومجتهديه وأئمَّته الذين شيَّدوا أركانه وقواعده - كغيره من العلوم - جيلاً بعد جيل حتى جعلوه علماً سمُّوه بـ علم التصوُّف، وعلم التزكية، وعلم الأخلاق، وعلم السلوك، أو علم السالكين إلى الله،  فألَّفوا فيه الكتب الكثيرة وبيَّنوا فيها أصوله وفروعه وقواعده، ومن أشهر هذه الكتب: الحِكَم العطائية لابن عطاء الله السكندري، قواعد التصوُّف للشيخ أحمد زروق، وإحياء علوم الدين للإمام الغزالي، والرسالة القشيرية للإمام القشيري، والتعرف لمذهب أهل التصوُّف للإمام أبي بكر الكلاباذي وغيرها.
ومعنى التصوُّف الحقيقي كان في الصدر الأول من عصر الصحابة ، فالخلفاء الأربعة كانوا صوفيين معنى، ويؤكِّد ذلك كتاب حلية الأولياء للحافظ أبي نعيم الأصبهاني - أحد مشاهير المحدثين - فقد بدأ كتابه الحلية بصوفية الصحابة، ثمَّ أتبعهم بصوفية التابعين، وهكذا.
انتشرت حركة التصوُّف في العالم الإسلامي في القرن الثالث الهجري كنزعات فردية تدعوا إلى الزهد وشدة العبادة، ثمَّ تطوَّرت تلك النزعات بعد ذلك حتى صارت طُرقاً مميَّزة متنوعة معروفة باسم الطرق الصوفية. والتاريخ الإسلامي زاخر بعلماء مسلمين انتسبوا للتصوُّف مثل: الجنيد البغدادي، وأحمد الرفاعي، وعبد القادر الجيلاني، أحمد البدوي، إبراهيم الدسوقي وأبو الحسن الشاذلي، وأبو مدين الغوث، ومحي الدين بن عربي، وشمس التبريزي، وجلال الدين الرومي، والنووي، والغزالي، والعز بن عبد السلام كما القادة مثل: صلاح الدين الأيوبي، ومحمد الفاتح، والأمير عبد القادر، وعمر المختار، وعز الدين القسام.
نتج عن كثرة دخول غير المتعلمين والجهلة في طرق التصوُّف إلى عدد من الممارسات خاطئة عرَّضها في بداية القرن الماضي للهجوم باعتبارها ممثلة للثقافة الدينية التي تنشر الخرافات، ثمَّ بدأ مع منتصف القرن الماضي الهجوم من قبل المدرسة السلفية باعتبارها بدعة دخيلة على الإسلام. بينما يرى المتصوِّفة من علماء الشريعة ضرورة التفرقة بين التصوُّف كعلم وتجربة دينية ومنهج إسلامي أصيل مبني على الكتاب والسنة، وبين ممارسات العامة الدخيلة عليه، فكما أنَّ أخطاء المسلمين لا تنفي الإسلام، فكذلك أخطاء عوام الصوفية لا تنفي التصوُّف ولا تجعله بدعة.

## تعريف التصوف

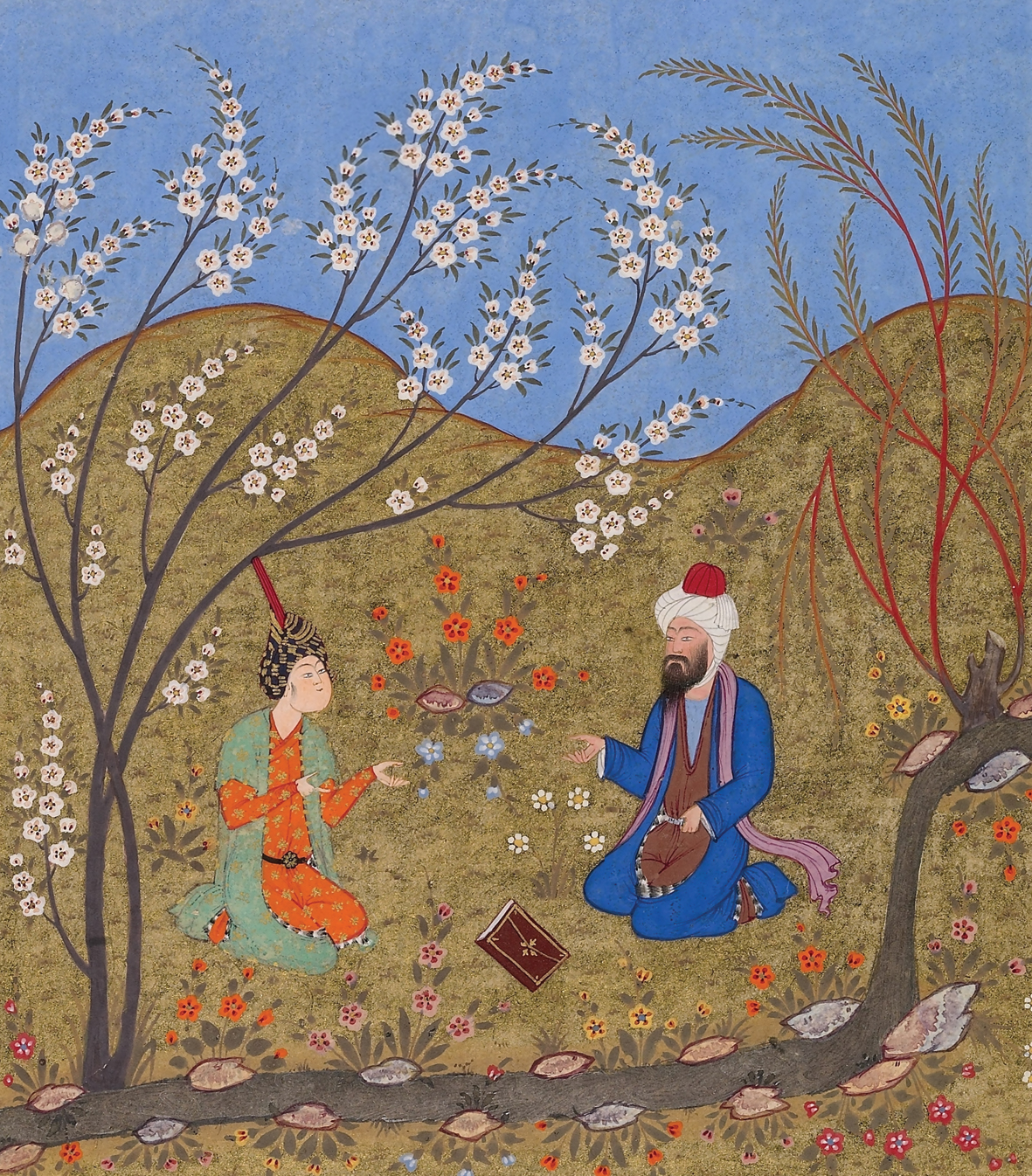
منمنمة فارسية تصور الصوفي في العصور الوسطى أحمد الغزالي (ت 1123)، شقيق أبو حامد الغزالي الصوفي الشهير (المتوفي 1111)، يتحدث إلى تلميذ، من لقاءات العشاق (1552)

### من حيث اللغة

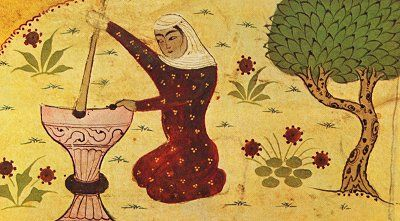
تصوير الزاهدة رابعة العدوية القيسية تطحن الحبوب.

تعددت الأقوال في الأصل اللغوي لكلمة الصوفية، فمنهم من قال إنها ليست عربية، ذكر القشيري في كتابه الرسالة: «أنه ليس لهذا الاسم أصل في اللغة العربية»، وقد أرجعها الباحثون والمؤرخون المختصون في علوم الديانات القديمة، إلى أصل يوناني، هو كلمة: (سوفيا)، ومعناها الحكمة. وأول من عرف بهذا الرأي: البيروني وذكر محمد جميل غازي، الذي قال: «الصوفية كما نعلم اسم يوناني قديم مأخوذ من الحكمة (صوفيا) وليس كما يقولون إنه مأخوذ من الصوف. وذكر المستشرقون بأن أنَّ كلمة «الثيوصوفيا» -الكلمة اليونانيَّة- يقولون: '' هذه هي الأصل كما ينقل كاتبها ماسينيون عن عدد المستشرقين؛ بأنَّ أصل التصوف: هو مشتق مِن الثيوصوفية '' وهذه الثيوصوفية كما يذكر -أيضًاً- عبد الرحمن بدوي، وينقل عن مستشرق ألماني فول هومر قوله: '' إن هناك علاقة بين الصوفية، وبين الحكماء العراة مِن الهنود '' ويكتب باللغة الإنجليزية جانيوسوفستز و«سوفستز» يعني: الصوفيين، هؤلاء إذا ربطنا هذه مع الثيوصوفية -أي: الصوفية- التي نقول «الثيو» معناها في لغتهم: الله ، فمثلاً الحكم الثيوقراطي يعنى: الحكم الإلهي، والثيوصوفية أي: عشاق الله، أو محبو الله  الفيلسوفي هذا: عاشق الحكمة «فيلا» معناها: حكمة، أو محب الحكمة. وذكر أبو الريحان البيروني وهو أحد العلماء الذين ذهبوا للهند وكتبوا عن جغرافيتها وأدينها وعلومها، أن أصل الكلمة مؤؤخوذ من الهندية والهندية أخذتها من اليونانية فقد قال: «ومنهم مَن كان يرى الوجودَ الحقيقي للعلة الأولى فقط، لاستغنائها بذاتها فيه، وحاجة غيرها إليه، وأنَّ ما هو مفتقر في الوجود إلى غيره، فوجوده كالخيال غير حقٍّ، والحقُّ هو الواحد الأول فقط، وهذا رأي السوفية - كتبها بالسين - وهم الحكماء، فإنَّ سوف باليونانية: [الحكمة] وبها سمي الفيلسوف: بيلاسوفا، أي: محب الحكمة، ولما ذهب في الإسلام قوم إلى قريبٍ مِن رأيهم -أي: رأي حكماء الهند -سُمُّوا باسمهم- أي: الصوفية- ولم يَعرف اللقبَ بعضُهم فنسبهم للتوكل إلى الصُفَّة وأنَّهم أصحابها في عصر النَّبيِّ ﷺ، ثمَّ صُحِّفَ بعد ذلك، فصُيِّر مِن صوف التيوس...». وذكر أيضًا إن الصوفية هم حكماء الهند، وأنَّ اسمهم هو «السوفية»، وأنَّ ما يُطلق عليهم مِن الأسماء، أو ما حدث للاسم مِن التصحيف - فقيل: إنَّه مِن الصوف أو غير ذلك - هذا ليس له حقيقة.
وقال البعض بأنها عربية الأصل وهي على عدة أقوال، أشهرها:
- أنه من الصوفة، لأن الصوفي مع الله كالصوفة المطروحة، لاستسلامه لله .

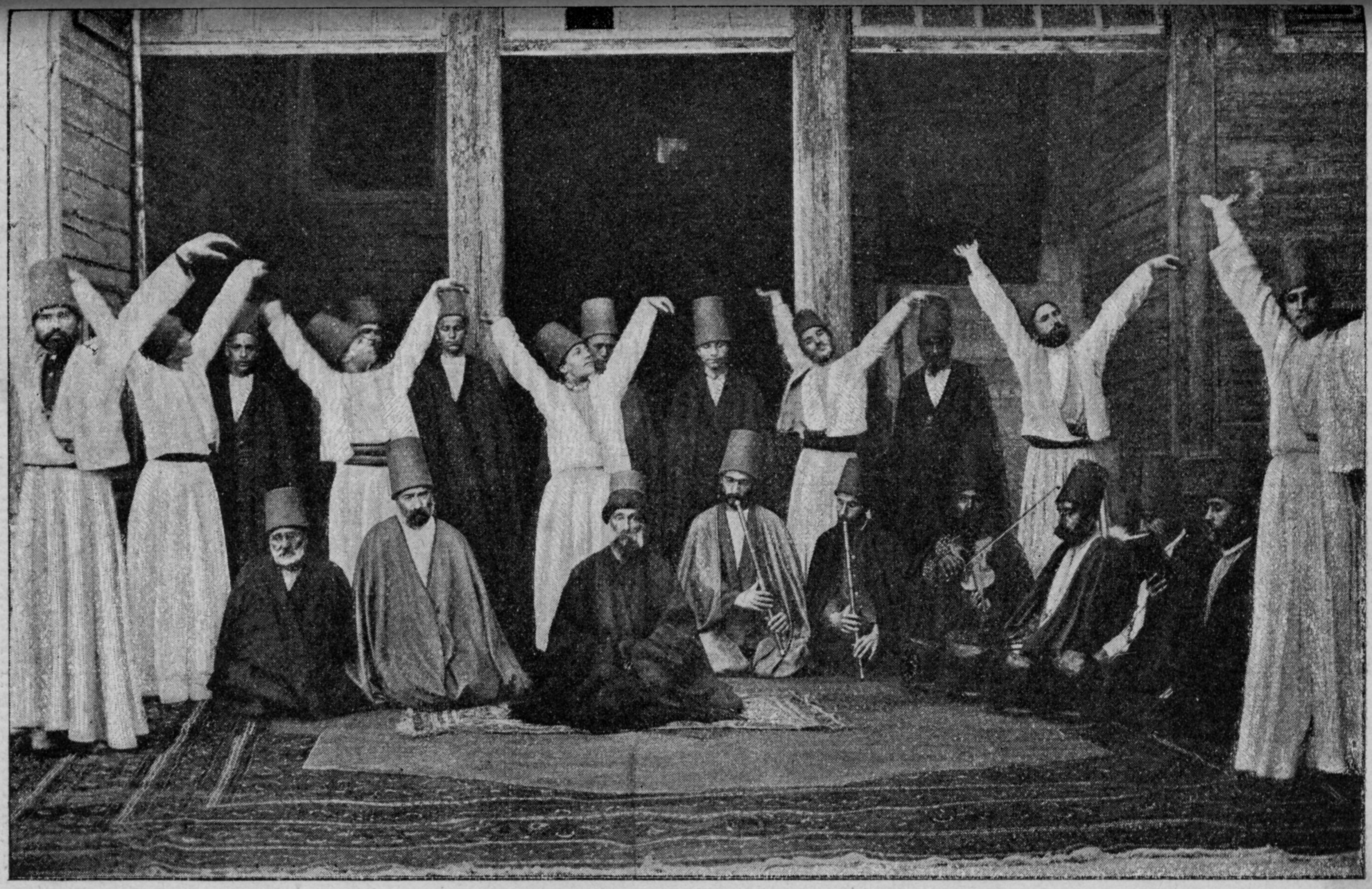
رقص دراويش الصوفية.

- رقص دراويش الصوفية.أنه من الصِّفة، إذ أن التصوف هو اتصاف بمحاسن الأخلاق والصفات، وترك المذموم منها.
- أنه من الصُفَّة، لأن صاحبه تابعٌ لأهل الصُفَّة وهم مجموعة من المساكين الفقراء كانوا يقيمون في المسجد النبوي الشريف ويعطيهم رسول الله من الصدقات والزكاة طعامهم ولباسهم.
- أنه من الصف، فكأنهم في الصف الأول بقلوبهم من حيث حضورهم مع الله؛ وتسابقهم في سائر الطاعات.

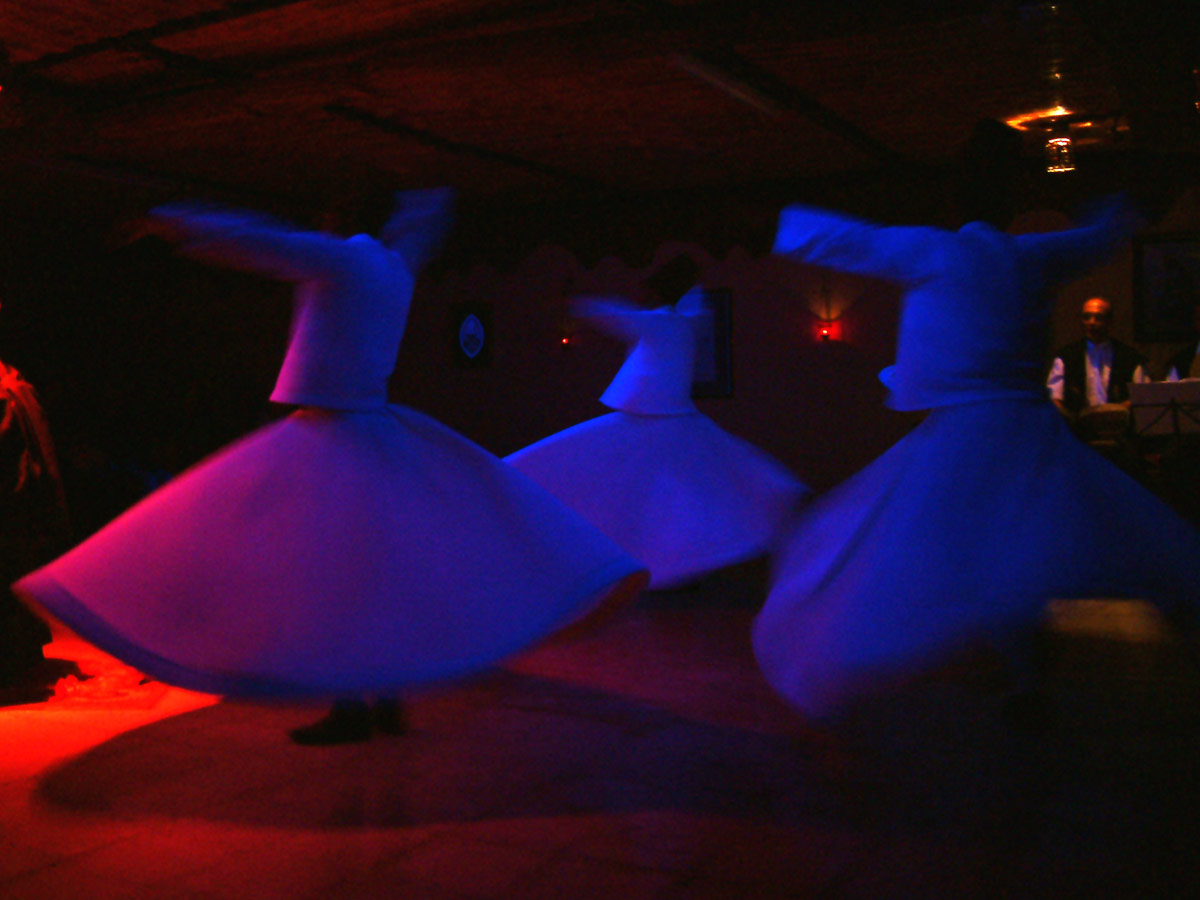
الطريقة المولوية التي تنسب لجلال الدين الرومي.

- الطريقة المولوية التي تنسب لجلال الدين الرومي.أنه من الصوف، لأنهم كانوا يؤثرون لبس الصوف الخشن للتقشف والاخشيشان.[22]
- أنه من الصفاء، فلفظة «صوفي» على وزن «عوفي»، أي: عافاه الله فعوفي، وقال أبو الفتح البستي :

| صوفية | تَنَازَعَ النَّاسُ فِي الصُّوفِيِّ وَاخْتَلَفُواوَظَنَّهُ الْبَعْضُ مُشْتَقًّا مِنَ الصُّوفِوَلَسْتُ أَمْنَحُ هَذَا الْاِسْمَ غَيْرَ فَتًىصَفَا فَصُوفِيَ حَتَّى سُمِّيَ الصُّوفِي | صوفية |

وسُئل الشبلي: لم سميت الصوفية بهذا الاسم؟ فقال: هذا الاسم الذي أُطلق عليهم، اختُلِف في أصله وفي مصدر اشتقاقه، ولم ينته الرأي فيه إلى نتيجة حاسمة بعد. ويقول القشيري: «وليس يشهد لهذا الاسم من حيث العربية قياس ولا اشتقاق والأظهر فيه أنه كاللقب». وقال ابن تيمية أنهم ينسبون في رواية إلى صوفة بن أدبن طابخة قبيلة من العرب كانوا يعرفون بالنسك.
وكرأي آخر، يقول الشيخ ابن الجوزي في محاولته التي اعتبرها علماء آخرون تقليلاً من شأن التصوف الإسلامي، ذكر في كتابه تلبيس إبليس: يُنسب الصوفيين إلى (صوفة بن مرة) والذي نذرت له والدته أن تعلقه بأستار الكعبة فأطلق اسم (صوفي) على كل من ينقطع عن الدنيا وينصرف إلى العبادة فقط.
وقال محمد متولي الشعراوي أنّ الصوفيّة منْ أصل صافى وصوفِيَ إليه: أي بادله الإخاء والمودّة، وتكونُ بتقرّب العبْد لربّه بالحُب والطّاعة ويُصافيه الله بقرْبه وكرامته، فنقول:الذي صوفِي مِن اللَّهِ .
ويقول الداعية محمد هداية: التصوف بمعناه اللغوي أي التزهد فنحن يجب أن نكون هكذا، أما التصوف بمعنى الشرك بالله وما يتبعه من مظاهر مثل مسح عتبات المساجد والصلاة في مساجد معينة فهو ليس من الإسلام في شئ.

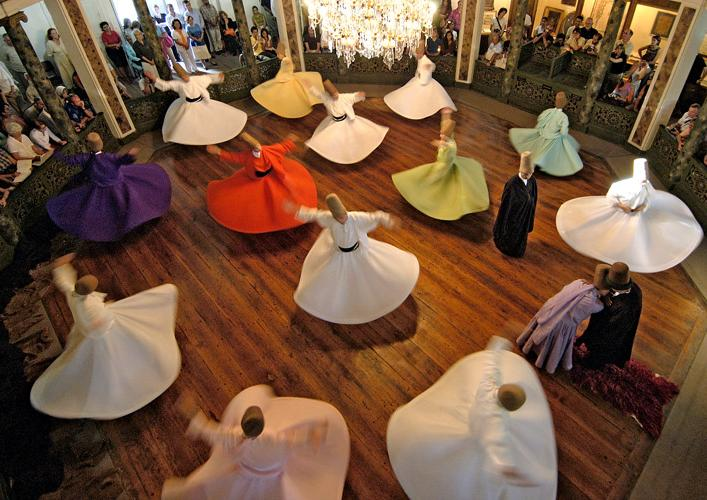
دارويش الطريقة المولوية.

### من حيث الاصطلاح
كثرت الأقوال أيضا في تعريف التصوف تعريفا اصطلاحيا على آراء متقاربة، كل منها يشير إلى جانب رئيسي في التصوف، والتي منها:
- قول زكريا الأنصاري: التصوف علم تعرف به أحوال تزكية النفوس، وتصفية الأخلاق وتعمير الظاهر والباطن لنيل السعادة الأبدية.[26]
- قول الشيخ أحمد زروق: التصوف علم قصد لإصلاح القلوب وإفرادها لله  عما سواه. والفقه لإصلاح العمل وحفظ النظام وظهور الحكمة بالأحكام. والأصول «علم التوحيد» لتحقيق المقدمات بالبراهين وتحلية الإيمان بالإيقان.[27] وقال أيضا: وقد حُدَّ التصوف ورسم وفسر بوجوه تبلغ نحو الألفين مرجع، كلها لصدق التوجه إلى الله، وإنما هي وجوه فيه.[28]
- قول الجنيد: التصوف استعمال كل خلق سني، وترك كل خلق دني.[29]
- قول أبو الحسن الشاذلي: التصوف تدريب النفس على العبودية، وردها لأحكام الربوبية.[30]
- قول ابن عجيبة: التصوف هو علم يعرف به كيفية السلوك إلى حضرة ملك الملوك، وتصفية البواطن من الرذائل، وتحليتها بأنواع الفضائل، وأوله علم، ووسطه عمل، وآخره موهبة.[31]

## النشأة والتاريخ

### أصل التصوف
يُرجع الصوفية أصل التصوف كسلوك وتعبد وزهد في الدنيا وإقبال على العبادات واجتناب المنهيات ومجاهدة للنفس وكثرة لذكر الله إلى عهد رسول الإسلام محمد وعهد الصحابة، وأنه يستمد أصوله وفروعه من تعاليم الدين الإسلامي المستمدة من القرآن والسنة النبوية. وكوجهة نظر أخرى، يرى بعض الناس أن أصل التصوف هو الرهبنة البوذية، والكهانة المسيحية، والشعوذة الهندية فقالوا: هناك تصوف بوذي وهندي ومسيحي وفارسي. بينما يرفض الصوفية المسلمون تلك النسبة ويقولون بأن التصوف ما هو إلا التطبيق العملي للإسلام، وأنه ليس هناك إلا التصوف الإسلامي فحسب.

### بداية ظهور اسم الصوفية
يقول القشيري: «اعلموا أن المسلمين بعد رسول الله  لم يَتَسمَّ أفاضلهم في عصرهم بتسمية علم سوى صحبة الرسول ، إذ لا أفضلية فوقها، فقيل لهم «الصحابة»، ثم اختلف الناس وتباينت المراتب، فقيل لخواص الناس ممن لهم شدة عناية بأمر الدين «الزهاد» و«العُبَّاد»، ثم ظهرت البدعة، وحصل التداعي بين الفرق، فكل فريق ادعوا أن فيهم زهادًا، فانفرد خواص أهل السنة المراعون أنفسهم مع الله ، الحافظون قلوبهم عن طوارق الغفلة باسم «التصوف»، واشتهر هذا الاسم لهؤلاء الأكابر قبل المائتين من الهجرة».
ويقول محمد صديق الغماري: «ويعضد ما ذكره ابن خلدون في تاريخ ظهور اسم التصوف ما ذكره الكِنْدي ـ وكان من أهل القرن الرابع ـ في كتاب «ولاة مصر» في حوادث سنة المائتين: «إنه ظهر بالإسكندرية طائفة يسمَّوْن بالصوفية يأمرون بالمعروف». وكذلك ما ذكره المسعودي في «مروج الذهب» حاكيًا عن يحيى بن أكثم فقال: «إن المأمون يومًا لجالس، إذ دخل عليه علي بن صالح الحاجب، فقال: يا أمير المؤمنين! رجل واقفٌ بالباب، عليه ثياب بيض غلاظ، يطلب الدخول للمناظرة، فعلمت أنه بعض الصوفية». فهاتان الحكايتان تشهدان لكلام ابن خلدون في تاريخ نشأة التصوف. وذُكر في «كشف الظنون» أن أول من سمي بالصوفي «أبو هاشم الصوفي» المتوفى سنة خمسين ومئة».

### ظهور التصوف كعلم

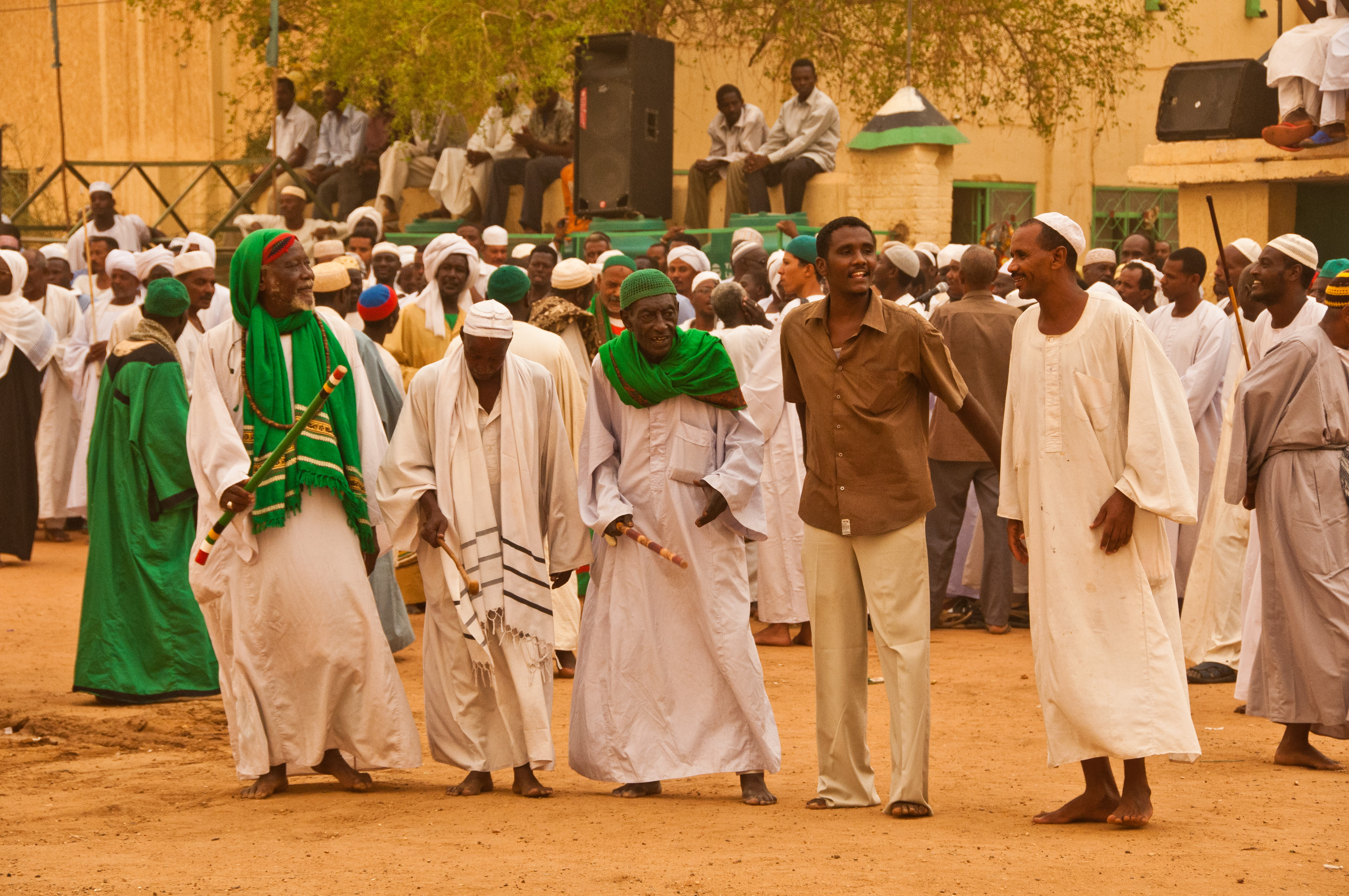
الصوفية في السودان.

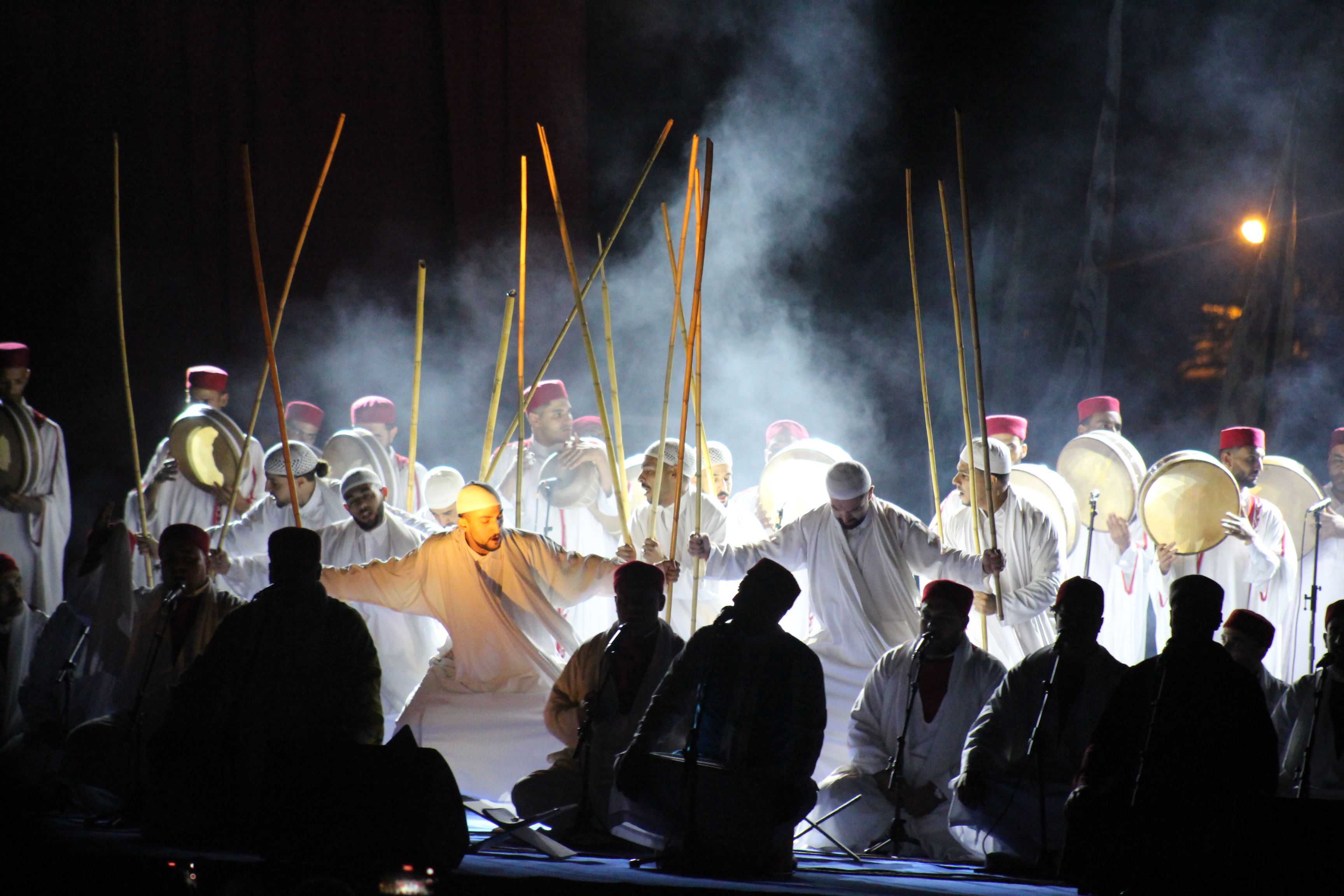
الحضرة الصوفية.

بعد عهد الصحابة  والتابعين ، دخل في دين الإسلام أُمم شتى وأجناس عديدة، واتسعت دائرة العلوم، وتقسمت وتوزعت بين أرباب الاختصاص؛ فدَوَّنَ كل فريق الفن والعلم الذي يُجيده أكثر من غيره، فنشأ ـ بعد تدوين النحو في الصدر الأول ـ علم الفقه، وعلم التوحيد، وعلوم الحديث، وأصول الدين، والتفسير، والمنطق، ومصطلح الحديث، وعلم الأصول، والفرائض «الميراث» وغيرها. وبعد هذه الفترة أن أخذ التأثير الروحي يتضاءل شيئاً فشيئاً، وأخذ الناس يتناسون ضرورة الإقبال على الله  بالعبودية، وبالقلب والهمة، مما دعا أرباب الرياضة والزهد إلى أن يعملوا هُم من ناحيتهم أيضاً على تدوين علم التصوف، وإثبات شرفه وجلاله وفضله على سائر العلوم، من باب سد النقص، واستكمال حاجات الدين في جميع نواحي النشاط.

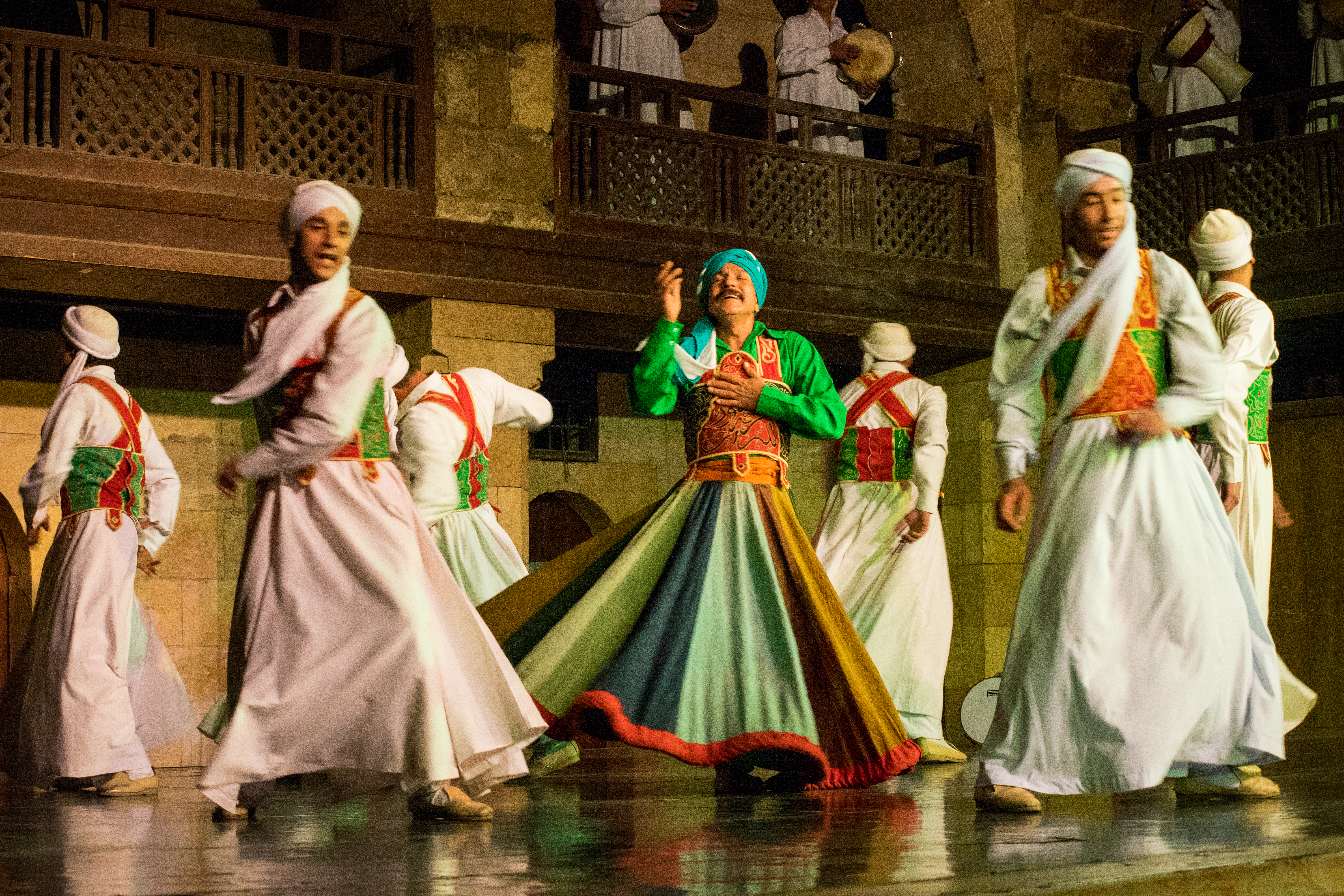
الصوفية في مصر.

وكان من أوائل من كتب في التصوف من العلماء:
- الحارث المحاسبي، المتوفى سنة 243 هـ، ومن كتبه: بدء من أناب إلى الله، وآداب النفوس، ورسالة التوهم.
- أبو سعيد الخراز، المتوفى سنة 277 هـ، ومن كتبه: الطريق إلى الله.
- أبو عبد الرحمن السلمي، المتوفى سنة 325 هـ، ومن كتبه: آداب الصوفية.
- أبو نصر عبد الله بن علي السراج الطوسي، المتوفي سنة 378 هـ، وله كتاب: اللمع في التصوف.
- أبو بكر الكلاباذي، المتوفي سنة 380 هـ، وله كتاب: التعرف على مذهب أهل التصوف.
- أبو طالب المكي، المتوفى سنة 386 هـ، وله كتاب: قوت القلوب في معاملة المحبوب.
- أبو قاسم القشيري، المتوفى سنة 465 هـ، وله الرسالة القشيرية، وهي من أهم الكتب في التصوف.
- أبو حامد الغزالي، المتوفى سنة 505 هـ، ومن كتبه: إحياء علوم الدين، الأربعين في أصول الدين، منهاج العابدين إلى جنة رب العالمين، بداية الهداية، وغيرها الكثير. ويعد كتاب إحياء علوم الدين من أشهر -إن لم يكن الأشهر- كتب التصوف ومن أجمعها.

وشهدت الصوفية بعد جيل الجنيد قفزة جديدة مع الإمام الغزالي خاصة كتابه إحياء علوم الدين محاولة لتأسيس العلوم الشرعية بصياغة تربوبة، تلاه اعتماد الكثير من الفقهاء أبرزهم عبد القادر الجيلاني للصوفية كطريقة للتربية الإيمانية، ويبدو أن الجيلاني وتلاميذه الذين انتشروا في كافة بقاع المشرق العربي حافظوا على الجذور الإسلامية للتصوف بالتركيز على تعليم القرآن والحديث مقتدين بأشخاص مثل الحارث المحاسبي، والدليل على ذلك أن حتى ابن تيمية رغم الهجوم الضاري الذي يشنه على الصوفية في عصره، لا يرى بأساً في بعض أفكار التصوف ويمتدح أشخاصا مثل عبد القادر الجيلاني وأحمد الرفاعي. وينسب المؤرخين لهذه المدارس الصوفية المنتشرة دورا كبيرا في تأسيس الجيش المؤمن الذي ساند صلاح الدين في حربه ضد الصليبيين.

### ظهور التصوف كطرق ومدارس

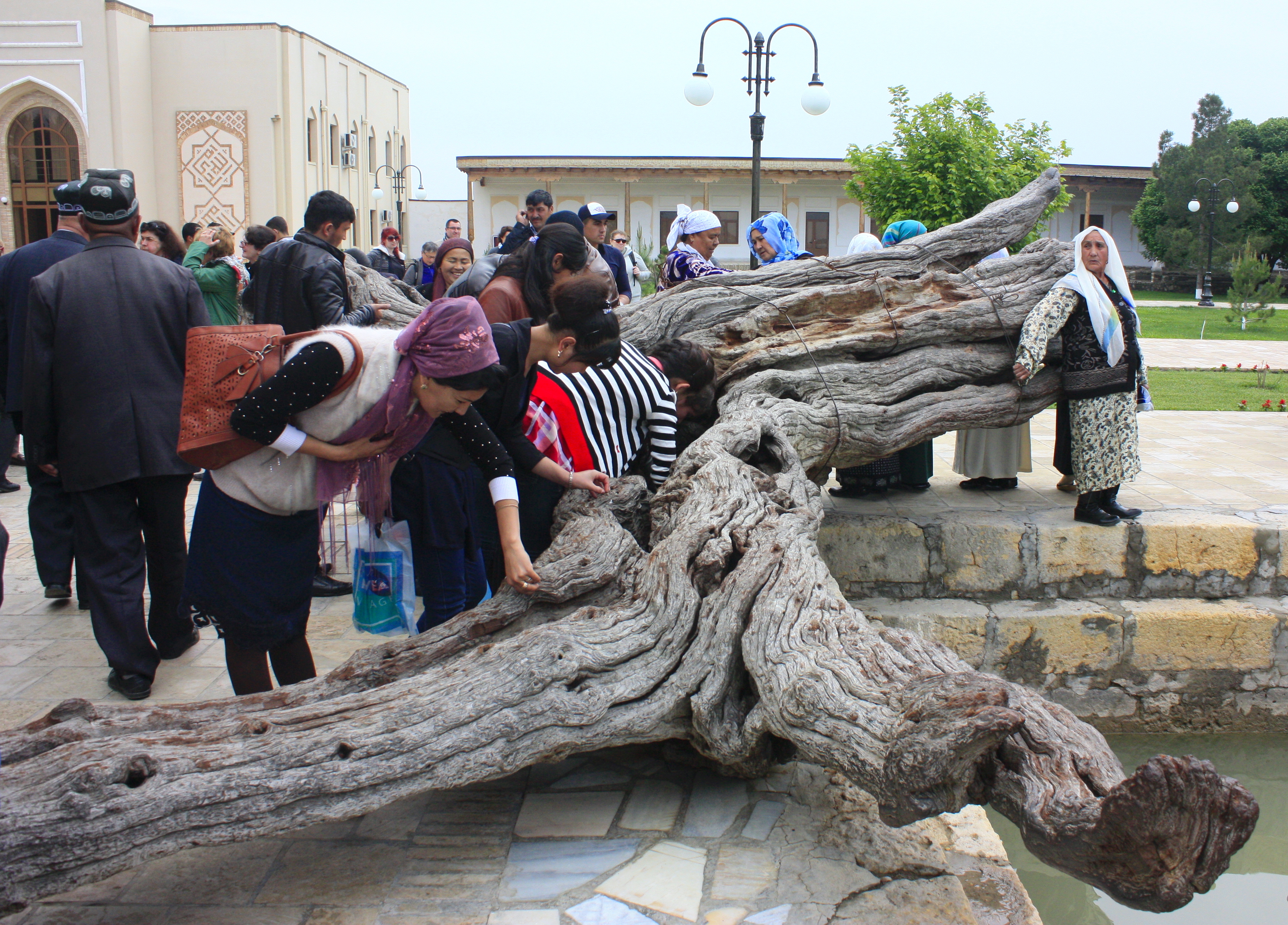
صوفية يتبركون بشجرة عند مقام النقشبندي.

يرجع أصل الطرق الصوفية إلى عهد رسول الإسلام محمد بن عبد الله  عندما كان يخصّ كل من الصحابة  بورد يتفق مع درجته وأحواله:
- أما الصحابي أبو بكر، فقد أخذ عنه الذكر بالاسم المفرد (الله).
- وأما الصحابي علي بن أبي طالب، فقد أخذ من النبى الذكر بالنفي والإثبات وهو (لا إله إلا الله).[36]

ثم أخذ عنهما من التابعين هذه الأذكار وسميت الطريقتين: بالبكرية والعلوية. ثم نقلت الطريقتين حتى التقتا عند الإمام أبوالقاسم الجنيد. ثم تفرعتا إلى الخلوتية، والنقشبندية. واستمر الحال كذلك حتى جاء الأقطاب الأربعة السيد أحمد الرفاعي والسيد عبد القادر الجيلاني والسيد أحمد البدوي والسيد إبراهيم الدسوقي وشيّدوا طرقهم الرئيسية الأربعة وأضافوا إليها أورادهم وأدعيتهم. وتوجد اليوم طرق عديدة جدًا في أنحاء العالم ولكنها كلها مستمدة من هذه الطرق الأربعة. إضافة إلى أوراد السيد أبو الحسن الشاذلي صاحب الطريقة الشاذلية والتي تعتبر أوراده جزءًا من أوراد أي طريقة موجودة اليوم.

## الطرق الصوفية

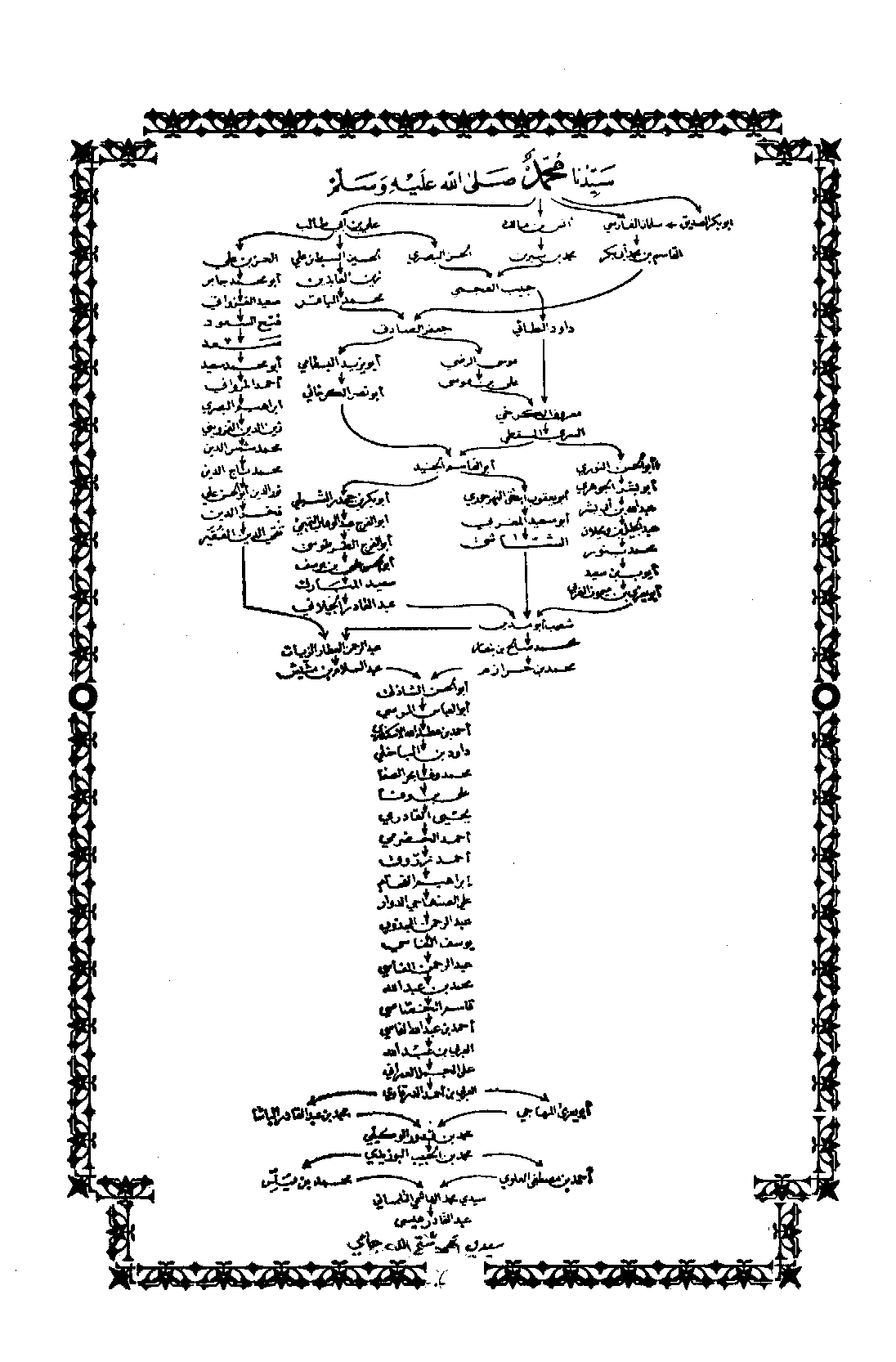
سند الطريقة الشاذلية المتصل إلى النبي محمد.

الطريق لغة: هي «السيرة»، وطريقة الرجل: مذهبه، يقال: هو على طريقة حسنة وطريقة سيئة. واصطلاحاً: اسم لمنهج أحد العارفين في التزكية والتربية والأذكار والأوراد أخذ بها نفسه حتى وصل إلى معرفة الله ، فينسب هذا المنهج إليه ويعرف باسمه، فيقال الطريقة الشاذلية والقادرية والرفاعية نسبة لرجالاتها. وقد أخذ اسم الطريقة من القرآن: ﴿وَأَنْ لَوِ اسْتَقَامُوا عَلَى الطَّرِيقَةِ لَأَسْقَيْنَاهُمْ مَاءً غَدَقًا ۝١٦﴾ [الجن:16].
تختلف الطرق التي يتبعها مشايخ الطرق في تربية طلابهم ومريديهم باختلاف مشاربهم وأذواقهم الروحية، وباختلاف البيئة الاجتماعية التي يظهرون فيها. فقد يسلك بعض المشايخ طريق الشدة في تربية المريدين فيأخذونهم بالمجاهدات العنيفة ومنها كثرة الجوع والصيام والصمت والسهر وكثرة الخلوة والاعتزال عن الناس وكثرة الذكر والتفكر. وقد يسلك بعض المشايخ طريقة اللين في تربية المريدين فيأمرونهم بممارسة شيء من الصيام وقيام مقدار من الليل وكثرة الذكر، ولكن لا يلزمونهم بالخلوة والابتعاد عن الناس إلا قليلاً.
ومن المشايخ من يتخذ طريقة وسطى بين الشدة واللين في تربية المريدين. وكل هذه الأساليب لا تخرج عن كتاب الله وسنة رسوله ، كما يقولون، بل هي من باب الاجتهاد. ولذلك يقولون:
| صوفية | لِلَّهِ طَرَائِقٌ بِعَدَدِ أَنْفَاسِ الْخَلَائِقِ | صوفية |

وللطرق الصوفية شارات وبيارق وألوان يتميزون بها: فيتميز الرفاعية باللون الأسود. ويتميز القادرية باللون الأخضر. ويتميز الرحمانية باللون البرتقالي. ويتميز الأحمدية باللون الأحمر. أما البرهانية فإنها لا تتميز بلون واحد كسائر الطرق بل تتميز بثلاث ألوان: الأبيض الذي تميز به إبراهيم الدسوقي، والأصفر الذي تميز به أبو الحسن الشاذلي ومنحه لابن أخته إبراهيم الدسوقي، والأخضر وهو كناية عن شرف الانتساب لأهل بيت نبي الإسلام محمد .

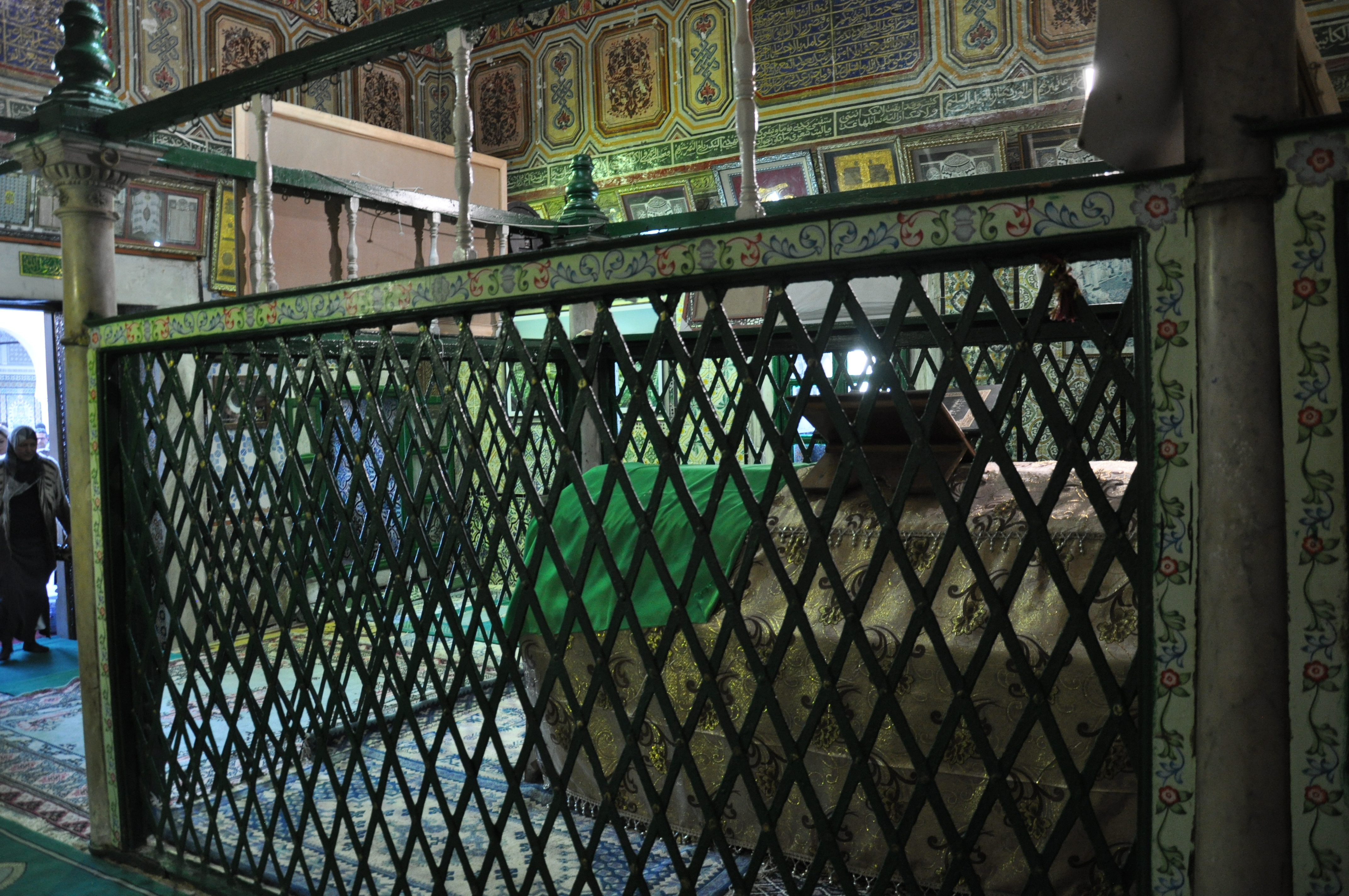
مقام سيدي صاحب في تونس.

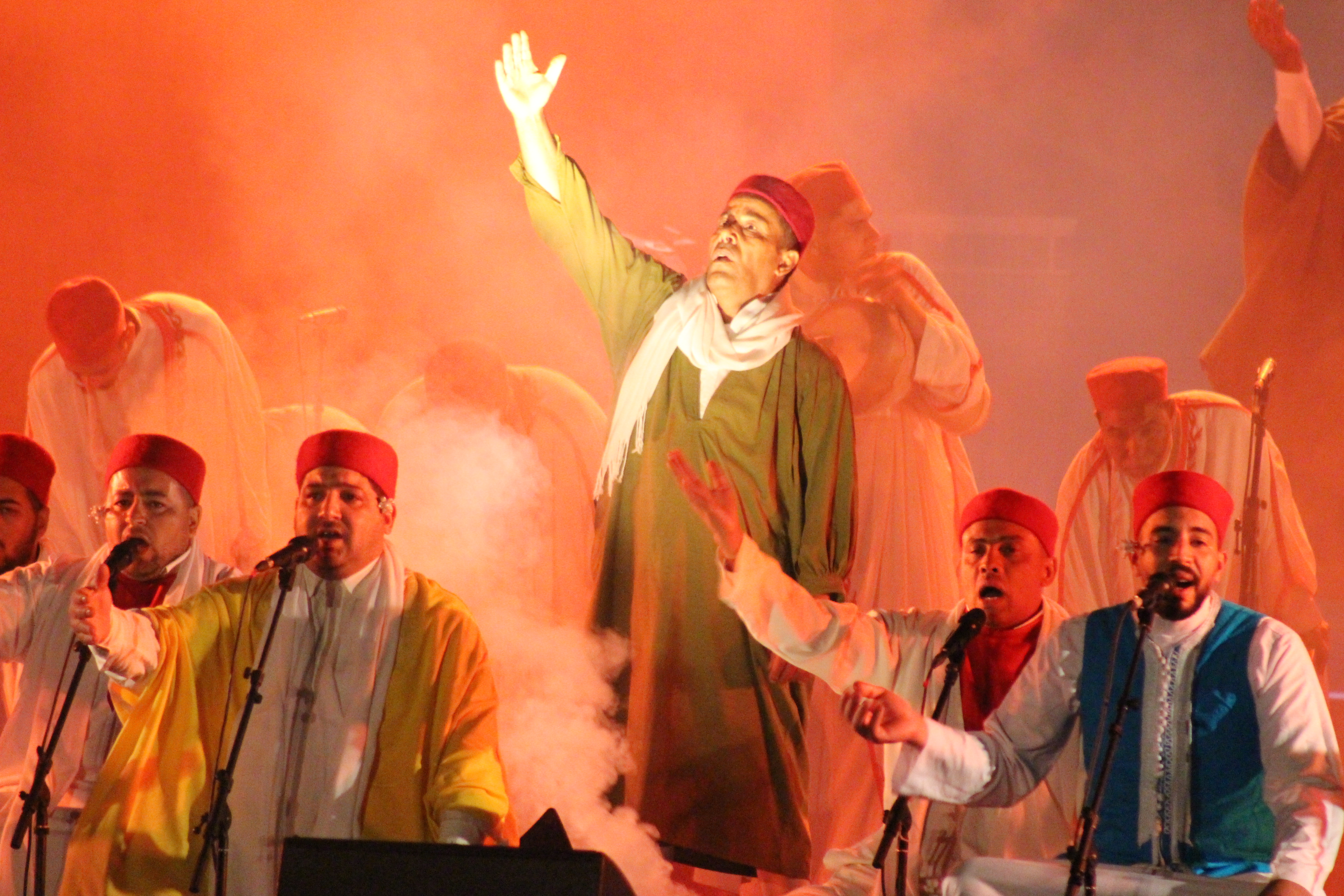
حضرة صوفية مغربية.

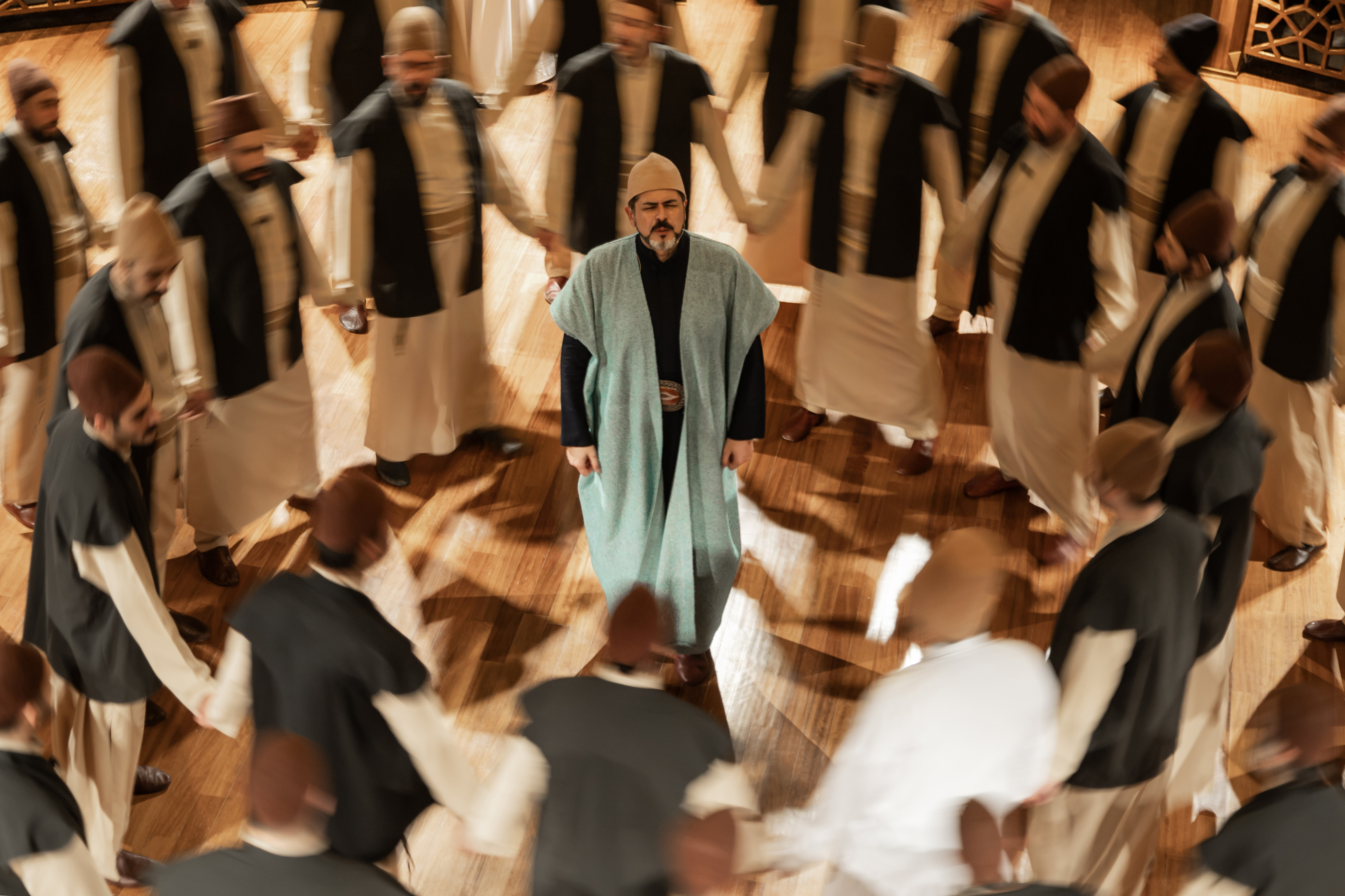
حضرة صوفية تركية.

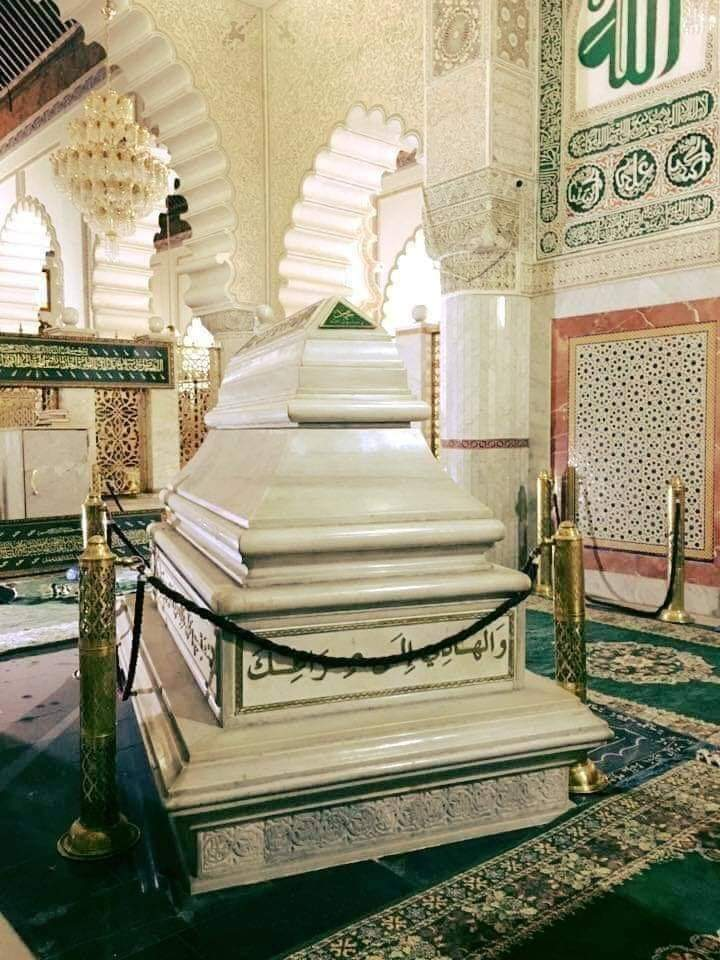
ضريح سيدي أحمد التيجاني مؤسس الطريقة التيجانية أكبر وأشهر الطرق الصوفية في المغرب العربي.

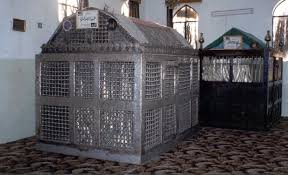
ضريح صوفي.

ومن أهم الطرق الصوفية المنتشرة في العالم الإسلامي:
| اسم الطريقة                       | نسبتها                                                       | تاريخ الوفاة | أماكن الانتشار |
| --------------------------------- | ------------------------------------------------------------ | ------------ | --- |
| الطريقة القادرية                  | الشيخ عبد القادر الجيلاني                                    | 561هـ        | سوريا والقوقاز وسنة العراق ومصر والبوسنة وآسيا الوسطى وشرق أفريقيا وجنوب اسيا والهند وباكستان والمغرب العربي والصين |
| الطريقة السعدية                   | الشيخ سعد الدين الجباوي                                      | 575هـ        | بلاد الشام والانبار |
| الطريقة الرفاعية                  | الشيخ أحمد بن علي الرفاعي                                    | 578هـ        | سوريا وسنة العراق ومصر وغرب آسيا والمغرب العربي والهند وباكستان |
| الطريقة الأحمدية أو البدوية       | الشيخ أحمد البدوي                                            | 627هـ        | مصر وسوريا وغرب العراق والمغرب العربي والهند وباكستان |
| الطريقة السهروردية                | الشيخ شهاب الدين عمر السهروردي                               | 632 هـ       | سنة العراق وكشمير وباكستان وأفغانستان ومصر وكردستان |
| الطريقة الأكبرية                  | الشيخ محي الدين بن عربي الملقب بالشيخ الأكبر                 | 638هـ        | مصر وسوريا والمغرب العربي والاحساء |
| طريقة آل باعلوي                   | الشيخ محمد بن علي باعلوي                                     | 653هـ        | اليمن وإندونيسيا وشرق آسيا والحجاز |
| الطريقة الشاذلية                  | الشيخ أبو الحسن الشاذلي                                      | 656هـ        | مصر والسودان والحجاز والمغرب العربي واليمن والجزائر وتونس وسوريا والأردن والهند وباكستان |
| الطريقة البرهانية الدسوقية        | الشيخ إبراهيم الدسوقي                                        | 676هـ        | مصر والسودان وليبيا وتونس والجزائر والمغرب وألمانيا وإنجلترا وإيطاليا وفرنسا ودانمارك ولوكسمبرج وهولندا وروسيا والسويد وسويسرا والمملكة العربية السعودية والأردن وسوريا واليمن والإمارات العربية المتحدة والكويت وباكستان ولبنان والولايات المتحدة الأمريكية وكندا.... |
| الطريقة القزلباشية                | الشيخ صفي الدين إسحاق الأردبيلي                              | 730هـ        | أفغانستان واليونان وتركيا |
| الطريقة البكتاشية                 | الشيخ محمد بن إبراهيم بكتاش                                  | 738هـ        | ألبانيا وشرق بلغاريا |
| الطريقة النقشبندية                | الشيخ محمد بهاء الدين شاه نقشبند                             | 791هـ        | آسيا الوسطى وسوريا والقوقاز وسنة العراق وكردستان والحجاز وسنة إيران والبوسنة وباكستان |
| الطريقة العروسية                  | الشيخ أحمد بن عروس                                           | 869هـ        | ليبيا وتونس |
| الطريقة العيساوية                 | الشيخ محمد بن عيسى                                           | 933هـ        | الجزائر ليبيا تونس المغرب |
| الطريقة الخلوتية                  | الشيخ محمد بن أحمد بن محمد كريم الدين الخلوتي                | 986هـ        | مصر وتركيا وفلسطين والأردن والجزائر وليبيا |
| الطريقة السمانية                  | الشيخ محمد بن عبد الكريم السمان                              | 1189هـ       | السودان والصومال وإثيوبيا |
| الطريقة الرحمانية                 | الشيخ أمحمد بن عبد الرحمان بوقبرين                           | 1208هـ       | الجزائر وشمال أفريقيا |
| الطريقة الفاضلية                  | الشيخ محمد فاضل بن مامين                                     | 1211هـ       | موريتانيا والمغرب والسنغال وأفريقيا |
| الطريقة التيجانية                 | الشيخ أبو العباس أحمد التيجاني                               | 1230هـ       | الجزائر والمغرب وتونس والسنغال والنيجر ونيجيريا والحجاز والسودان |
| الطريقة الإدريسية                 | الشيخ أحمد بن إدريس الفاسي                                   | 1253هـ       | السودان والصومال |
| الطريقة المولوية                  | الشيخ جلال الدين الرومي                                      | 672هـ        | تركيا وحلب واسيا الوسطى وسنة العراق ومصر والبوسنة وتونس وغرب بيروت |
| الطريقة الختمية                   | الشيخ محمد عثمان الميرغني الختم                              | 1267هـ       | السودان وإريتريا وإثيوبيا والسنغال |
| الطريقة السنوسية                  | الشيخ محمد بن علي السنوسي                                    | 1276هـ       | ليبيا وشمالي أفريقيا والسودان والصومال والحجاز وغرب الأنبار |
| الطريقة الكسنزانية                | الشيخ عبد الكريم شاه الكسنزان                                | 1317هـ       | سنة العراق وكردستان العراق |
| الطريقة العلاوية                  | الشيخ أحمد مصطفى العلاوي                                     | 1353هـ       | الجزائر وتونس والمغرب والسنغال |
| الطريقة الجعفرية                  | الشيخ صالح عمر الجعفري الحسيني إمام الأزهر                   | 1399هـ       | المغرب والسنغال وغرب أفريقيا |
| الطريقة القادرية البودشيشية       | سيدي علي بن محمد الملقب بسيدي علي بودشيش                     |              | المغرب |
| الطريقة النونية الرفاعية الشافعية | الشيخ الحبيب نور الدين علي محمد حسن السليماني الهاشمي الأمير |              | السعودية ومصر والولايات المتحدة وجنوب شرق آسيا |
| الطريقة الكركرية                  | الشيخ محمد فوزي الكركري                                      | ما زال حي    | المغرب وفرنسا وإندونيسيا وباكستان ومصر والسعودية والجزائر وتونس وليبيا والأنبار والبرازيل والسودان وبريطانيا وإسبانيا وبلجيكا وأستراليا وكردستان وتركيا والإمارات العربية المتحدة ولبنان                                                                               |
| الطريقة المغازية                  | الشيخ محمد المغازي                                           | 694 هجرية    | مصر والمغرب وتونس والجزائر وفلسطين وليبيا |

## التصوف والجهاد
جهاد النفس هو أحد أدوات التصوف في صناعة الشخصية الإسلامية، ويسمونه «الجهاد الأكبر»، كما يسمون جهاد الأعداء بـ «الجهاد الأصغر»، وقد ظهر من الصوفية مجاهدون كثر عبر تاريخ المسلمين قديماً وحديثاً، وأكثر ما يكون ظهورهم في أوقات الاستعمار ونوازل الأمة الإسلامية.

## التصوفوعلم الكلام

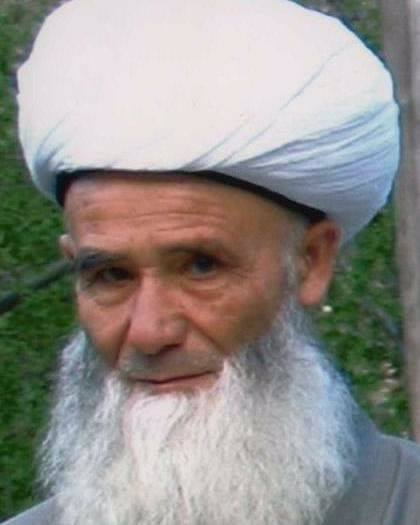
شيخ صوفي.

إذا نظرنا إلى طبيعة كل من علم الكلام والتصوف، فإننا نجد أن طبيعة علم الكلام نظرية، إذ يبحث في الأصول الاعتقادية كوجود الله  ووحدانيته وإرساله الرسل واليوم الآخر، بينما طبيعة علم التصوف عملية، فإذا بحثنا عن طبيعة التصوف فإننا يمكن أن نستخلصها من تعريف التصوف، ونجد هناك عدة تعريفات للتصوف يمكن إيجازها فيما يلي:
- اتجاه أخلاقي يربط التصوف بالسلوك والأخلاق فيقول البعض في تعريف التصوف: «الدخول في كل خلق سني والخروج من كل خلق دني» وأيضا «التصوف خلق، فمن زاد عليك في الخلق فقد زاد عليك في الصفاء».[38]
- اتجاه يربط بين التصوف والزهد والعبادة، وهذا الاتجاه يهتم بالوسيلة التي يتخذها المتصوف، ولقد عرف بين الصوفية الزهاد والنساك، يقول ابن خلدون: «إن أصل طريقة المتصوفة لم تزل عند سلف الأمة وكبارها من الصحابة والتابعين ومن بعدهم، طريقة الحق والهداية، وأصلها العكوف على العبادة والانقطاع إلى الله تعالى والإعراض عن زخرف الدنيا وزينتها، والزهد فيما يقبل عليه الجمهور من لذة ومال وجاه، والانفراد عن الخلق في الخلوة للعبادة».[39]
- اتجاه ثالث يربط بين التصوف والمعرفة والمشاهدة ورؤية القلب وهو يعبر عن الاتجاه الروحي، والتجربة النفسية التي يحياها المتصوف، فالصوفي: «من صفى ربه قلبه، فامتلأ قلبه نوراً، ومن دخل في عين اللذة بذكر الله».[40]

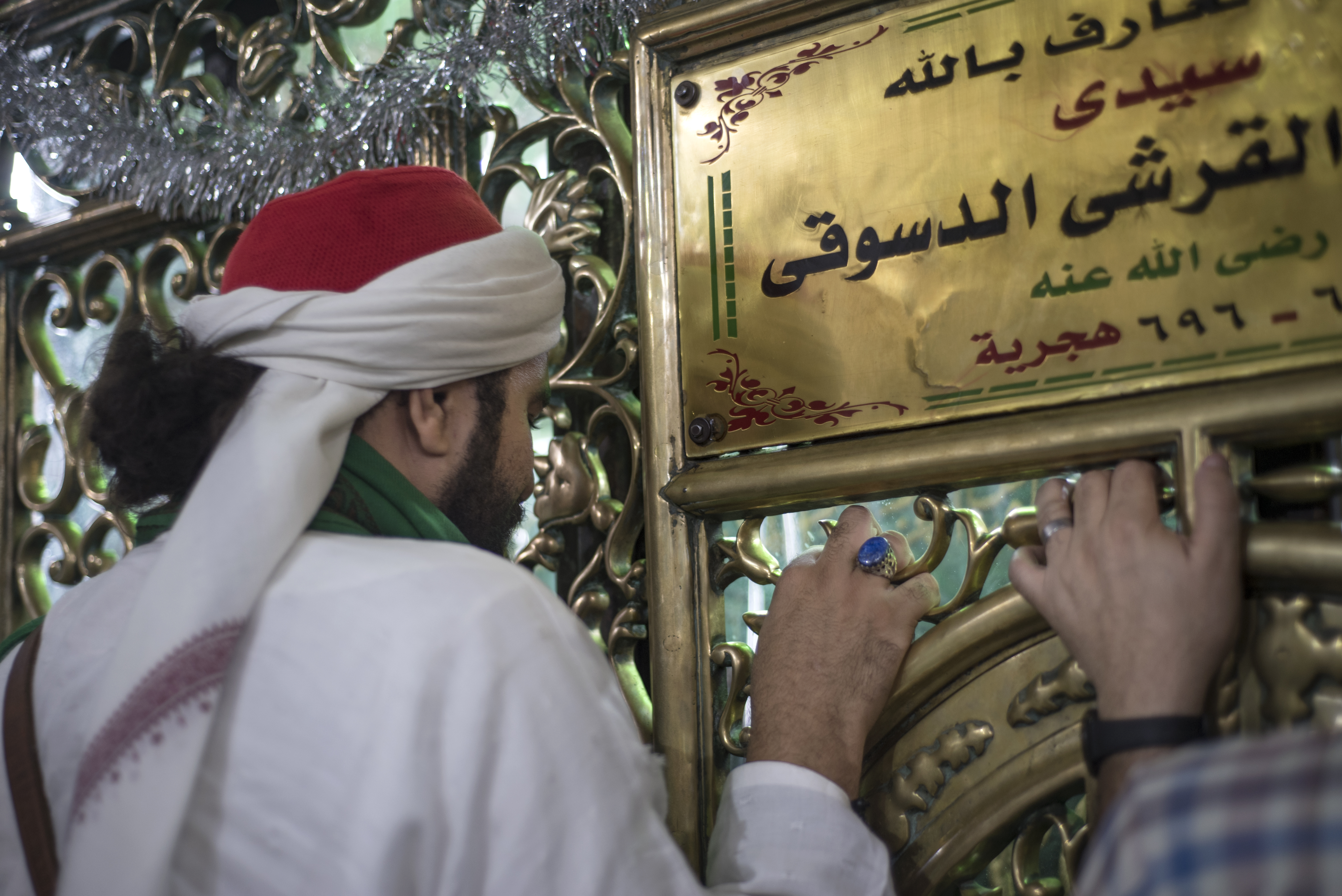
الصوفية يتبركون ويدعون عند مقام سيدي إبراهيم الدسوقي في مدينة دسوق، مصر.

وعلى هذا يتبين أن طبيعة التصوف عملية تهتم بالأخلاق والسلوك، وبذلك تفترق عن المسلك النظري لعلم الكلام. وهناك فرق آخر بين العلمين، يتعلق بالعلم والمعرفة وأداة المعرفة البشرية، فلقد فرق معظم الصوفية بين المعرفة والعلم، فالمعرفة تتطلب اتصالاً مباشراً، وهذا يعني أن معرفة الله معرفة مباشرة، العارف هو الإنسان والمعروف هو الله، وهذه المعرفة مباشرة دون واسطة إلا ذات المعروف نفسه وهو الله. أما لفظة العلم فلا يصح أن تكون مرادفة للفظ المعرفة عند الصوفية لأن العلم إنما يقوم على الحس أولاً، ثم يقوم على العقل ثانياً، فالمنهج في العلم حسي تجريبي عقلي، والتصوف لا يعول على الحس ولا يركن إلى العقل، إنما الصوفية أرباب أحوال وأصحاب أذواق وأحاسيس من قبيل الوجدانيات التي لا تعرف بعقل أو شيء من قبيل العقل إنما هي معرفة بالقلب، وهي لا تستمد من تجربة ولا معلم ولا كتاب، وإنما معرفة عن تجربة ذوقية باطنية، ومعرفة القلب الذي يعرف ويشاهد، لأنه هو الذي تذوق وهو الذي تحقق. والعلم بمعناه الصوفي الروحي يختلف عن علم الظاهر مثل علم الكلام والفقه والنحو وغير ذلك من العلوم، إذ كل ذلك من قبيل الدراسة، بينما عند الصوفية هو معرفة، وليس علماً يتدراس بين الخلق، ولا علم تستمد عناصره من العالم الطبيعي المحسوس، إنما هو معرفة أو عرفان. وعلى هذا يمكن القول بأن معرفة الله عند الصوفية طريقها القلب، إذ أن الإنسان لا يستطيع أن ينال المعرفة الإلهية بواسطة حواسه، لأن الله ليس شيئاً مادياً يمكن إدراكه بالحواس، كما لا يمكن إدراك ذات الله تعالى بالعقل أيضاً، لأن الله وجوده غير محدود، ولا يدخل في الفهم والتصور ولا يستطيع منطق العقل البشري أن يتجاوز المحدود، فيذكر أبو بكر الكلاباذي قول الصوفية بأن السبيل معرفة الله هو الله، وأن العقل مُحدث، ولا يدل المحدث إلا على مُحدث مثله.

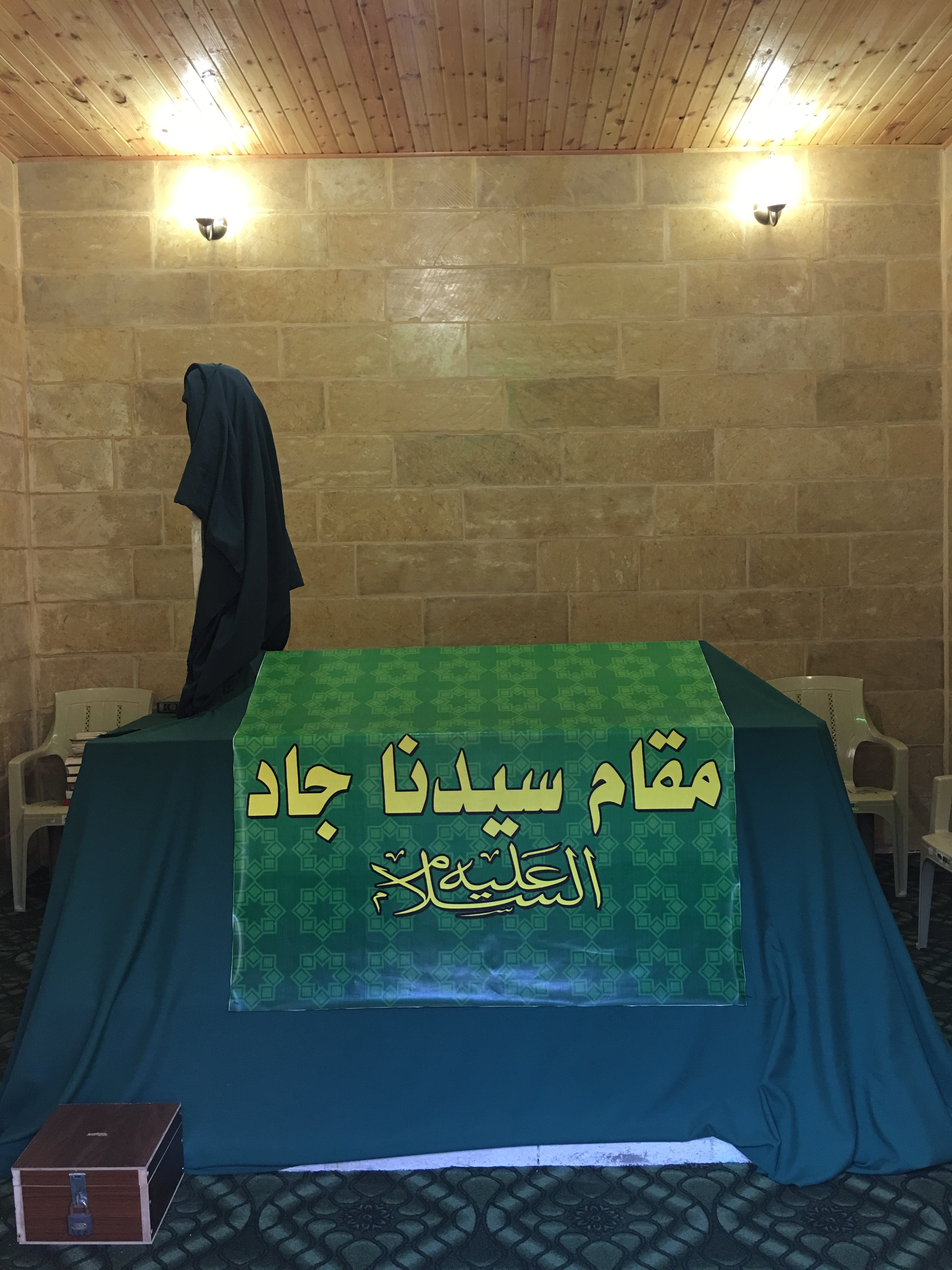
ضريح النبي جاد.

ويوضح الغزالي طريق الصوفية في المعرفة فيقول: «فاعلم أن ميل أهل التصوف إلى العلوم الإلهامية دون التعليمية فلذلك لم يحرصوا على دراسة العلم وتحصيل ما صنفه المصنفون والبحث عن الأقاويل والأدلة المذكورة، بل قالوا: الطريق تقديم المجاهدة ومحو الصفات المذمومة وقطع العلائق كلها والإقبال بكنه الهمة على الله تعالى، ومهما حصل ذلك كان الله هو المتولى لقلب عبده والمتكفل له بتنويره بأنواه العلم، وإذا تولى الله أمر القلب فاضت عليه الرحمة وأشرق النور في القلب، وانشرح الصدر وانكشف له سر الملكوت، وانقشع عن القلب حجاب الغرة بلطف الرحمة وتلألأت فيه حقائق الأمور الإلهية، فليس على العبد إلا بالاستعداد بالتصفية المجردة وإحضار الهمة مع الإرادة الصادقة والتعطش التام والترصد بدوام الانتظار لما يفتحه الله من الرحمة».
ومن هذا النص يمكننا أن نستخلص سمة المعرفة، من حيث أنها تتصل بالتجربة وبالسلوك العلمي أكثر من اتصالها بالفكر والنظر إذ أنها تقوم على التجربة التي يخوضها الصوفي، ومعاناته لتلك التجربة، وهذا هو الدور الإيجابي للصوفي، ثم يحل عليه الفضل الإلهي ليريه الله ما شاء له أن يريه، وهذا المنهج يعرف عند الصوفية منهج الكشف والإلهام وهو منهج ذوقي، وإدراك مباشر يختلف عن الإدراك الحسي المباشر، والإدراك العقلي المباشر، والكشف هو بيان ما يستتر على الفهم فيكشف عنه للعبد كأنه رأي عين. ويصفه الغزالي بأنه نور يقذفه الله في القلب، وهو سبيل الوصول إلى اليقين، فيقول مبيناً وصوله إلى اليقين بعد الشك: «ولم يكن ذلك بنظم دليل وترتيب كلام، بل بنور يقذفه الله في الصدر، وذلك النور هو مفتاح أكثر المعارف، فمن ظن أن الكشف موقوف على الأدلة المجردة، فقد ضيق رحمة الله الواسعة». وهذا المنهج يقابل منهج النظر العقلي، الذي يقول به المتكلمون، وهو في رأي الغزالي يعد أعلى مرتبة وأرقى مناهج المعرفة، فهناك الإنسان العامي الذي يقوم منهجه في المعرفة على التقليد، وهناك المتكلم الذي يقوم منهجه على الاستدلال العقلي، وهو في رأي الغزالي قريب من منهج العوام، وهناك العارف الصوفي الذي منهجه المشاهدة بنور اليقين، وعلى هذا فالمعرفة الصوفية في تدرج أنواع المعرفة تعد أعلاها، فهي تنطوي على معرفة العوام والمتكلمين وتتجاوزها.

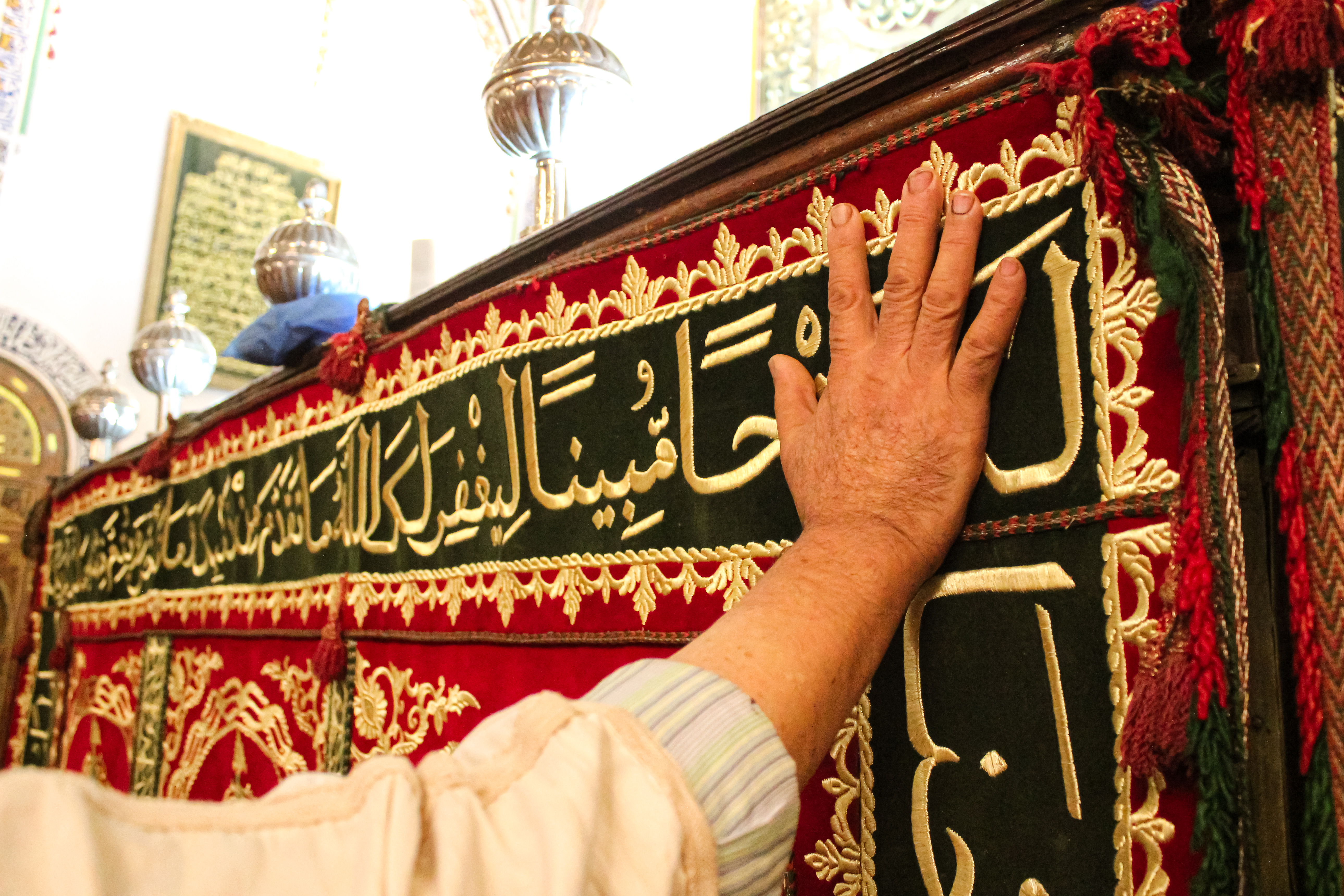
ضريح مولاي إدريس.

ويمكن القول بأن الصوفية يقولون بتدرج المعرفة وفقاً لموضوعات المعرفة، فمعرفة الله  هي أعلى المعارف وهي تدرك عندهم بالقلب، أما دون ذلك من المعارف فإدراكه بالحس وبالعقل وبالسمع، في حين يرفض المتكلمون تلك المعرفة الإلهامية لأنها ذاتية وليست موضوعية، وليست عامة مطلقة، وليست متيسرة لكل الناس، وعلى كل فإن منهج الصوفية في المعرفة وهو الإلهام مقابل لمنهج المتكلمين في المعرفة وهو النظر، ولقد عارض المتكلمون بشدة بعض أقوال الصوفية القائلين بالحلول والاتحاد. وعلى الرغم من تباين طبيعة علم الكلام والتصوف، واختلاف أداة المعرفة بينهما، إلا أن ذلك لا يعني الانفصال التام بينهما، وذلك لاستناد التصوف على القرآن والسنة، وأنه لابد للصوفي الحقيقي من علم كامل بالكتاب والسنة الصحيحة لكي يصحح اعتقاداته، ويقول الإمام عبد الوهاب الشعراني في تعريفه لعلم التصوف أنه: «علم انقدح في قلوب الأولياء حين استنارت بالعمل بالكتاب والسنة، والتصوف إنما هو زبدة عمل العبد بأحكام الشريعة». وعلم الكلام هو العلم الذي يبحث في أمور العقائد ويعتمد على الكتاب والسنة. ونجد لدى الصوفية كما يذكر عنهم أبو بكر الكلاباذي في كتابه «التعرف لمذهب أهل التصوف» أقوال في موضوعات علم الكلام، فيذكر قولهم في التوحيد والصفات والقدر وغير ذلك من الموضوعات التي خاص فيها المتكلمون، وطريقتهم في ذلك تجري في الغالب على طريقة متكلمي أهل السنة من ماتريدية وأشاعرة.

## اتباعهم للقرآن والسنة
يرى أئمة التصوف أنهم متبعون للكتاب والسنة، وأن علمهم هذا كباقي العلوم الإسلامية من الفقه والعقيدة مستمد من الكتاب والسنة، دل على اعتقادهم بذلك أقوالهم، والتي منها:
- قول الجنيد: «الطرق كلها مسدودة على الخلق إلا على من اقتفى أثر الرسول .» وقال أيضا:«من لم يحفظ القرآن، ولم يكتب الحديث، لا يقتدي به في هذا الأمر لأن علمنا هذا مقيد بالكتاب والسنة.».
- قول سهل التستري:.«أصولنا سبعة أشياء: التمسك بكتاب الله، والاقتداء بسنة رسوله، وأكل الحلال، وكفِ الأذى، واجتناب الآثام، والتوبة، وأداء الحقوق.»[48]
- قول أبو الحسن الشاذلي:«إِذا عارض كشفُك الصحيح الكتابَ والسنة فاعمل بالكتاب والسنة ودع الكشف، وقل لنفسك: إِن الله ضمن لي العصمة في الكتاب والسنة، ولم يضمنها لي في جانب الكشف والإِلهام».[49]
- قول أبو الحسين الوراق: «لا يصل العبد إِلى الله إِلا بالله، وبموافقة حبيبه في شرائعه، ومَنْ جعل الطريق إِلى الوصول في غير الاقتداء يضل من حيث يظن أنه مهتد».[50]
- قول عبد الوهاب الشعراني: «إن طريق القوم - أي الصوفية - محررة على الكتاب والسنة كتحرير الذهب والجوهر، فيحتاج سالكها إِلى ميزان شرعي في كل حركة وسكون».[51]
- قول أبي يزيد البسطامي حيث سئل عن الصوفي فقال: «هو الذي يأخذ كتاب الله بيمينه وسنة رسوله بشماله، وينظر بإِحدى عينيه إِلى الجنة، وبالأخرى إِلى النار، ويأتزر بالدنيا، ويرتدي بالآخرة، ويلبي من بينهما للمولى: لبيك اللهم لبيك».[52]

ويستدلون أيضا على صحة توجههم بمواقف أئمة المذاهب السنية الأربعة الداعية إلى التصوف بمعناه الصحيح. أما معارضيها فيعتبرونها ممارسة تعبدية لم تذكر لا في القرآن ولا في السنة ولا يصح أي سند لإثباتها وعليه فهي تدخل في نطاق البدعة المحرمة التي نهى عنها رسول الإسلام محمد.

## مصطلحات الصوفية

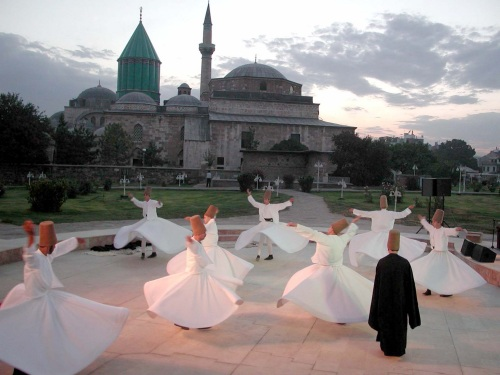
متصوفون أتراك مولويون يؤدون حركاتهم التقليدية أمام ضريح المولى جلال الدين الرومي في قونية

إِن لكل علم من العلوم كالفقه والحديث والمنطق والنحو والهندسة والفلسفة اصطلاحات خاصة به، لا يعلمها إِلا أصحاب ذلك العلم، ومن قرأ كتب علم من العلوم دون أن يعرف اصطلاحاته، أو يطلع على رموزه وإِشاراته، فإِنه يؤول الكلام تأويلات شتى مغايرة لما يقصده العلماء، ومناقضة لما يريده الكاتبون فيتيه ويضل.

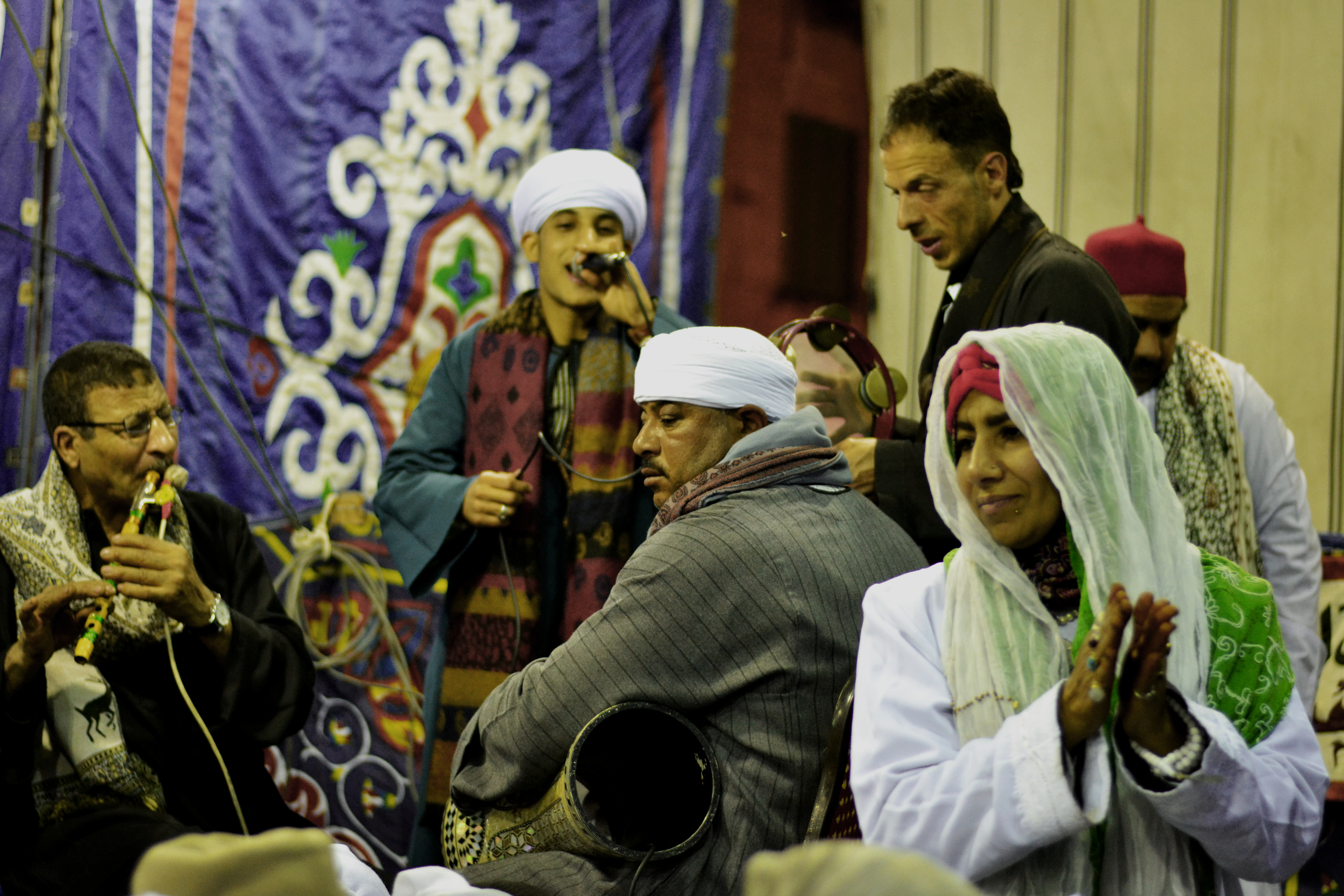
موالد الصوفية في صعيد مصر.

وللصوفية اصطلاحاتهم التي قامت بعض الشيء مقام العبارة في تصوير مدركاتهم ومواجيدهم، حين عجزت اللغة عن ذلك. فبسبب ذلك دعى الصوفية من يريد الفهم عنهم إلى صحبتهم حتى تتضح لهم عباراتهم، ويتعرفوا على إِشاراتهم ومصطلحاتهم. قال بعض الصوفية: «نحن قوم يحرم النظر في كتبنا على من لم يكن من أهل طريقنا». وقال عبد الوهاب الشعراني: سمعت سيدي عليًا الخواص يقول: «إِياك أن تعتقد يا أخي إِذا طالعت كتب القوم، وعرفت مصطلحهم في ألفاظهم أنك صرت صوفيًا، إِنما التصوف التخلق بأخلاقهم، ومعرفة طرق استنباطهم لجميع الآداب والأخلاق التي تحلَّوْا بها من الكتاب والسنة».

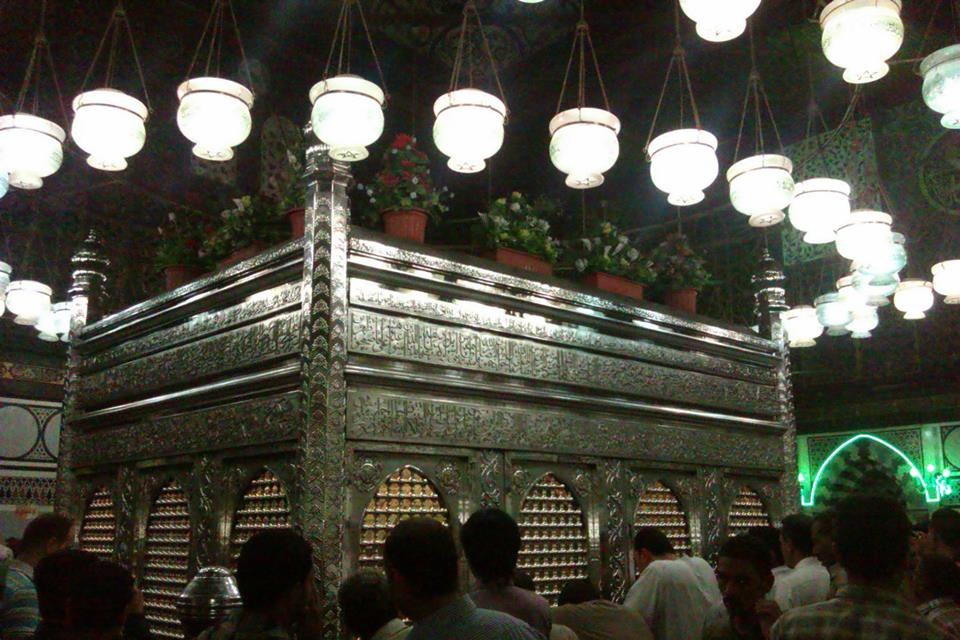
مقام الحسين.

وإِن كلام الصوفية في تحذير من لا يفهم كلامهم ولا يعرف اصطلاحاتهم من قراءة كتبهم ليس من قبيل كتم العلم، ولكن خوفاً من أن يفهم الناس من كتبهم غير ما يقصدون، وخشية أن يؤولوا كلامهم على غير حقيقته، فيقعوا في الإِنكار والاعتراض، شأن من يجهل علماً من العلوم. لأن المطلوب من المؤمن أن يخاطب الناس بما يناسبهم من الكلام وما يتفق مع مستواهم في العلم والفهم والاستعداد.
فمن هذه المصطلحات:
- الأنس: قال الجنيد: هو ارتفاع الحشمة مع وجود الهيبة.
- الاتصال: وهو أن ينفصل العبد بسره عما سوى الله، فلا يَرَى بسره - بمعنى التعظيم - غيرَه، ولا يسمع إلا منه.
- التجريد: وهو أن يتجرد العبد بظاهره عن الأعراض، وبباطنه عن الأعواض.
- الوجد: هو ما صادف القلب من فزع، أو غم، أو رؤية معنى من أحوال الآخرة، أو كشف حالة بين العبد وبين الله.
- التواجد: هو ظهور ما يجد في باطنه على ظاهره، ومن قوي حاله تمكن فسكن.
- الغيبة: أن يغيب عن حظوظ نفسه فلا يراها، وهي قائمة معه، موجودة فيه، غير أنه غائب عنها بشهود ما للحق.
- الجمع: جمع الهمة: وهو أن تكون الهموم كلها هما واحدا وهو الله.

## المنهج العملي في التصوف

مقام السيدة زينب.

يرى الصوفية أنهم لا يكتفون بأن يوضحوا للناس أحكام الشرع وآدابه بمجرد الكلام النظري، ولكنهم بالإضافة إلى ذلك يأخذون بيد تلميذهم ويسيرون به في مدارج الترقي، ويرافقونه في جميع مراحل سيره إلى الله، يحيطونه برعايتهم وعنايتهم، ويوجهونه بحالهم وقولهم، يذكرونه إذا نسي، ويقوِّمونه إذا انحرف، ويتفقدونه إذا غاب، وينشطونه إذا فتر. وهكذا يرسمون له المنهج العملي الذي يمكنه به أن يتحقق بأركان الدين الثلاثة: الإسلام والإيمان والإحسان. ومن أهم الطرق العملية التي يطبقها رجال التصوف للوصول إلى رضا الله ومعرفته:

### العلم
يعتقد الصوفية أن العلم والعمل توأمان لا ينفكان عن بعضهما، والسالك في طريق الإيمان والتعرف على الله والوصول إلى رضاه لا يستغني عن العلم في أية مرحلة من مراحل سلوكه. ففي ابتداء سيره لا بد له من علم العقائد وتصحيح العبادات واستقامة المعاملات، وفي أثناء سلوكه لا يستغني عن علم أحوال القلب (بسط وقبض) وحسن الأخلاق وتزكية النفس. ولهذا اعتُبِرَ اكتساب العلم الضروري من أهم النقاط الأساسية في المنهج العملي للتصوف، إذ يرى الصوفية أن التصوف ليس إلا التطبيق العملي للإسلام كاملاً غير منقوص في جميع جوانبه الظاهرة والباطنة.

### الصحبة
يعتقد الصوفية أن للصحبة أثراً عميقاً في شخصية المرء وأخلاقه وسلوكه، وأن الصاحب يكتسب صفات صاحبه بالتأثر الروحي والاقتداء العملي. وأن الصحابة  ما نالوا هذا المقام السامي والدرجة الرفيعة إلا بمصاحبتهم لرسول الإسلام محمد ﷺ ومجالستهم له. وأن التابعون أحرزوا هذا الشرف باجتماعهم بالصحابة.
وبما أن الصوفية وباقي المسلمين يؤمنون بأن رسالة النبي محمد ﷺ عامة خالدة إلى قيام الساعة، فإن الصوفية يرون أن لرسول الإسلام ﷺ ورّاثاً من العلماء العارفين بالله، ورثوا عن نبيهم العلم والخُلق والإيمان والتقوى، فكانوا خلفاء عنه في الهداية والإرشاد والدعوة إلى الله، فمَنْ جالسهم سرى إليه من حالهم الذي اقتبسوه من رسول الإسلام محمد ﷺ، ومَنْ نصرهم فقد نصر الدين، ومن ربط حبله بحبالهم فقد اتصل بالرسول محمدﷺ حسب اعتقادهم. ويرون أن هؤلاء الوراث هم الذين ينقلون للناس الدين، مُمَثَّلاً في سلوكهم، حيَّاً في أحوالهم، واضحاً في حركاتهم وسكناتهم، هم من الذين عناهم الرسول محمد ﷺ بقوله: «لا تزال طائفة من أمتي ظاهرين على الحق لا يضرهم من خذلهم حتى يأتي أمر الله وهم كذلك». ويعتقدون أن أمثال هؤلاء الوراث لا ينقطع أثرهم على مر الزمان، ولا يخلو منهم بلد، وأن صحبتهم دواء مجرب، والبعد عنهم سم قاتل، هم القوم لا يشقى بهم جليسهم؛ مرافقتهم هي العلاج العملي الفعَّال لإصلاح النفوس، وتهذيب الأخلاق، وغرس العقيدة، ورسوخ الإيمان.
ويستدلون على أهمية الصحبة بآيات من القرآن، منها:
- ﴿يَا أَيُّهَا الَّذِينَ آَمَنُوا اتَّقُوا اللَّهَ وَكُونُوا مَعَ الصَّادِقِينَ﴾.[59]
- ﴿وَاصْبِرْ نَفْسَكَ مَعَ الَّذِينَ يَدْعُونَ رَبَّهُمْ بِالْغَدَاةِ وَالْعَشِيِّ يُرِيدُونَ وَجْهَهُ وَلَا تَعْدُ عَيْنَاكَ عَنْهُمْ تُرِيدُ زِينَةَ الْحَيَاةِ الدُّنْيَا وَلَا تُطِعْ مَنْ أَغْفَلْنَا قَلْبَهُ عَنْ ذِكْرِنَا وَاتَّبَعَ هَوَاهُ وَكَانَ أَمْرُهُ فُرُطًا﴾.[60]
- ﴿وَاتَّبِعْ سَبِيلَ مَنْ أَنَابَ إِلَيَّ﴾.[61]
- ﴿الرَّحْمَنُ فَاسْأَلْ بِهِ خَبِيرًا﴾.[62]
- ﴿مَنْ يَهْدِ اللَّهُ فَهُوَ الْمُهْتَدِ وَمَنْ يُضْلِلْ فَلَنْ تَجِدَ لَهُ وَلِيًّا مُرْشِدًا﴾.[63]

ويقول أئمة التصوف في أهمية صحبة الشيوخ المرشدين:
- قال أبو حامد الغزالي : «مما يجب في حق سالكِ طريق الحق أن يكون له مرشدٌ ومربٌّ ليدله على الطريق، ويرفع عنه الأخلاق المذمومة، ويضع مكانها الأخلاق المحمودة».[64]
- قال ابن عطاء الله السكندري : «وينبغي لمن عزم على الاسترشاد، وسلوك طريق الرشاد، أن يبحث عن شيخ من أهل التحقيق، سالك للطريق، تارك لهواه، راسخ القدم في خدمة مولاه فإذا وجده فليمتثل ما أمر، ولينْتهِ عما نهى عنه وزجر».[65]
- قال أحمد زروق : «أخذ العلم والعمل عن المشايخ أتم من أخذه دونهم (بل هو آياتٌ بيِّناتٌ في صُدور الذينَ أوتوا العلمَ)، (واتَّبِعْ سبيلَ مَنْ أنابَ إليَّ)، فلزمت المشيخة».[66]

### مجاهدة النفس
يعرّف الصوفية مجاهدة النفس على أنها: «بذل الوسع في حمل النفس على خلاف هواها ومرادها المذموم، وإلزامها تطبيق شرع الله أمراً ونهياً». ويقولون أنه ليس المراد من مجاهدة النفس استئصال صفاتها؛ بل المراد تصعيدها من سيئ إلى حسن، وتسييرها على مراد الله وابتغاء مرضاته.
ويستدل الصوفية على المجاهدة بآيات من القرآن وأحاديث من السنة، منها:
- في القرآن: ﴿والذينَ جاهَدوا فينا لنَهديَنَّهم سُبُلَنا﴾.[67]
- في السنة النبوية: «المجاهدُ مَنْ جاهد نفسَهُ في الله».[68]

ومن أقوال أئمتهم في الحث على مجاهدة النفس:
- قال أبو عثمان المغربي: «من ظن أنه يُفتح له بهذه الطريقة أو يكشف له عن شيء منها لا بلزوم المجاهدة فهو في غلط».[69]
- قال زكريا الأنصاري : «إنَّ نجاة النفس أنْ يخالف العبدُ هواها، ويحملَها على ما طلب منها ربُّها».[70]
- قال أحمد بن عجيبة: «لا بد للمريد في أول دخوله الطريق من مجاهدة ومكابدة وصدق وتصديق، وهي مُظهِر ومجلاة للنهايات، فمن أشرقت بدايته أشرقت نهايته، فمن رأيناه جادَّاً في طلب الحق باذلاً نفسه وفلسه وروحه وعزه وجاهه ابتغاء الوصول إلى التحقق بالعبودية والقيام بوظائف الربوبية ؛ علمنا إشراق نهايته بالوصول إلى محبوبه، وإذا رأيناه مقصِّراً علمنا قصوره عما هنالك».[71]

واعترض أقوام على رجال التصوف واتهموهم بأنهم يُحَرِّمون ما أحل الله من أنواع اللذائذ والمتع، وقد قال الله: (قٌلْ مَنْ حرَّمَ زينة الله التي أخرجَ لعبادِهِ والطيبات من الرزق...) [الأعراف: 32]. ولكن رجال التصوف ردوا عليهم بقولهم أنهم لم يجعلوا الحلالَ حراماً، إذْ أسمى مقاصدهم هو التقيد بشرع الله، ولكنهم حين عرفوا أن تزكية النفس فرضُ عين، وأن للنفس أخلاقاً سيئة وتعلقات شهوانية، توصِل صاحبها إلى الردى، وتعيقه عن الترقي في مدراج الكمال، وجدوا لزاماً عليهم أن يهذبوا نفوسهم ويحرروها من سجن الهوى.
وبهذا المعنى يقول الصوفي الحكيم الترمذي رداً على هذه النقطة، وجواباً لمن احتج بالآية القرآنية: ﴿قُلْ مَنْ حرَّمَ زينة الله﴾ : «فهذا الاحتجاج تعنيف، ومن القول تحريف لأنَّا لم نُرِدْ بهذا، التحريمَ، ولكنا أردنا تأديب النفس حتى تأخذ الأدب وتعلم كيف ينبغي أن تعمل في ذلك، ألا ترى إلى قوله جل وعلا: ﴿إنّما حرّم ربيَ الفواحشَ ما ظهر منها وما بطنَ والإثمَ والبَغيَ بغيرِ الحقِّ﴾[الأعراف: 33]. فالبغيُ في الشيء الحلال حرامٌ، والفخرُ حرام، والمباهاةُ حرام، والرياء حرام، والسرف حرام، فإنما أُوتِيَتِ النفسُ هذا المنعَ من أجل أنها مالت إلى هذه الأشياء بقلبها، حتى فسد القلب. فلما رأيتُ النفس تتناول زينة الله والطيبات من الرزق تريد بذلك تغنياً أو مباهاة أو رياء علمتُ أنها خلطت حراماً بحلال فضيَّعَتِ الشكرَ، وإنما رُزِقَتْ لتشكُرَ لا لِتكْفرَ، فلما رأيتُ سوء أدبها منعتُها، حتى إذا ذلَّت وانقمعت، ورآني ربي مجاهداً في ذاته حق جهاده، هداني سبيله كما وعد الله: ﴿والذين جاهدوا فينا لنهدينَّهم سُبُلَنا وإنَّ اللهَ لَمَعَ المحسنين﴾ [العنكبوت: 69] فصرتُ عنده بالمجاهدة محسناً فكان الله معي، ومن كان مع الله فمعه الفئة التي لا تغلب، والحارس الذي لا ينام، والهادي الذي لا يضل، وقذفَ في القلب من النور نوراً عاجلاً في دار الدنيا حتى يوصله إلى ثواب الآجل».

### ذكر الله

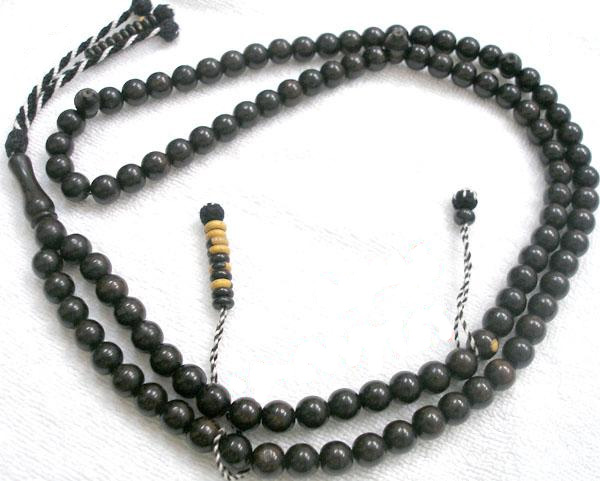
مسبحة، يستعملها الصوفيون لأورادهم وأذكارهم

يعرّف الإمام ابن عطاء الله السكندري الذكر على أنه: هو التخلص من الغفلة والنسيان بدوام حضور القلب مع الحق، وقيل: ترديد اسم الله بالقلب واللسان، أو ترديد صفة من صفاته، أو حكم من أحكامه، أو فعل من أفعاله، أو غير ذلك مما يُتقرَّبُ به إلى الله.
ويعتقد الصوفية أن الذكر يثمر المقامات كلها من اليقظة إلى التوحيد، ويثمر المعارف والأحوال التي شمَّر إليها السالكون، فلا سبيل إلى نيل ثمارها إلا من شجرة الذكر، وكلما عظمت تلك الشجرة ورسخ أصلها، كان أعظم لثمرتها وفائدتها. وهو أصل كل مقام وقاعدته التي يبني عليها، كما يُبنى الحائط على أساسه، وكما يقوم السقف على جداره.
حث أئمة التصوف على الذكر كثيرا، فقال الإمام أبو القاسم القشيري : الذكر منشور الولاية، ومنار الوصلة، وتحقيق الإرادة، وعلامة صحة البداية، ودلالة النهاية، فليس وراء الذكر شيء؛ وجميع الخصال المحمودة راجعة إلى الذكر ومنشؤها عن الذكر. وقال أيضاً: الذكر ركن قوي في طريق الحق ، بل هو العمدة في هذا الطريق، ولا يصل أحد إلى الله إلا بدوام الذكر.
ويجعل الصوفية للذكر أنواع، ولكل منها أدلة عندهم من الكتاب والسنة يجيزونها بها، ولكل منها فوائد تعود على السالك إلى الله بما يناسب حاله، فيذكرون:
- ذكر السرّ، وذكر الجهر.
- الذكر الفردي، والذكر الجماعي.
- الذكر باللسان، والذكر بالقلب.

### الخلوة
يعرف الصوفية الخلوة على أنها: انقطاع عن البشر لفترة محدودة، وترك للأعمال الدنيوية لمدة يسيرة، كي يتفرغ القلب من هموم الحياة التي لا تنتهي، ويستريح الفكر من المشاغل اليومية التي لا تنقطع، ثم ذكرٌ لله بقلب حاضر خاشع، وتفكرٌ في آلائه آناء الليل وأطراف النهار، وذلك بإرشاد شيخ عارف بالله، يُعلِّمه إذا جهل، ويذكِّره إذا غفل، وينشطه إذا فتر، ويساعده على دفع الوساوس وهواجس النفس.
أما عن دليلها الذي يستدلون به من الكتاب والسنة، عديدة، منها:
- الآية القرآنية الكريمة: ﴿وَاذْكُرِ اسْمَ رَبِّكَ وَتَبَتَّلْ إِلَيْهِ تَبْتِيلًا ۝٨﴾ [المزمل:8] [المزمل: 8]. وقد قال العلامة أبو السعود مفسراً لهذه الآية: «ودُم على ذكره تعالى ليلاً ونهاراً على أي وجه كان؛ من التسبيح والتهليل والتحميد... إلى أن قال: وانقطعَ إليه بمجامع الهمة واستغراق العزيمة في مراقبته، وحيث لم يكن ذلك إلا بتجريد نفسه  عن العوائق الصادرة المانعة عن مراقبة الله، وقطع العلائق عما سواه».[76]
- حديث عن عائشة أنها قالت: «أولُ ما بُدِئَ به رسول الله من الوحي الرؤيا الصالحة في النوم، فكان لا يرى رؤيا إلا جاءت مثل فلق الصبح، ثم حُبِّبَ إليه الخلاءُ، وكان يخلو بغار حِراءَ؛ فيتَحَنَّثُ فيه - وهو التعبد - الليالي ذوات العدد، قبل أن ينزع إلى أهله، ويتزود لذلك، ثم يرجع إلى خديجة، ويتزود لمثلها، حتى جاءه الحق، وهو في غار حراء».[77] وقد قال ابن أبي جمرة في شرحه لهذا الحديث: «في الحديث دليل على أن الخلوة عون للإنسان على تعبده وصلاح دينه، لأن النبي لما اعتزل عن الناس وخلا بنفسه، أتاه هذا الخير العظيم، وكل أحد امتثل ذلك أتاه الخير بحسب ما قسم له من مقامات الولاية. وفيه دليل على أن الأوْلى بأهل البداية الخلوة والاعتزال، لأن النبي ﷺ كان في أول أمره يخلو بنفسه».[78] وقال القسطلاني في شرحه لحديث عائشة المذكور: «وفيه تنبيه على فضل العزلة لأنها تريح القلب من أشغال الدنيا، وتفرغه لله تعالى، فتنفجر منه ينابيع الحكمة. والخلوة أن يخلو عن غيره، بل وعن نفسه بربه، وعند ذلك يصير خليقاً بأن يكون قالبه ممراً لواردات علوم الغيب، وقلبه مقراً لها».[79]

ويذكر الإمام الغزالي طريقة الخلوة ومراحلها ومقاماتها، فيقول: «أن الشيخ يُلزِم المريد زاوية ينفرد بها، ويوكل به من يقوم له بقدر يسير من القوت الحلال - فإنَّ أصل الدين القوت الحلال - وعند ذلك يلقنه ذكراً من الأذكار، حتى يشغل به لسانه وقلبه، فيجلس ويقول مثلاً: الله، الله، أو سبحان الله، سبحان الله، أو ما يراه الشيخ من الكلمات، فلا يزال يواظب عليه، حتى يسقط الأثر عن اللسان، وتبقى صورة اللفظ في القلب، ثم لا يزال كذلك حتى تُمحى من القلب حروف اللفظ وصورته، وتبقى حقيقة معناه لازمة للقلب، حاضرة معه، غالبة عليه، قد فرغ عن كل ما سواه، لأن القلب إذا اشتغل بشيء خلا عن غيره - أيَّ شيء كان - فإذا اشتغل بذكر الله وهو المقصود، خلا لا محالة من غيره. وعند ذلك يلزمه أن يراقب وساوس القلب، والخواطر التي تتعلق بالدنيا، وما يتذكر فيه مما قد مضى من أحواله وأحوال غيره، فإنه مهما اشتغل بشيء منه - ولو في لحظة - خلا قلبه عن الذكر في تلك اللحظة، وكان أيضاً نقصاناً. فليجتهد في دفع ذلك، ومهما دفع الوساوس كلها، وردَّ النفس إلى هذه الكلمة، جاءته الوساوس من هذه الكلمة، وإنها ما هي؟ وما معنى قولنا: الله؟ ولأي معنى كان إلهاً، وكان معبوداً؟ ويعتريه عند ذلك خواطر تفتح عليه باب الفكر، وربما يَرِدُ عليه من وساوس الشيطان ما هو كفر وبدعة، ومهما كان كارهاً لذلك، ومُتَشمِّراً لإماطته عن القلب لم يضره ذلك».
ويجعل الصوفية للخلوة نوعين، هما:
- خلوةٌ عامة: ينفرد بها المؤمن ليتفرغ لذكر الله بأية صيغة كانت، أو لتلاوة القرآن، أو محاسبة نفسه، أو ليتفكر في خلق السموت والأرض.
- خلوةٌ خاصة: يقصد منها الوصول إلى مراتب الإحسان والتحقق بمدارج المعرفة، وهذه لا تكون إلا بإشراف مرشدٍ مأذون، يُلَقِّنُ المريد ذكراً معيناً، ويكون على صلة دائمة به ليزيل عنه الشكوك ويدفعه إلى آفاق المعرفة، ويرفع عنه الحجب والأوهام والوساوس، وينقله من الكون إلى المُكَوِّن.

## العقيدة التي يتبنّاها الصوفية

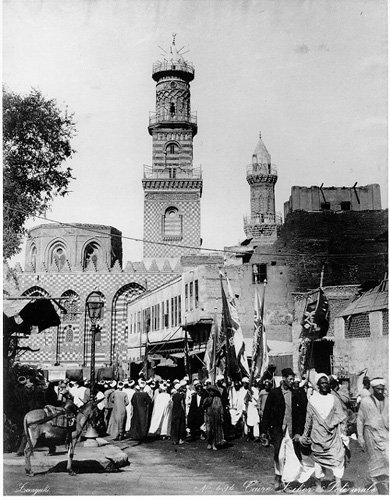
موكب أحد الطرق الصوفية في القاهرة سنة 1870

يعلن المتصوفة حاليا بمعظمهم اعتقادهم حسب مبادئ عقيدة الأشاعرة التي انتشرت وسادت كمذهب عقيدي رسمي لأهل السنة والجماعة، بل وتبناها جمهور علماء أهل السنة والجماعة من الإمام النووي، والإمام ابن حجر العسقلاني، والإمام السيوطي، وغيرهم الكثير. فبالتالي فإن كتب المتصوفة الحديثين لا تخرج عن عقيدة أهل السنة سواء كانت أشعرية أوماتريدية.
وذلك بالرغم أنهم يتبنون كتب ابن عربي والسهروردي التي تتهم من قبل الحركات السلفية وبعض الباحثين المعاصرين بأنها تتضمن ما يفيد بعقائد الحلول ووحدة الوجود، لكن المتصوفة يقولون أن هذه الكتب ليست في متناول العوام (والعوام في نظر المتصوفة هو كل من لم يتمرس بالصوفية وممارساتها)، وأنه بالإمكان حمل كلام ابن عربي والسهروردي على محامل نابعة من الإسلام، فالعوام غير قادرين على تذوق المعاني التي لا تتجلى إلا لمن حصل على الكشف الإلهي، بالتالي فهم وحدهم من يمتلك حق التأويل لهذه الكتب والمقولات للشيوخ الكبار مثل ابن عربي والسهروردي. ويرى الشيخ المسافر أن ابن عربي والسهروردي وابن سبعين، فضلا عن جلال مسيرتهم في التصوف، ينتمون إلى ميدان الحكمة الفلسفية، وان كثيرا من كتبهم فلسفية بامتياز، وإن لم تسم بذلك. ويشهد على ذلك إنتاج ذلك العدد الكبير من فلاسفة الغرب الذين اسسوا اطروحاتهم الفلسفية أو ضمنوها أجزاء من إنتاج المشايخ الأولياء الثلاثة، أو كما يطلق عليهم البعض «الفلاسفة العظام الثلاثة».
- قال أبو القاسم القشيري في رسالته المشهورة بالرسالة القشيرية عند ذكر عقيدة الصوفية ما نصه: «وهذه فصول تشتمل على بيان عقائدهم في مسائل التوحيد ذكرناها على وجه الترتيب. قال شيوخ هذه الطريقة على ما يدل عليه متفرقات كلامهم ومجموعاتها ومصنفاتهم في التوحيد: إن الحق  موجود قديم لا يشبهه شيء من المخلوقات، ليس بجسم ولا جوهر ولا عرض، ولا صفاته أعراض، ولا يتصور في الأوهام، ولا يتقدر في العقول، ولا له جهة ولا مكان، ولا يجري عليه وقت وزمان.»[81]
- وقال الشيخ أبو بكر الكلاباذي الحنفي في كتابه التعرف لمذهب أهل التصوف: «اجتمعت الصوفية على أن الله لا يحويه مكان ولا يجري عليه زمان.»

## عقيدة الصوفية في الأولياء
الولي عندهم هو: عبد لله، اختصه الله بعنايته وتوفيقه واصطفاه من بين عبيده، وهو عبد لا يضر ولا ينفع بذاته كباقي البشر، هو دون الأنبياء في المرتبة والمنزلة، إذ لا أحد يصل إلى رتبة الأنبياء مهما ارتقى في مراتب الولاية، لذلك فالولي ليس بمعصوم عن الخطأ، إلا من عصمه الله.
ويستشهدون بالآية القرآنية: (ألا إن أولياء الله لا خوف عليهم ولا هم يحزنون، الذين ءامنوا وكانوا يتقون) فالمتقون هم أولياء الله. وقد ورد تحذير في أحاديث النبي محمد ﷺ، وذلك كما في الحديث القدسي: من عادى لي ولياً فقد ءاذنته بالحرب.

### مراتب الأولياء
جعل الصوفيةُ الأولياءَ على مراتب، وذلك بحسب اجتهادهم في دقائق التقوى -وبحسب ما يعتبرونه توفيقًا من الله لهم-، وبذلك تفاوتت مراتبهم في مقامات الولاية، فليس كل المتقين على درجة واحدة. أما من حيث الدرجات، فيجعلون المراتب من الأفضل إلى الأدنى كالتالي:
- القطب الغوث، الذي به يغاث عباد الله وبواسطته تنزل الرحمة، اشتهر منهم أربعة: الإمام عبد القادر الجيلاني، والإمام أحمد الرفاعي والإمام أحمد البدوي والإمام إبراهيم الدسوقي.[84]
- ثم الإمامان، وهما كالوزيرين له.
- ثم الأربعة الأوتاد الحافظون لجهات الأرض.
- ثم السبعة النجباء والحافظون للأقاليم السبعة.
- ثم الأربعون الأبدال الساعون في قضاء حوائج المسلمين، وهم في الشام. وقد ورد فيهم أحاديث مختلف في صحتها منها قول النبي محمد: «الأبدال بالشام وهم أربعون رجلاً كلما مات رجل أبدل الله مكانه رجلاً، يُسقَى بهم الغيث، ويُنتصر بهم على الأعداء، ويُصرف عن أهل الشام بهم العذاب» [85]
- ثم التسعة والتسعون الذين هو مظاهر أسماء الله.
- ثم الثلاثمائة والتسعون الأولياء الصالحون من المؤمنين.

وأهل مراتب الصوفية لا بد من وجودهم في كل زمان إلى غاية نزول عيسى بن مريم .

### كرامات الأولياء

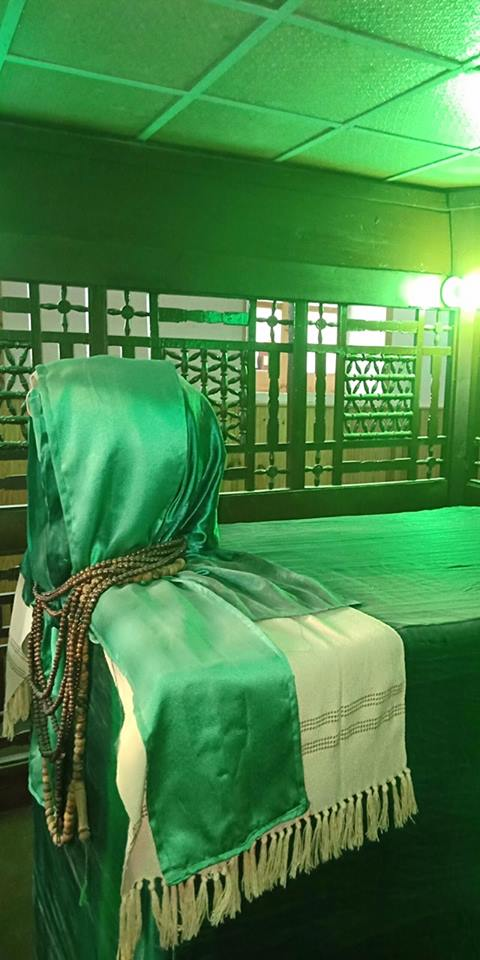
مقام سيدى محمد المغازى بسيدى غازى كفر الدوار البحيرة، مصر.

الكرامة هي أمر خارق للعادة غير مقرونة بدعوى النبوة، يظهرها الله  على أوليائه الصالحين من أتباع الرسل كرامة لهم. وقد أجمع أهل التصوف على إثبات كرامات الأولياء، وكلام البهائم، وطي الأرض، وظهور الشيء في غير موضعه ووقته.
- ويستدلون على صحتها ووجودها بآيات من القرآن، منها:
  - قصة الذي عنده علم من الكتاب في الآية القرآنية: (أنا آتيك به قبل أن يرتد إليك طرفك).
  - قصة مريم بنت عمران حين قال لها النبي زكريا: (أنى لك هذا؟ قالت: هو من عند الله).
- ومن أحاديث النبي محمد: «أن رجلين خرجا من عند النبي في ليلة مظلمة، وإذا نور بين أيديهما حتى تفرقا، فتفرق النور معهما».[82]
- ومن قصص وقعت للصحابة: قصة الصحابي عمر بن الخطاب: عن ابن عمر قال: وجه عمر جيشا وولى عليهم رجلا يدعى سارية، فبينما عمر في المدينة يخطب على المنبر جعل ينادي: يا سارية الجبل!! ثلاثا. ثم قدم رسول الجيش فسأله عمر، فقال: يا أمير المؤمنين هزمنا فبينما نحن كذلك إذ سمعنا صوتا ينادي يا سارية الجبل ثلاثا، فأسندنا ظهورنا إلى الجبل فهزمهم الله. قال: فقيل لعمر إنك كنت تصيح هكذا وهكذا.[87]

الصوفية يعتبرون أن أعظم الكرامات هي الاستقامة على شرع الله. قال أبو القاسم القشيري : واعلم أن من أجلِّ الكرامات التي تكون للأولياء دوام التوفيق للطاعات، والحفظ من المعاصي والمخالفات.
والصوفية يمنعون إِظهار الكرامة إِلا لغرض صحيح ؛ كنصرة شريعة الله أمام الكافرين والمعاندين، أما إِظهارها بدون سبب مشروع فهو مذموم، لما فيه من حظ النفس والمفاخرة والعجب. قال الشيخ محي الدين بن عربي : ولا يخفى أن الكرامة عند أكابر الرجال معدودة من جملة رعونات النفس، إِلا إِنْ كانت لنصر دين أو جلب مصلحة، لأن الله هو الفاعل عندهم، لا هُمْ، هذا مشهدهم، وليس وجه الخصوصية إِلا وقوع ذلك الفعل الخارق على يدهم دون غيرهم ؛ فإِذا أحيا كبشاً مثلاً أو دجاجة فإِنما ذلك بقدرة الله لا بقدرتهم، وإِذا رجع الأمر إِلى القدرة فلا تعجب.
كما أن الصوفية لا يعتبرون ظهور الكرامات على يد الولي الصالح دليلاً على أفضليته على غيره. قال الإِمام اليافعي : لا يلزم أن يكون كلُّ مَنْ له كرامة من الأولياء أفضلَ من كل من ليس له كرامة منهم، بل قد يكون بعض مَنْ ليس له كرامة منهم أفضل من بعض مَنْ له كرامة، لأن الكرامة قد تكون لتقوية يقين صاحبها، ودليلاً على صدقه وعلى فضله لا على أفضليته، وإِنما الأفضلية تكون بقوة اليقين، وكمال المعرفة بالله.
ويعتبر الصوفية أن عدم ظهور الكرامة على يد الولي الصالح ليس دليلاً على عدم ولايته. قال الإِمام القشيري : لو لم يكن للولي كرامة ظاهرة عليه في الدنيا، لم يقدح عدمها في كونه ولياً.

### هل يجوز للولي أن يعرف أنه ولي
اختلف الصوفية في الولي: هل يجوز أن يعرف أنه ولي أم لا؟ على قولين.:
- فقال بعضهم: لا يجوز ذلك؛ لأن معرفة ذلك تزيل عنه خوف العاقبة، وزوال خوف العاقبة يوجب الأمن، وفي وجوب الأمن زوال العبودية؛ لأن العبد بين الخوف والرجاء.
- وقال الأجلة منهم والكبار: يجوز أن يعرف الولي ولايته؛ لأنها كرامة من الله للعبد، والكرامات والنعم يجوز أن يعلم ذلك فيقتضي زيادة الشكر. ويستدل هؤلاء بأن النبي محمد قد أخبر أصحابه بأنهم من أهل الجنة، وشهد للعشرة بالجنة، وشهادة النبي توجب سكونا إليها، وطمأنينة بها، وتصديقا لها. ومع ذلك فقد أخبرهم النبي بذلك.

## الشريعة والطريقة والحقيقة

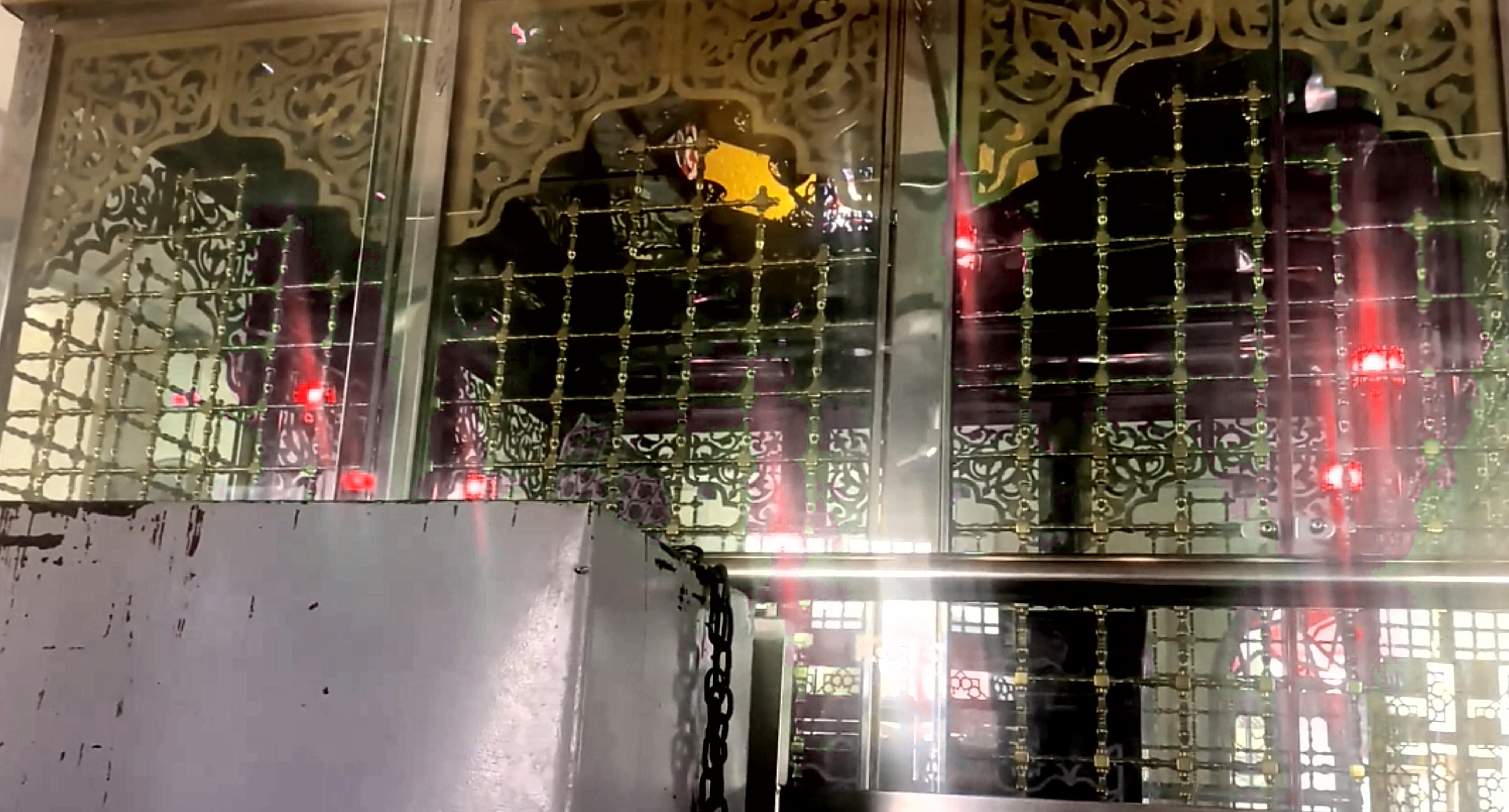
ضريح سيدي أبو الحسن الشاذلي مؤسس الطريقة الشاذلية.

يقسّم الصوفية الدين إلى ثلاثة أركان رئيسية: هي الشريعة، والطريقة، والحقيقة - حيث يعتبره السلفيون أنه تقسيم بدعة في دين الإسلام، ولم يرد في صحته أي أدلة -. ويستدل الصوفية على صحة هذا التقسيم ما ورد بحديث نبي الإسلام محمد الذي اشتهر باسم حديث جبريل وهو مروي عن الصحابي عمر بن الخطاب، يقول:

بينما نحن جلوس عند رسول الله إذ طلع علينا رجل شديد بياض الثياب شديد سواد الشعر لايرى عليه أثر السفر ولا يعرفه منا أحد حتى جلس إلى النبي فأسند ركبتيه إلى ركبتيه ووضع يديه على فخذيه وقال: يا محمد أخبرني عن الإسلام. قال : الإسلام أن تشهد أن لاإله إلا الله وأن محمدا رسول الله وتقيم الصلاة وتؤتي الزكاة وتصوم رمضان وتحج البيت إن استطعت إليه سبيلا. قال: صدقت. فعجبنا له يسأله ويصدقه. قال: فأخبرني عن الإيمان قال:أن تؤمن بالله وملائكته وكتبه ورسله واليوم الآخر وتؤمن بالقدر خيره وشره. قال: صدقت. قال: فأخبرني عن الإحسان قال: أن تعبد الله كأنك تراه فإن لم تكن تراه فإنه يراك.قال: فأخبرني عن الساعة قال: مالمسؤول عنها بأعلم من السائل قال: فأخبرني عن أماراتها قال: أن تلد الأمة ربتها وأن ترى الحفاة العراة العالة رعاة الشاه يتطاولون في البنيان. ثم انطلق. فلبث مليا ثم قال: ياعمر أتدري من السائل قلت الله ورسوله أعلم قال: فإنه جبريل آتاكم يعلمكم دينكم.

فالحديث يذكر أقسام الدين كما يقولون، وهي:
- ركن الإِسلام: وهو الجانب العملي؛ من عبادات ومعاملات وأُمور تعبدية، ومحله الأعضاء الظاهرة الجسمانية. وقد اصطلح العلماء على تسميته بالشريعة، واختص بدراسته الفقهاء.
- ركن الإِيمان: وهو الجانب الاعتقادي القلبي؛ من إِيمان بالله، وملائكته، وكتبه، ورسله، واليوم الآخر، والقضاء والقدر. وقد اختص بدراسته علماء التوحيد.
- ركن الإِحسان: وهو الجانب الروحي القلبي؛ وهو أن تعبد الله كأنك تراه، فإِن لم تكن تراه فإِنه يراك، وما ينتج عن ذلك من أحوال وأذواق وجدانية، ومقامات عرفانية، وعلوم وهبية، وقد اصطلح العلماء على تسميته بالحقيقة، واختص ببحثه الصوفية.

وللوصول إِلى هذا المقام، والإِيمان الكامل، لابد من سلوك الطريقة، وهي مجاهدة النفس، وتصعيد صفاتها الناقصة إِلى صفات كاملة، والترقي في مقامات الكمال بصحبة المرشدين، فهي الجسر الموصل من الشريعة إِلى الحقيقة. قال السيد في تعريفاته: «الطريقة هي السيرة المختصة بالسالكين إِلى الله، من قطع المنازل والترقي في المقامات».
ولتوضيح الصلة بين الشريعة والحقيقة يضربون لذلك مثلاً الصلاة، فالإِتيان بحركاتها وأعمالها الظاهرة، والتزام أركانها وشروطها، وغير ذلك مما ذكره علماء الفقه، يمثل جانب الشريعة، وهو جسد الصلاة. وحضور القلب مع الله في الصلاة يمثل جانب الحقيقة، وهو روح الصلاة. فأعمال الصلاة البدنية هي جسدها، والخشوع روحها. وما فائدة الجسد بلا روح؟! وكما أن الروح تحتاج إِلى جسد تَسْكُن فيه، فكذلك الجسد يحتاج إِلى روح يقوم بها، ويستدلون على ذلك بالآية القرآنية: (أقيمُوا الصلاةَ وآتوا الزكاةَ) ولا تكون الإِقامة إِلا بجسد وروح، ولذا لم يقل: أوجدوا الصلاة.
فالشريعة عندهم هي الأساس، والطريقة هي الوسيلة، والحقيقة هي الثمرة، وهذه الأشياء الثلاثة متكاملة منسجمة، فَمَنْ تمسَّك بالأولى منها سلك الثانية فوصل إِلى الثالثة، وليس بينها تعارض ولا تناقض، ولذلك يقول الصوفية في قواعدهم المشهورة: (كل حقيقة خالفت الشريعة فهي زندقة).
ويقول الشيخ أحمد زروق: لا تصوف إِلا بفقه، إِذ لا تعرف أحكام الله الظاهرة إِلا منه. ولا فقه إِلا بتصوف، إِذ لا عمل إِلا بصدق وتوجه لله تعالى. ولا هما (التصوف والفقه) إِلا بإِيمان، إِذ لا يصح واحد منهما دونه. فلزم الجميع لتلازمها في الحكم، كتلازم الأجسام للأرواح، ولا وجود لها إِلا فيها، كما لا حياة لها إِلا بها، فافهم.
ويقول الإِمام مالك بن أنس: مَنْ تصوف ولم يتفقه فقد تزندق، ومن تفقه ولم يتصوف فقد تفسق، ومن جمع بينهما فقد تحقق.
ويقولون أنه كما حفظ علماء الظاهر حدود الشريعة، كذلك حفظ علماء التصوف آدابها وروحها، وكما أبيح لعلماء الظاهر الاجتهاد في استنباط الأدلة واستخراج الحدود والفروع، والحكم بالتحليل والتحريم على ما لم يَرِدْ فيه نص، فكذلك لعلماء الصوفية أن يستنبطوا آداباً ومناهج لتربية المريدين وتهذيب السالكين.

## وحدة الوجود والحلول والاتحاد

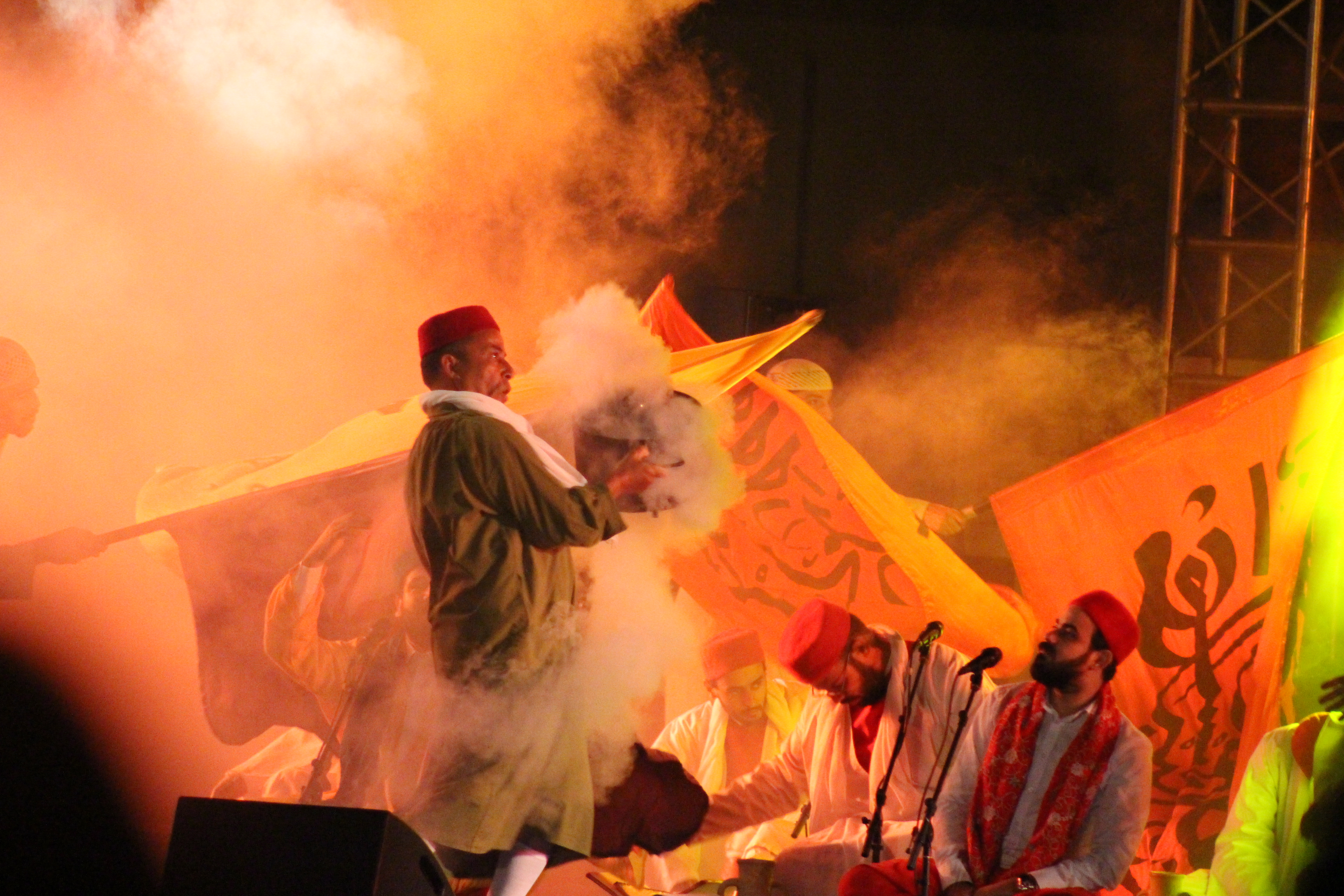
يؤمن جزء من المتصوفة بوحدة الوجود أي أن الله غير منفصل عن الطبيعة وبحلول الله في المخلوقات وأبرز دعاتهم بن عربي والحلاج وجلال الدين الرومي.

إِن من أهم ما ينتقد به المعارضون للصوفية اتهامهم بأنهم يقولون بالحلول والاتحاد، بمعنى أن الله قد حلَّ في جميع أجزاء الكون؛ في البحار والجبال والصخور والأشجار والإِنسان والحيوان، أو بمعنى أن المخلوق عين تعالى الله عن ذلك علواً كبيراً. ويرى الصوفية أنه لاشك أن هذا القول كفر صريح يخالف عقائد الأمة الإسلامية. فالصوفية ينفون هذه التهمة عن أنفسهم جملة وتفصيلا، ويحذرون من أن يرميهم أحد بهذه العقيدة الكفرية جزافاً دون تمحيص أو تثبت، ومن غير أن يفهم مرادهم، ويطلع على عقائدهم الحقة التي ذكروها صريحة واضحة في أُمهات كتبهم، كالفتوحات المكية للشيخ الكبير محي الدين ابن عربي، وإحياء علوم الدين للامام أبو حامد الغزالي، والرسالة القشيرية للامام ابي القاسم القشيري الشافعي والمثنوي لجلال الدين الرومي وغيرها.

### صريح أقوالهم في رفضهم لعقيدة وحدة الوجود والحلول والاتحاد
صرح أئمة الصوفية في كتبهم برفضهم لعقيدة وحدة الوجود والحلول والاتحاد بالمعنى السابق ذكره، والتي منها:
- يقول الشعراني : ولعمري إِذا كان عُبَّاد الأوثان لم يتجرؤوا على أن يجعلوا آلهتهم عين الله؛ بل قالوا: ما نعبدهم إِلا ليقربونا إِلى الله زلفى، فكيف يُظَن بأولياء الله أنهم يدَّعون الاتحاد بالحق على حدٍّ ما تتعقله العقول الضعيفة؟! هذا كالمحال في حقهم؛ إِذ ما مِن وليٍّ إِلا وهو يعلم أن حقيقته  مخالفة لسائر الحقائق، وأنها خارجة عن جميع معلومات الخلائق؛ لأن الله بكل شيء محيط.[97]
- قال الشيخ محي الدين بن عربي في عقيدته الوسطى: اعلم أن الله واحد بالإِجماع، ومقام الواحد يتعالى أن يحل فيه شيء، أو يحل هو في شيء، أو يتحد في شيء.[98]
- وقال في باب الأسرار: لا يجوز لعارف أن يقول: أنا الله، ولو بلغ أقصى درجات القرب، وحاشا العارف من هذا القول حاشاه، إِنما يقول: أنا العبد الذليل في المسير والمقيل.[99]
- وقال في باب الأسرار: من قال بالحلول فهو معلول، فإِن القول بالحلول مرض لا يزول، وما قال بالاتحاد إِلا أهل الإِلحاد، كما أن القائل بالحلول من أهل الجهل والفضول.[99]
- وقال أيضاً في الباب الثاني والتسعين ومائتين: من أعظم دليل على نفي الحلول والاتحاد الذي يتوهمه بعضهم، أن تعلم عقلاً أن القمر ليس فيه من نور الشمس شيء، وأن الشمس ما انتقلت إِليه بذاتها، وإِنما كان القمر محلاً لها، فكذلك العبد ليس فيه من خالقه شيء ولا حل فيه.[100]
- قال صاحب كتاب نهج الرشاد في الرد على أهل الوحدة والحلول والاتحاد: حدثني الشيخ كمال الدين المراغي قال: اجتمعتُ، بالشيخ أبي العباس المرسي - تلميذ الشيخ الكبير أبي الحسن الشاذلي - وفاوضْته في هؤلاء الاتحادية، فوجدته شديد الإِنكار عليهم، والنهي عن طريقهم، وقال: أتكون الصنعة هي عين الصانع؟!.[101]
- قال أبو حامد الغزالي: وأما القسم الرابع وهو الاتحاد فذلك أيضا أظهر بطلانا لأن قول القائل إن العبد صار هو الرب كلام متناقض في نفسه، بل ينبغي أن ينزه الرب  عن أن يجري اللسان في حقه بأمثال هذه المحالات... فالاتحاد بين شيئين مطلقا محال...فأصل الاتحاد إذا باطل... وأما القسم الخامس وهو الحلول فذلك يتصور أن يقال أن الرب  حل في العبد أو العبد حل في الرب، تعالى رب الأرباب عن قول الظالمين.[102]
- قال الإمام أحمد بن عجيبة في تفسيره البحر المديد: واعلم أن ذات الحق ـ  ـ عمّت الوجود، فليست محصورة في مكان ولا زمان، ﴿وَلِلَّهِ الْمَشْرِقُ وَالْمَغْرِبُ فَأَيْنَمَا تُوَلُّوا فَثَمَّ وَجْهُ اللَّهِ إِنَّ اللَّهَ وَاسِعٌ عَلِيمٌ ۝١١٥﴾ [البقرة:115]، فأسرار ذاته  سارية في كل شيء، قائمة بكل شيء، كما تقدّم، فهو موجود في كل شيء، لا يخلو منه شيء، أسرار المعاني قائمة بالأواني، وإنما خصّ الحق  السماء بالذكر؛ لأنها مرتفعة معظّمة، فناسب ذكر العظيم فيها، وعلى هذا تُحمل الأحاديث والآيات الواردة على هذا المنوال. وليس هنا حلول ولا اتحاد؛ إذ ليس في الوجود إلاّ تجليات الحق ومظاهر ذاته وصفاته، كان الله ولا شيء معه، وهو الآن على ما كان عليه، فما مثال الكون إلا كجبريل حين يتطوّر على صورة دحية، غير أنَّ رداء الكبرياء منشور على وجه ذاته وأسرار معانيه، وهو ما ظهر من حسن الكائنات، وما تلوّنت به الخمرة من أوصاف العبودية. ولا يفهم هذا إلاَّ أهل الذوق السليم. وبالله التوفيق.[103]

### تأويلهم لأقوال أوهمت وحدة الوجود أو الحلول أو الاتحاد
وأما ما ورد من كلام الصوفية في كتبهم مما يفيد ظاهره الحلول والاتحاد، فيقولون أنه إما مدسوس عليهم، بدليل ما سبق من صريح كلامهم في نفي هذه العقيدة. وإِما أنهم لم يقصدوا به القول بهذه الفكرة والنحلة، ولكن بعض منتقديهم حملوا المتشابه من كلامهم على هذا الفهم، ورموهم بالزندقة والكفر. أما غيرهم فقد فهموا كلامهم على معناه الموافق لعقيدة أهل السنة والجماعة، وأدركوا تأويله بما يناسب ما عرف عن الصوفية.
- قال جلال الدين السيوطي : واعلم أنه وقع في عبارة بعض المحققين لفظ الاتحاد، إِشارة منهم إِلى حقيقة التوحيد، فإِن الاتحاد عندهم هو المبالغة في التوحيد. والتوحيد معرفة الواحد والأحد، فاشتبه ذلك على من لا يفهم إِشاراتهِم، فحملوه على غير محمله؛ فغلطوا وهلكوا بذلك.. إِلى أن قال: فإِذن أصل الاتحاد باطل محال، مردود شرعاً وعقلاً وعرفاً بإِجماع الأنبياء ومشايخ الصوفية وسائر العلماء والمسلمين، وليس هذا مذهب الصوفية، وإِنما قاله طائفة غلاة لقلة علمهم وسوء حظهم من الله، فشابهوا بهذا القولِ النصارى الذين قالوا في عيسى : اتَّحَد ناسوتُهُ بلاهوتِهِ. وأما مَنْ بالعناية، فإِنهم لم يعتقدوا اتحاداً ولا حلولاً، وإِن وقع منهم لفظ الاتحاد فإِنما يريدون به محو أنفسهم، وإِثبات الحق .[101]
- وقال: وقد يُذْكَر الاتحاد بمعنى فناء المخالفات، وبقاء الموافقات، وفناء حظوظ النفس من الدنيا، وبقاء الرغبة في الآخرة، وفناء الأوصاف الذميمة، وبقاء الأوصاف الحميدة، وفناء الشك، وبقاء اليقين، وفناء الغفلة وبقاء الذكر.[104]
- وقال: وأما قول أبي يزيد البسطامي: (سبحاني، ما أعظم شأني) فهو في معرض الحكاية عن الله، وكذلك قول من قال: (أنا الحق) محمول على الحكاية، ولا يُظَنُّ بهؤلاء العارفين الحلول والاتحاد، لأن ذلك غير مظنون بعاقل، فضلاً عن المتميزين بخصوص المكاشفات واليقين والمشاهدات. ولا يُظَنُّ بالعقلاء المتميزين على أهل زمانهم بالعلم الراجح والعمل الصالح والمجاهدة وحفظ حدود الشرع الغلطُ بالحلول والاتحاد، كما غلط النصارى في ظنهم ذلك في حق عيسى. وإِنما حدث ذلك في الإِسلام من واقعاتِ جهلةِ المتصوفة، وأما العلماء العارفون المحققون فحاشاهم من ذلك.. إِلى أن قال: والحاصل أن لفظ الاتحاد مشترك، فيطلق على المعنى المذموم الذي هو أخو الحلول، وهو كفر. ويطلق على مقام الفناء اصطلاحاً اصطلح عليه الصوفية، ولا مشاحة في الاصطلاح، إِذ لا يمنع أحد من استعمال لفظ في معنى صحيح، لا محذور فيه شرعاً، ولو كان ذلك ممنوعاً لم يجز لأحد أن يتفوه بلفظ الاتحاد، وأنت تقول: بيني وبين صاحبي زيد اتحاد. وكم استعمل المحدِّثون والفقهاء والنحاة وغيرهم لفظ الاتحاد في معان حديثية وفقهية ونحوية. كقول المحدِّثين: اتحد مخرج الحديث. وقول الفقهاء: اتحد نوع الماشية. وقول النحاة: اتحد العامل لفظاً أو معنى. وحيث وقع لفظ الاتحاد من محققي الصوفية، فإِنما يريدون به معنى الفناء الذي هو محو النفس، وإِثبات الأمر كله لله ، لا ذلك المعنى المذموم الذي يقشعر له الجلد.[101]
- نقل الشعراني عن الشيخ علي بن وفا قوله: المراد بالاتحاد حيث جاء في كلام القوم فناء العبد في مراد الحق ، كما يقال: بين فلان وفلان اتحاد، إِذا عمل كل منهما بمراد صاحبه.[105]
- قال الشيخ ابن القيم في كتابه مدارج السالكين شرح منازل السائرين: الدرجة الثالثة من درجات الفناء: فناء خواص الأولياء وأئمة المقربين، وهو الفناء عن إِرادة السوى، شائماً برق الفناءِ عن إِرادة ما سواه، سالكاً سبيل الجمع على ما يحبه ويرضاه، فانياً بمراد محبوبه منه، عن مراده هو من محبوبه، فضلاً عن إِرادة غيره، قد اتحد مراده بمراد محبوبه، أعني المراد الديني الأمري، لا المراد الكوني القدري، فصار المرادان واحداً.. ثم قال: وليس في العقل اتحاد صحيح إِلا هذا، والاتحاد في العلم والخبر. فيكون المرادان والمعلومان والمذكوران واحداً مع تباين الإِرادتين والعلمين والخبرين، فغاية المحبة اتحاد مراد المحب بمراد المحبوب، وفناء إِرادة المحب في مراد المحبوب. فهذا الاتحاد والفناء هو اتحاد خواص المحبين وفناؤهم؛ قد فَنَوْا بعبادة محبوبهم، عن عبادة ما سواه، وبحبه وخوفه ورجائه والتوكل عليه والاستعانة به والطلب منه عن حب ما سواه. ومَنْ تحقق بهذا الفناء لا يحب إِلا في الله، ولا يبغض إِلا فيه، ولا يوالي إِلا فيه، ولا يعادي إِلا فيه، ولا يعطي إِلا لله، ولا يمنع إِلا لله، ولا يرجو إِلا إِياه، ولا يستعين إِلا به، فيكون دينه كله ظاهراً وباطناً لله، ويكون الله ورسولهُ أحبَّ إِليه مما سواهما، فلا يوادُّ من حادَّ الله ورسوله ولو كان أقرب الخلق إِليه، وحقيقة ذلك فناؤه عن هوى نفسه، وحظوظها بمراضي ربه تعالى وحقوقه، والجامع لهذا كله تحقيق شهادة أن لا إِله إِلا الله علماً ومعرفة وعملاً وحالاً وقصداً، وحقيقة هذا النفي والإِثبات الذي تضمنتْهُ هذه الشهادة هو الفناء والبقاء، فيفنى عن تأله ما سواه علماً وإِقراراً وتعبداً، ويبقى بتألهه وحده، فهذا الفناء وهذا البقاء هو حقيقة التوحيد، الذي اتفقت عليه المرسلون صلوات الله عليهم، وأُنزلت به الكتب، وخلقت لأجله الخليقة، وشرعت له الشرائع، وقامت عليه سوق الجنة، وأسس عليه الخَلْق والأمر.. إِلى أن قال: وهذا الموضع مما غلط فيه كثير من أصحاب الإِرادة. والمعصوم من عصمه الله، وبالله المستعان والتوفيق والعصمة.[106]
- قال الشيخ ابن تيمية في تبرئة الصوفية من تهمة القول بالاتحاد: ليس أحد من أهل المعرفة بالله، يعتقد حلول الرب تعالى به أو بغيره من المخلوقات، ولا اتحاده به، وإِن سُمع شيء من ذلك منقول عن بعض أكابر الشيوخ فكثير منه مكذوب، اختلقه الأفاكون من الاتحادية المباحية، الذين أضلهم الشيطان وألحقهم بالطائفة النصرانية.[107]
- وقال: وأما قول الشاعر في شعره: (أنا مَنْ أهوى، ومَنْ أهوى أنا) فهذا إِنما أراد به الشاعر الاتحاد المعنوي، كاتحاد أحد المحبّين بالآخر، الذي يحب أحدهما ما يحب الآخر، ويبغض ما يبغضه، ويقول مثل ما يقول، ويفعل مثل ما يفعل؛ وهذا تشابه وتماثل، لا اتحاد العين بالعين، إِذا كان قد استغرق في محبوبه، حتى فني به عن رؤية نفسه.[108]

## أفكار أخرى
- الكشف: هو نور يحصل للسالكين في سيرهم إِلى الله؛ يكشف لهم حجاب الحس، ويزيل دونهم أسباب المادة نتيجة لما يأخذون به أنفسهم من مجاهدة وخلوة وذكر.
- الفراسة: والتي تختص بمعرفة خواطر النفوس وأحاديثها، يقول ابن عجيبة: الفراسة هي خاطر يهجم على القلب، أو وارد يتجلى فيه، لا يخطئ غالباً إِذا صفا القلب، وفي الحديث: (اتقوا فراسة المؤمن، فإِنه ينظر بنور الله)[109]، وهي على حسب قوة القرب والمعرفة، فكلما قوي القرب، وتمكنت المعرفة صدقت الفراسة، لأن الروح إِذا قربت من حضرة الحق لا يتجلى فيها غالباً إِلا الحق.[110]
- الإلهام والتحديث: وهو ما يُلقَى في الرُّوع بطريق الفيض. وقيل: الإلهام ما وقع في القلب من علم.
- العلم اللدني: ويتحدث عنه الصوفية والذي يكون في نظرهم لأهل النبوة والولاية، كما كان ذلك للخضر، حيث ورد ذلك في الآية القرآنية: (وعلمناه من لدنّا علماً).
- النبي محمد: ويعتقدون بالأخذ عنه يقظةً ومناماً.[111] ويعتقدون بأنه باب الله ووسيلته العظمى إليه[112] وأنه بشر ولكن ليس كالبشر[113]، ويعتقدون أن محبته شرط في الطريق، لذلك يكثرون من ذكره ومن الصلاة عليه ومن مديحه وإنشاد الشعر فيه، ولهذه الأمور يكثرون من إقامة الموالد والذي يقومون فيه بالإنشاد والوعظ والتحدث في سيرته وشمائله، ولا يجيزون فيه الاختلاط ولا باقي المحرمات.
- الشيخ المربي: لا بد في التصوف من التأثير الروحي، والذي يأتي بواسطة الشيخ الذي أخذ الطريقة عن شيخه حتى تصل سلسلة التلقي في سند متصل من الشيخ إلى الرسول محمد بن عبد الله. فيقولون: من لا شيخ له فشيخه الشيطان!
- البيعة: يبايع فيه المريد المرشد، ويعاهده على السير معه في طريق التخلي عن العيوب والتحلي بالصفات الحسنة، والتحقق بركن الإحسان، والترقي في مقاماته. وهو بمثابة الوعد والعهد.
- المجاهدة : يقول الصوفية : التخلي ثم التحلي ثم التجلي، التخلي عن الأخلاق الذميمة، والتحرر من قيود القوى الظلمانية في النفس من الشهوة والغضب والحسد، أخلاق الحيوانات والسباع والأبالسة. ثم التحلي بالأخلاق الحميدة، واستنارة القلب والنفس بنور سيدنا رسول الله وأهل بيته، ثم تجلي أنوار الله لعين القلب بعد محو الحُجُب التي كانت تحجب القلب عن المشاهدة والتنعم بها. وهذا هو أعلى نعيم أهل الجنة، يكرم الله به خواص عباده المحبوبين له في هذه الدار، كلٌ بحسب حظه ونصيبه من رسول الله.
- التبرك: وهو طلب البركة من الله من طريق الأسباب الشرعية، وأعظمها التوسل إليه بذلك المتبَرّك به، سواء أكان شخصا أو أثرا أو مكانا. وهذه البركة كما يعتقدون تُطلب بالتعرض لها في أماكنها بالتوجه إلى الله ودعائه. ويستدلون بالقصص الكثير الواردة بتبرك الصحابة بالنبي محمد؛ بشعره وعرقه ودمه وموضع صلاته.[114]
- التوسل: هو أحد طرق الدعاء، وباب من أبواب التوجه إلى الله، والمتوسل به إنما هو واسطة ووسيلة للتقرب إلى الله، والتوسل حسب اعتقادهم يكون بالأنبياء أو الأولياء، أو يكون بالأعمال الصالحة للإنسان، وأعظم هذه الوسائل عندهم هو النبي محمد.
- معرفة الله ومعرفة النفس : في الحديث (من عرف نفسه عرف ربه) قال أهل التصوف : من عرف نفسه بالنقص والحاجة والعبدية، عرف ربه بالكمال والغنى والربوبية، ولكن قليل من يعرف نفسه بهذا المعنى ويراها على حقيقتها، فأغلب الناس ينازعون الربوبية ويعترضون على القدر ولا يرضون بحكم الله ويقل فيهم التوكل ويعتمدون بقلوبهم على الأسباب، فهي مشهدهم وموضع نظرهم، وليس مشهدهم أن الله تعالى هو المتصرف المعطي المانع.. أكثر الناس يعيشون أسرى نفوسهم.
ولذلك قال الصوفية (أعدى أعدائك نفسك التي بين جنبيك) فلا سبيل لأحد إلى معرفة الله تعالى ما دامت فيه بقية من نفسه الأمارة بالسوء، لأنها أغلظ حجاب بين العبد وربه.. ولا سبيل إلى قطع واقتحام هذه العقبة إلا بشيخ من شيوخ الطريق، من خارجها، يصل السالك أو المريد مدد سيده رسول الله ص من خلال شيخه هذا، مدد يعينه على اقتحام عقبة نفسه الأمارة لتموت ويولد صاحبها ولادة أخرى (موتوا قبل أن تموتوا)، ومن الطبيعي أنه لا يمكن للنفس أن تسمح لصاحبها أن ينتصر عليها دون معين من خارجها من المشايخ الكُمّل.
- الأنفس السبعة: هناك ثلاث مراحل أساسية للنفس كما تذكر الحكمة الصوفية وكذلك أيات مختلفة من القرآن. تطلق الصوفية عليهم «المراحل» في عمليات تنمية، وصقل مستمران. وبالإضافة إلى المراحل الرئيسية الثلاثة، تُذْكَر أربع مراحل أخرى إضافية.
- اللطائف الستة: اللطائف الستة في الصوفية هي «أعضاء» نفسية أو روحانية، وأحيانًا، أدوات الإدراك الحسي والفوق الحسي في علم النفس الصوفي، وتُشْرَح هنا وفقًا للاستخدام بين مجموعات صوفية معينة. ويعتقد أن هذه الخفايا الستة هي جزء من الذات بطريقة مشابهة للطريقة التي تشكل بها الغدد والأعضاء جزءًا من الجسم.
- زيارة القبور: اعتنى الصوفية بقبور الأنبياء والصالحين والأولياء، فشيّدوا حولها المساجد، وبنوا عليها القباب، وذلك حفاظا عليها من الاندثار، وضياع هذه المعالم. وأصبحوا يقصدونها طلبا للبركة، وطلبا لاستجابة الدعاء من الله عندها. ويرون أنهم بذلك متبعون لأئمة السنة، حيث يقولون بأنه وردت نصوص من هؤلاء الأئمة على جواز البناء على قبور الصالحين والأولياء. وجواز قصدها للتبرك.[115]

## موقف أئمة السنة من التصوف
هذه نبذة من الأقوال والشهادات عن التصوف والصوفية :
- أبو حنيفة النعمان: قال الفقيه الحنفي علاء الدين الحصكفي في الدر المختار في شرح تنوير الأبصار: «قال الأستاذ أبو القاسم القشيري في رسالته مع صلابته في مذهبه وتقدمه في هذه الطريقة: سمعت الأستاذ أبا علي الدقاق يقول: أنا أخذت هذه الطريقة من أبي القاسم النصراباذي. وقال أبو القاسم: أنا أخذتها من الشبلي، وهو أخذها من السري السقطي، وهو من معروف الكرخي، وهو من داود الطائي. وهو أخذ العلم والطريقة من أبي حنيفة، وكل منهم أثنى عليه وأقر بفضله. فعجبا لك يا أخي: ألم يكن لك أسوة حسنة في هؤلاء السادات الكبار؟ أكانوا متهمين في هذا الإقرار والافتخار، وهم أئمة هذه الطريقة، وأرباب الشريعة والحقيقة، ومن بعدهم في هذا الأمر فلهم تبع، وكل ما خالف ما اعتمدوه مردود ومبتدع».

يقول ابن عابدين في حاشيته رد المحتار على الدر المختار متحدثاً عن أبي حنيفة، تعليقاً على كلام الحصكفي صاحب الدر الآنف الذكر: (قوله: من أبي حنيفة) هو فارس هذا الميدان، فإن مبنى علم الحقيقة على العلم والعمل وتصفية النفس، وقد وصفه بذلك عامة السلف، فقال أحمد بن حنبل في حقه إنه كان من العلم والورع والزهد وإيثار الآخرة بمحل لا يدركه أحد، ولقد ضرب بالسياط ليلي القضاء فلم يفعل. وقال عبد الله بن المبارك: ليس أحد أحق من أن يقتدى به من أبي حنيفة، لأنه كان إماما تقيا نقيا ورعا عالما فقيها، كشف العلم كشفا لم يكشفه أحد ببصر وفهم وفطنة وتقى. وقال الثوري لمن قال له جئت من عند أبي حنيفة: لقد جئت من عند أعبد أهل الأرض، وأمثال ذلك مما نقله ابن حجر وغيره من العلماء الأثبات.
ويستكمل شارحًا: قوله: وهم أئمة هذه الطريقة إلخ في رسالة الفتوحات للقاضي زكريا الأنصاري: الطريقة سلوك طريق الشريعة، والشريعة: أعمال شرعية محدودة، وهما والحقيقة ثلاثة متلازمة، لأن الطريق إليه تعالى ظاهر وباطن فظاهرها الطريقة والشريعة، وباطنها الحقيقة فبطون الحقيقة في الشريعة، والطريقة كبطون الزبد في لبنه، لا يظفر بزبده بدون مخضه، والمراد من الثلاثة إقامة العبودية على الوجه المراد من العبد اهـ ابن عبد الرزاق.
(قوله: ومن بعدهم) أي من أتى بعد هؤلاء الأئمة في الزمان سالكا في هذا الأمر وهو علم الشريعة والحقيقة فهو تابع لهم، إذ هم الأئمة فيه فيكون فخره باتصال سنده بهذا الإمام كما كان ذلك فخر الأئمة المذكورين الذين افتخروا بذلك وتبعوه في حقيقته ومشربه، واقتدى كثير منهم بطريقته ومذهبه».
- مالك بن أنس: يقول الإمام مالك: «من تفقه ولم يتصوف فقد تفسق، ومن تصوف ولم يتفقه فقد تزندق، ومن جمع بينهما فقد تحقق».[117]
- محمد بن إدريس الشافعي: ويقول الإمام الشافعي:

فهذا الإمام الشافعي يحرص على الاقتداء بالصوفية ويستفيد منهم ويغترف من معينهم، وكان يقول : «حُبب إليّ من دنياكم ثلاث: ترك التكلف، وعشرة الخلق بالتلطف، والاقتداء بطريق أهل التصوف».
يتأكد تعظيم واحترام الإمام الشافعي للصوفية من خلال القصة التالية: «مر طائفة من المتصوفة على أبي عبد الله محمد بن إدريس الشافعي  في صحن المسجد، فقال الشافعي : والذي فلق الحبة، وبرأ النسمة ما على وجه الأرض في هذه الساعة قوم أكرم على الله  منهم».
كما أنه استفاد كثيرا من الصوفية، وكان يقول: «صحبت الصوفية فلم استفد منهم سوى حرفين، وفي رواية سوى ثلاث كلمات قولهم: الوقت سيف إن لم تقطعه قطعك، وقولهم: نفسك إن لم تشغلها بالحق شغلتك بالباطل، وقولهم: العدم عصمة».
- أحمد بن حنبل: وأما الإمام أحمد بن حنبل فكان يُعظم الصوفية ويرفع من قدرهم؛ لأنهم أئمة هدى وصلاح وخير لهذه الأمة. فقد نقل العلامة محمد السفاريني الحنبلي،، عن إبراهيم بن عبد الله القلانسي، ؛ أن الإمام أحمد، قال عن الصوفية: «لا أعلم أقواما أفضل منهم. قيل إنهم يستمعون ويتواجدون، قال: دعوهم يفرحوا مع الله ساعة».[122]

وقد كان الإمام أحمد قبل ذلك يحذر ابنه عبد الله من صحبتهم فلما سبر مذهبهم، وعرف أحوالهم، ومنزلتهم أمره بملازمتهم والاقتداء بهم، وفيما يلي قصته مع ابنه: «كان الإمام أحمد  تعالى قبل مصاحبته للصوفية يقول لولده عبد الله  تعالى: «يا ولدي عليك بالحديث، وإياك ومجالسة هؤلاء الذين سموا أنفسهم صوفية، فإنهم ربما كان أحدهم جاهلا بأحكام دينه، فلمــا صحــب أبـا حمزة البغدادي الصوفي، وعرف أحوال القوم، أصبح يقول لولده: يا ولدي عليك بمجالسة هؤلاء القوم، فإنهم زادوا علينا بكثرة العلم والمراقبة والخشية والزهد وعلو الهمةالحديث»،  بل أكثر من هذا فالإمام أحمد يُعد في نظر الكثيرين، من كبار الصوفية، لأنه يعتبر من الأوائل الذين تكلموا بعلوم الصوفية كما صرح بذلك ابن تيمية في مجموع فتاويه بقوله: «وقد نُقل التكلم به عن غير واحد من الأئمة والشيوخ، كالإمام أحمد بن حنبل، وأبي سليمان الداراني، وغيرهما».
وهذا ما يفسر إدراج الصوفية الإمام أحمد ضمن تراجمهم وطبقاتهم مثل: «حلية الأولياء» لأبي نعيم، و«الطبقات الكبرى» للشعراني، و«الكواكب الدرية» للمناوي، و«التذكرة» لفريد الدين العطار.
- أبو حامد الغزالي: بقدر اشتهار الغزالي بأشعريته، اشتهر بتصوفه، ولذلك فهو يمثل مرحلة خطيرة من مراحل امتزاج التصوف بالمذهب الأشعري حتى كاد أن يكون جزءاً منه، ولكن ما نوعية التصوف الذي اعتنقه الغزالي بقوة حتى قال فيه في المنقذ - بعد شرح مطول لمحنته ورحلته وعزلته -: «ودمت على ذلك مقدار عشر سنين، وانكشفت لي في أثناء هذه الخلوات أمور لا يمكن إحصاؤها واستقصاؤها، والقدر الذي أذكره لينتفع به: إني علمت يقيناً أن الصوفية هم السالكون لطريق الله تعالى، وأن سيرتهم أحسن السير، وطريقهم أصوب الطريق، وأخلاقهم أزكى الأخلاق، بل لو جمع عقل العقلاء، وحكمة الحكماء، وعلم الواقفين على أسرار الشرع من العلماء، ليغيروا شيئاً من سيرهم وأخلاقهم، ويبدلوه بما هو خير منه، لم يجدوا إليه سبيلاً، فإن جميع حركاتهم وسكناتهم، في ظاهرهم وباطنهم، مقتبسة من نور مشكاة النبوة، وليس وراء نور النبوة على وجه الأرض نور يستضاء به» ثم يشرح ويوضح فيقول: «وبالجملة فماذا يقول القائلون في طريقة طهارتها - وهي أول شروطها - تطهير القلب بالكلية عما سوى الله تعالى، ومفتاحها الجاري منها مجرى التحريم من الصلاة، استغراق القلب بالكلية بذكر الله، وآخرها الفناء بالكلية في الله؟ وهذا آخرها، بالإضافة إلى ما يكاد يدخل تحت الاختيار والكسب من أوائلها، وهي على التحقيق أول الطريقة، وما قبل ذلك إلا كالدهليز للسالك إليه».[125]
- العز بن عبد السلام الملقب بسلطان العلماء: وقد أخذ التصوف عن شهاب الدين عمر السهروردي، وسلك على يد الشيخ أبي الحسن الشاذلي، قال: «قعد القوم من الصوفية على قواعد الشريعة التي لا تنهدم دنيا وأخرى، وقعد غيرهم على الرسوم، ومما يدلك على ذلك، ما يقع على يد القوم من الكرامات وخوارق العادات، فإِنه فرع عن قربات الحق لهم، ورضاه عنهم، فلو كان العلم من غير عمل، يُرضي الحق تعالى كل الرضا، لأجرى الكرامات على أيدي أصحابهم، ولو لم يعملوا بعلمهم، هيهات هيهات».[126]
- النووي: قال في رسالته المقاصد: أصول طريق التصوف خمسة: تقوى الله في السر والعلانية، واتباع السنة في الأقوال والأفعال، الإِعراض عن الخلق في الإِقبال والإِدبار، الرضى عن الله في القليل والكثير، والرجوع إِلى الله في السراء والضراء.[127] ولكن التصوف عند الامام النووي شيخ مذهب أئمة الشافعية بمعني تزكية النفس لا غير فقد قال النووي أصول الدِّين أربعة : الكتابُ والسنُّة والإجماع والقياس المعتبران. وما خالف هذه الأربعة فهو بدعةُ ومرتكبُه مُبتدع، يتَعَيَّنُ اجتنابه وزجرهُ. ومن المطلوب اعتقاد من علم وعمل ولازم أدب الشريعة، وصحب الصّالحين. وأمّا من كان مسلوباً عقلهُ أو مغلوباً عليه، كالمجاذيب، فنسلّم لهم ونفوّض إلى الله شأنهم، مع وجوب إنكار ما يقع منهم مخالفا لظاهر الأمر، حفظاً لقوانين الشَّرع[128]
- ابن تيمية: تحدث ابن تيمية عن التصوف في مجموع فتاويه فقال: «وقد نُقل التكلم به عن غير واحد من الأئمة والشيوخ، كالإمام أحمد بن حنبل، وأبي سليمان الداراني، وغيرهما».[129]

وقال: «وأما جمهور الأمة وأهل الحديث والفقه والتصوف فعلى ما جاءت به الرسل وما جاء عنهم من الكتب والأثارة من العلم وهم المتبعون للرسالة اتباعا محضا».
ولم يثبت عنه أنه انتمى إلى التصوف مع أنه امتدح بعض المتصوفة، وخلاصة رأيه في التصوف ومن انتمى إليه تتلخص في قوله: وأولياء الله هم المؤمنون المتقون، سواء سمى أحدهم فقيراً أو صوفياً أو فقيهاً أو عالماً أو تاجراً أو صانعاً أو أميراً أو حاكماً أو غير ذلك، قال تعالى: أَلا إِنَّ أَوْلِيَاءَ اللَّهِ لا خَوْفٌ عَلَيْهِمْ وَلا هُمْ يَحْزَنُونَ * الَّذِينَ آمَنُوا وَكَانُوا يَتَّقُونَ. انتهى.
وفي المقابل فقد ذم آخرين من الذين يدعون الانتماء إليهم كالحلاج وابن عربي وغيرهما، ولذلك قال في الفتاوى: وقد انتسب إليهم طوائف من أهل البدع والزندقة، ولكن عند المحققين من أهل التصوف ليسوا منهم: كالحلاج مثلاً. انتهى.
- تاج الدين السبكي: قال في كتابه «معيد النعم ومبيد النقم»، تحت عنوان الصوفية: حياهم الله وبيَّأهم وجمعنا في الجنة نحن وإِياهم. وقد تشعبت الأقوال فيهم تشعباً ناشئاً عن الجهل بحقيقتهم لكثرة المُتلبِّسين بها، بحيث قال الشيخ أبو محمد الجويني: لا يصح الوقف عليهم لأنه لا حدَّ لهم. والصحيح صحته، وأنهم المعرضون عن الدنيا المشتغلون في أغلب الأوقات بالعبادة.. ثم تحدث عن تعاريف التصوف إِلى أن قال: والحاصل أنهم أهل الله وخاصته الذين ترتجى الرحمة بذكرهم، ويُستنزل الغيث بدعائهم، فوعنَّا بهم.[132]
- جلال الدين السيوطي: قال: إن التصوف في نفسه علم شريف، وإِن مداره على اتباع السنة وترك البدع، والتبرِّي من النفس وعوائدها وحظوظها وأغراضها ومراداتها واختياراتها، والتسليمِ لله، والرضى به وبقضائه، وطلبِ محبته، واحتقارِ ما سواه.. وعلمتُ أيضاً أنه قد كثر فيه الدخيل من قوم تشبهوا بأهله وليسوا منهم، فأدخلوا فيه ما ليس منه، فأدى ذلك إِلى إِساءة الظن بالجميع، فوجَّه أهلُ العلم للتمييز بين الصنفين ليُعلمَ أهل الحق من أهل الباطل، وقد تأملتُ الأمور التي أنكرها أئمة الشرع على الصوفية فلم أرَ صوفياً محقِّقَاً يقول بشيء منها، وإِنما يقول بها أهل البدع والغلاةُ الذين ادَّعَوْا أنهم صوفية وليسوا منهم.[133]
- ابن عابدين: وقد تحدَّثَ عن البدع الدخيلة على الدين مما يجري في المآتم والختمات من قِبل أشخاص تزيَّوْا بزِي العلم، وانتحلوا اسم الصوفية، ثم استدرك الكلام عن الصوفية الصادقين حتى لا يُظن أنه يتكلم عنهم عامة فقال: ولا كلام لنا مع الصُدَّقِ من ساداتنا الصوفية المبرئين عن كل خصلة رديَّة، فقد سُئل إِمامُ الطائفتين الجنيد: إِن أقواماً يتواجدون ويتمايلون؟ فقال: دعوهم مع الله يفرحون، فإِنهم قوم قطَّعت الطريقُ أكبادَهم، ومزَّق النصبُ فؤادَهم، وضاقوا ذرعاً فلا حرج عليهم إِذا تنفسوا مداواةً لحالهم، ولو ذُقْتَ مذاقهم عذرتهم في صياحهم.[134]
- الإمام الشاطبي: حيث عقد العزم على التأليف في التصوف ثم أعجلته المنية قبل تحقيق المراد، يقول : «وفي غرضي إن فسح الله في المدة وأعانني بفضله ويسر لي الأسباب أن ألخص في طريقة القوم أنموذجا يستدل به على صحتها وجريانها على الطريقة المثلى، وأنه إنما داخلتها المفاسد وتطرقت إليها البدع من جهة قوم تأخرت أزمانهم عن عهد ذلك السلف الصالح، وادعوا الدخول فيها من غير سلوك شرعي ولا فهم لمقاصد أهلها، وتقوَّلوا عليهم ما لم يقولوا به، حتى صارت في هذا الزمان الأخير كأنها شريعة أخرى غير ما أتى به محمد ﷺ، وأعظم من ذلك أنهم يتساهلون في اتباع السنة، ويرون اختراع العبادات طريقا للتعبد صحيحا، وطريقة القوم بريئة من هذا الخباط بحمد الله».[135]

ويشيد بمذهب الصوفية بقوله: «وقد بنوا نحلتهم على اتباع السنة، وهم باتفاق أهل السنة، صفوة الله من الخليقة».
- العلامة ابن خلدون: يقول ابن خلدون: «هذا العلم ـ يعني التصوف ـ من علوم الشريعة الحادثة في الملَّة؛ وأصله أن طريقة هؤلاء القوم لم تزل عند سلف الأمة وكبارها من الصحابة والتابعين ومَن بعدهم طريقة الحق والهداية، وأصلها العكوف على العبادة والانقطاع إلى الله تعالى، والإعراض عن زخرف الدنيا وزينتها، والزهد في ما يقبل عليه الجمهور من لذة ومال وجاه، والانفراد عن الخلق، والخلوة للعبادة، وكان ذلك عامَّاً في الصحابة والسلف. فلما فشا الإقبال على الدنيا في القرن الثاني وما بعده وجنح الناس إلى مخالطة الدنيا اختص المقبلون على العبادة باسم الصوفية والمتصوفة».[137]

## كتب في التصوف
| - إحياء علوم الدين، تأليف أبو حامد الغزالي. - المنقذ من الضلال، تأليف أبو حامد الغزالي. - منهاج العابدين إلى جنة رب العالمين، تأليف أبو حامد الغزالي. - الأربعين في أصول الدين، تأليف أبو حامد الغزالي. - الدره البهية ووالتحفة الثنية في شرح الوظيفة المحمدية، تأليف الشيخ محمدعامر المغازى. - الفيوضات الاحسانية والتدرجات الانسانية ، تأليف الشيخ على محمدعامر المغازى. - الحكم الالهامية والارشادات الذوقية، تأليف الشيخ على محمدعامر المغازى. - الفتح الرباني والفيض الرحماني، تأليف الشيخ عبد القادر الجيلاني. - فتوح الغيب، تأليف الشيخ عبد القادر الجيلاني. - الغنية لطالبي طريق الحق، تأليف الشيخ عبد القادر الجيلاني. - الفتوحات المكية، تأليف الشيخ محيي الدين بن عربي. - رياض الصالحين وتحفة المتقين، تأليف الشيخ عبد الرحمان الثعالبي. - الأنوار المضيئة الجامعة بين الحقيقة والشريعة، تأليف الشيخ عبد الرحمان الثعالبي. - الدر الفائق المشتمل على أنواع الخيرات في الأذكار والدعوات، تأليف الشيخ عبد الرحمان الثعالبي. - الإرشاد لما فيه من مصالح العباد، تأليف الشيخ عبد الرحمان الثعالبي. - رسالة آداب سلوك المريد، تأليف الشيخ عبد الله بن علوي الحداد. - قواعد التصوف، تأليف الشيخ أحمد زروق. - الحكم العطائية، تأليف ابن عطاء الله السكندري. - المنح الربانية في بيان المنظومة الرحمانية، تأليف مصطفى بن عبد الرحمن باشتارزي. | - تاج العروس الحاوي لتهذيب النفوس، تأليف ابن عطاء الله السكندري. - آداب النفوس، تأليف الشيخ الحارث المحاسبي. - بستان العارفين، تأليف النووي. - قوت القلوب، تأليف أبو طالب المكي. - مكتوبات الربانية، تأليف الشيخ أحمد السرهندي. - التعرف على مذهب أهل التصوف، تأليف أبو بكر الكلاباذي، قالوا عنه: لولا التعرّف ما عرف التصوّف. - عوارف المعارف، تأليف عبد القادر بن عبد الله السهروردي. - دلائل الخيرات، تأليف الجزولي. - الأنوار القدسية في معرفة قواعد الصوفية، تأليف عبد الوهاب الشعراني. - اليواقيت والجواهر في بيان عقائد الأكابر، تأليف عبد الوهاب الشعراني. - مدارج السالكين بين منازل إياك نعبد وإياك نستعين، تأليف ابن القيم. - منازل السائرين، تأليف أبي إسماعيل الهروي. - العلوم الفاخرة في النظر في أمور الآخرة، تأليف الشيخ عبد الرحمان الثعالبي. - الرسالة القشيرية، تأليف الشيخ أبي القاسم القشيري. - البرهان المؤيد، تأليف الشيخ أحمد بن علي الرفاعي. - هكذا ظهر جيل صلاح الدين، تأليف ماجد عرسان الكيلاني. - بدء من أناب إلى الله، تأليف الشيخ الحارث المحاسبي. | - العروة الوثقى، تأليف الإمام محمد الدين النهركاريزي. - جامع كرامات الأولياء، تأليف يوسف النبهاني. - مودة القربى، تأليف الشيخ محمد عبيد الله جانفداء النقيبي. - كتب الحكيم الترمذي أبي عبد الله محمد بن علي. - حل الرموز ومفاتيح الكنوز في شرح بعض المصطلحات والمفاهيم الصوفية المبهمة، تأليف العز بن عبد السلام. - الفتوحات الإلهية شرح المباحث الأصلية، تأليف أحمد بن عجيبة. - معراج التشوف إلى التصوف، تأليف أحمد بن عجيبة. - في ملكوت الله مع أسماء الله، للعارف بالله تعالى الشيخ عبد المقصود محمد سالم مؤسس جماعة تلاوة القرآن الكريم. - كتاب تنوير القلوب في معاملة علام الغيوب، للشيخ محمد أمين الكردي. - كتاب تربيتنا الروحية، تأليف الشيخ سعيد حوى. - الطريق إلى الله، تأليف الشيخ علي جمعة. - الموسوعة اليوسفية في بيان أدلة الصوفية، الشيخ يوسف خطار محمد. - موسوعة الكسنزان الصوفية الكاملة 24 مجلد، تأليف الشيخ محمد عبد الكريم الكسنزاني. - حقائق عن التصوف، تأليف عبد القادر عيسى. - تاريخ الصوفية، تأليف عبد القادر عيسى - نعت البدايات وتوصيف النهايات، تأليف ماء العينين القلقمي. | - المنقذ من الضلال لحجة الإسلام الغزالي مع أبحاث في التصوف ودراسات عن الإمام الغزالي، تأليف الإمام الدكتور عبد الحليم محمود. - سيدنا زين العابدين، تأليف الإمام الدكتور عبد الحليم محمود. - العارف بالله سهل بن عبد الله التسترى: حياته وآراؤه، تأليف الإمام الدكتور عبد الحليم محمود. - العارف بالله أبو العباس المرسي، تأليف الإمام الدكتور عبد الحليم محمود. - الإمام الرباني الزاهد عبد الله بن المبارك، تأليف الإمام الدكتور عبد الحليم محمود. - العالم العابد العارف بالله ذو النون المصري، تأليف الإمام الدكتور عبد الحليم محمود. - لطائف المنن للعارف بالله ابن عطاء الله السكندري، تأليف الإمام الدكتور عبد الحليم محمود. - التصوف عند ابن سينا: دراسة لنصوص من الإشارات، تأليف الإمام الدكتور عبد الحليم محمود. - القطب الشهيد سيدي عبد السلام بن مشيش، تأليف الإمام الدكتور عبد الحليم محمود. - أقطاب التصوف الثلاثة، تأليف الإمام الدكتور عبد الحليم محمود. - قضية التصوف: المنقذ من الضلال، تأليف الإمام الدكتور عبد الحليم محمود. - قضية التصوف: المدرسة الشاذلية، تأليف الإمام الدكتور عبد الحليم محمود. |

## وصلات خارجية
- مركز الإمام الجنيد للأبحاث والدراسات الصوفية المتخصصة
- موقع الصوفية
- ما مدى مشروعية التصوّف، وهل للصوفية عقيدة خاصة بهم تخالف أهل السنة والجماعة، وما حكم من يكفر الجميع أو يُشّهر بهم؟ - دار الإفتاء الأردنية
- برنامج ناس وناس مع مظهر شاهين يستضيف الشيخ محمد الكتاني والشيخ محمد الزغبي، حول صحيح الإسلام بين السلفية والتصوف على يوتيوب أذيع على قناة CBC بتاريخ 6 أكتوبر 2011
- الشبهات المثارة حول التصوف د.علي جمعة - برنامج والله أعلم

| \| \| \| \| \| \| \| \| \| \| \| \| \| \| \| \| \| \| \| \| \| \| \| \| \| \| \| \| \| خفاجة التميمي \| \| \| \| \| \| \| \| \| \| \| \| \| \| \| \| \| \| \| \| \| \| \| \| \| \| \| \| \| \| \| \| \| \| \| \| \| \| \| \| \| \| \| \| \| \| \| \| \| \| \| \| \| \| \| \| \| \| \| \| \| \| \| \| \| \| \| \| \| \| \| \| \| \| \| \| \| \| \| \| \| \| \| \| \| \| \| \| \| \| \| \| \| \| \| \| \| \| \| \| \| \| \| \| \| \| عقال \| \| \| \| \| \| \| \| \| \| \| \| \| \| \| \| \| \| \| \| \| \| \| \| \| \| \| \| \| \| \| \| \| \| \| \| \| \| \| \| \| \| \| \| \| \| \| \| \| \| \| \| \| \| \| \| \| \| \| \| \| \| \| \| \| \| \| \| \| \| \| \| \| \| \| \| \| \| \| \| \| \| \| \| \| \| \| \| \| \| \| \| \| \| \| \| \| \| \| \| \| \| \| \| \| \| سالم \| \| \| \| \| \| \| \| \| \| \| \| \| \| \| \| \| \| \| \| \| \| \| \| \| \| \| \| \| \| \| \| \| \| \| \| \| \| \| \| \| \| \| \| \| \| \| \| \| \| \| \| \| \| \| \| \| \| \| \| \| \| \| \| \| \| \| \| \| \| \| \| \| \| \| \| \| \| \| \| \| \| \| \| \| \| \| \| \| \| \| \| \| \| \| \| \| \| \| \| \| \| \| \| \| \| الأغلب \| \| \| \| \| \| \| \| \| \| \| \| \| \| \| \| \| \| \| \| \| \| \| \| \| \| \| \| \| \| \| \| \| \| \| \| \| \| \| \| \| \| \| \| \| \| \| \| \| \| \| \| \| \| \| \| \| \| \| \| \| \| \| \| \| \| \| \| \| \| \| \| \| \| \| \| \| \| \| \| \| \| \| \| \| \| \| \| \| \| \| \| \| \| \| \| \| \| \| \| \| \| \| \| \| \| إبراهيم بن الأغلب 184 – 196 هـ\800 – 812 م[1] \| \| \| \| \| \| \| \| \| \| \| \| \| \| \| \| \| \| \| \| \| \| \| \| \| \| \| \| \| \| \| \| \| \| \| \| \| \| \| \| \| \| \| \| \| \| \| \| \| \| \| \| \| \| \| \| \| \| \| \| \| \| \| \| \| \| \| \| \| \| \| \| \| \| \| \| \| \| \| \| \| \| \| \| \| \| \| \| \| \| \| \| \| \| \| \| \| \| \| \| \| \| \| \| \| \| \| \| \| \| \| \| \| \| \| \| \| \| \| \| \| \| \| \| \| \| \| \| \| \| \| \| \| \| \| \| \| \| \| \| \| \| \| \| \| \| \| \| \| \| \| أبو عقال الأغلب 223 – 226 هـ\838 – 841 م \| أبو عقال الأغلب 223 – 226 هـ\838 – 841 م \| أبو عقال الأغلب 223 – 226 هـ\838 – 841 م \| أبو عقال الأغلب 223 – 226 هـ\838 – 841 م \| أبو عقال الأغلب 223 – 226 هـ\838 – 841 م \| أبو عقال الأغلب 223 – 226 هـ\838 – 841 م \| \| \| زيادة الله الأول 201 – 223 هـ\817 – 838 م[2] \| زيادة الله الأول 201 – 223 هـ\817 – 838 م[2] \| زيادة الله الأول 201 – 223 هـ\817 – 838 م[2] \| زيادة الله الأول 201 – 223 هـ\817 – 838 م[2] \| زيادة الله الأول 201 – 223 هـ\817 – 838 م[2] \| زيادة الله الأول 201 – 223 هـ\817 – 838 م[2] \| \| \| عبد الله الأول 196 – 201 هـ\812 – 817 م \| عبد الله الأول 196 – 201 هـ\812 – 817 م \| عبد الله الأول 196 – 201 هـ\812 – 817 م \| عبد الله الأول 196 – 201 هـ\812 – 817 م \| عبد الله الأول 196 – 201 هـ\812 – 817 م \| عبد الله الأول 196 – 201 هـ\812 – 817 م \| \| \| \| \| \| \| \| \| \| \| \| \| \| \| \| \| \| \| \| \| \| \| \| \| \| \| \| \| \| \| \| أبو عقال الأغلب 223 – 226 هـ\838 – 841 م \| أبو عقال الأغلب 223 – 226 هـ\838 – 841 م \| أبو عقال الأغلب 223 – 226 هـ\838 – 841 م \| أبو عقال الأغلب 223 – 226 هـ\838 – 841 م \| أبو عقال الأغلب 223 – 226 هـ\838 – 841 م \| أبو عقال الأغلب 223 – 226 هـ\838 – 841 م \| \| \| زيادة الله الأول 201 – 223 هـ\817 – 838 م[2] \| زيادة الله الأول 201 – 223 هـ\817 – 838 م[2] \| زيادة الله الأول 201 – 223 هـ\817 – 838 م[2] \| زيادة الله الأول 201 – 223 هـ\817 – 838 م[2] \| زيادة الله الأول 201 – 223 هـ\817 – 838 م[2] \| زيادة الله الأول 201 – 223 هـ\817 – 838 م[2] \| \| \| عبد الله الأول 196 – 201 هـ\812 – 817 م \| عبد الله الأول 196 – 201 هـ\812 – 817 م \| عبد الله الأول 196 – 201 هـ\812 – 817 م \| عبد الله الأول 196 – 201 هـ\812 – 817 م \| عبد الله الأول 196 – 201 هـ\812 – 817 م \| عبد الله الأول 196 – 201 هـ\812 – 817 م \| \| \| \| \| \| \| \| \| \| \| \| \| \| \| \| \| \| \| \| \| \| \| \| \| \| \| \| \| \| \| \| \| \| \| \| \| \| \| \| \| \| \| \| \| \| \| \| \| \| \| \| \| \| \| \| \| \| \| \| \| \| \| \| \| \| \| \| \| \| \| \| \| \| \| \| \| محمد \| محمد \| محمد \| محمد \| محمد \| محمد \| \| \| أحمد \| أحمد \| أحمد \| أحمد \| أحمد \| أحمد \| \| \| أبو العباس محمد بن الأغلب 226 – 242 هـ\841 – 856 م[3] \| أبو العباس محمد بن الأغلب 226 – 242 هـ\841 – 856 م[3] \| أبو العباس محمد بن الأغلب 226 – 242 هـ\841 – 856 م[3] \| أبو العباس محمد بن الأغلب 226 – 242 هـ\841 – 856 م[3] \| أبو العباس محمد بن الأغلب 226 – 242 هـ\841 – 856 م[3] \| أبو العباس محمد بن الأغلب 226 – 242 هـ\841 – 856 م[3] \| \| \| \| \| \| \| \| \| \| \| \| \| \| \| \| \| \| \| \| \| \| \| \| \| \| \| \| \| \| \| \| محمد \| محمد \| محمد \| محمد \| محمد \| محمد \| \| \| أحمد \| أحمد \| أحمد \| أحمد \| أحمد \| أحمد \| \| \| أبو العباس محمد بن الأغلب 226 – 242 هـ\841 – 856 م[3] \| أبو العباس محمد بن الأغلب 226 – 242 هـ\841 – 856 م[3] \| أبو العباس محمد بن الأغلب 226 – 242 هـ\841 – 856 م[3] \| أبو العباس محمد بن الأغلب 226 – 242 هـ\841 – 856 م[3] \| أبو العباس محمد بن الأغلب 226 – 242 هـ\841 – 856 م[3] \| أبو العباس محمد بن الأغلب 226 – 242 هـ\841 – 856 م[3] \| \| \| \| \| \| \| \| \| \| \| \| \| \| \| \| \| \| \| \| \| \| \| \| \| \| \| \| \| \| \| \| \| \| \| \| \| \| \| \| \| \| \| \| \| \| \| \| \| \| \| \| \| \| \| \| \| \| \| \| \| \| \| \| \| \| \| \| \| \| \| \| \| \| \| \| \| أبو محمد زيادة الله بن محمد 249 – 250 هـ\863 – 864 م \| أبو محمد زيادة الله بن محمد 249 – 250 هـ\863 – 864 م \| أبو محمد زيادة الله بن محمد 249 – 250 هـ\863 – 864 م \| أبو محمد زيادة الله بن محمد 249 – 250 هـ\863 – 864 م \| أبو محمد زيادة الله بن محمد 249 – 250 هـ\863 – 864 م \| أبو محمد زيادة الله بن محمد 249 – 250 هـ\863 – 864 م \| \| \| \| \| \| \| \| \| \| \| أبو إبراهيم أحمد 242 – 249 هـ\856 – 863 م \| أبو إبراهيم أحمد 242 – 249 هـ\856 – 863 م \| أبو إبراهيم أحمد 242 – 249 هـ\856 – 863 م \| أبو إبراهيم أحمد 242 – 249 هـ\856 – 863 م \| أبو إبراهيم أحمد 242 – 249 هـ\856 – 863 م \| أبو إبراهيم أحمد 242 – 249 هـ\856 – 863 م \| \| \| \| \| \| \| \| \| \| \| \| \| \| \| \| \| \| \| \| \| \| \| \| \| \| \| \| \| \| \| \| أبو محمد زيادة الله بن محمد 249 – 250 هـ\863 – 864 م \| أبو محمد زيادة الله بن محمد 249 – 250 هـ\863 – 864 م \| أبو محمد زيادة الله بن محمد 249 – 250 هـ\863 – 864 م \| أبو محمد زيادة الله بن محمد 249 – 250 هـ\863 – 864 م \| أبو محمد زيادة الله بن محمد 249 – 250 هـ\863 – 864 م \| أبو محمد زيادة الله بن محمد 249 – 250 هـ\863 – 864 م \| \| \| \| \| \| \| \| \| \| \| أبو إبراهيم أحمد 242 – 249 هـ\856 – 863 م \| أبو إبراهيم أحمد 242 – 249 هـ\856 – 863 م \| أبو إبراهيم أحمد 242 – 249 هـ\856 – 863 م \| أبو إبراهيم أحمد 242 – 249 هـ\856 – 863 م \| أبو إبراهيم أحمد 242 – 249 هـ\856 – 863 م \| أبو إبراهيم أحمد 242 – 249 هـ\856 – 863 م \| \| \| \| \| \| \| \| \| \| \| \| \| \| \| \| \| \| \| \| \| \| \| \| \| \| \| \| \| \| \| \| \| \| \| \| \| \| \| \| \| \| \| \| \| \| \| \| \| \| \| \| \| \| \| \| \| \| \| \| \| \| \| \| \| \| \| \| \| \| \| \| \| \| \| \| \| \| \| \| \| \| \| \| \| \| \| \| \| \| \| \| \| إبراهيم الثاني 261 – 289 هـ\875 – 902 م[4] \| إبراهيم الثاني 261 – 289 هـ\875 – 902 م[4] \| إبراهيم الثاني 261 – 289 هـ\875 – 902 م[4] \| إبراهيم الثاني 261 – 289 هـ\875 – 902 م[4] \| إبراهيم الثاني 261 – 289 هـ\875 – 902 م[4] \| إبراهيم الثاني 261 – 289 هـ\875 – 902 م[4] \| \| \| \| \| \| \| \| \| \| \| أبو الغرانيق 250 – 261 هـ\864 – 875 م[5] \| أبو الغرانيق 250 – 261 هـ\864 – 875 م[5] \| أبو الغرانيق 250 – 261 هـ\864 – 875 م[5] \| أبو الغرانيق 250 – 261 هـ\864 – 875 م[5] \| أبو الغرانيق 250 – 261 هـ\864 – 875 م[5] \| أبو الغرانيق 250 – 261 هـ\864 – 875 م[5] \| \| \| \| \| \| \| \| \| \| \| \| \| \| \| \| \| \| \| \| \| \| \| \| \| \| \| \| \| \| \| \| إبراهيم الثاني 261 – 289 هـ\875 – 902 م[4] \| إبراهيم الثاني 261 – 289 هـ\875 – 902 م[4] \| إبراهيم الثاني 261 – 289 هـ\875 – 902 م[4] \| إبراهيم الثاني 261 – 289 هـ\875 – 902 م[4] \| إبراهيم الثاني 261 – 289 هـ\875 – 902 م[4] \| إبراهيم الثاني 261 – 289 هـ\875 – 902 م[4] \| \| \| \| \| \| \| \| \| \| \| أبو الغرانيق 250 – 261 هـ\864 – 875 م[5] \| أبو الغرانيق 250 – 261 هـ\864 – 875 م[5] \| أبو الغرانيق 250 – 261 هـ\864 – 875 م[5] \| أبو الغرانيق 250 – 261 هـ\864 – 875 م[5] \| أبو الغرانيق 250 – 261 هـ\864 – 875 م[5] \| أبو الغرانيق 250 – 261 هـ\864 – 875 م[5] \| \| \| \| \| \| \| \| \| \| \| \| \| \| \| \| \| \| \| \| \| \| \| \| \| \| \| \| \| \| \| \| \| \| \| \| \| \| \| \| \| \| \| \| \| \| \| \| \| \| \| \| \| \| \| \| \| \| \| \| \| \| \| \| \| \| \| \| \| \| \| \| \| \| \| \| \| \| \| زيادة الله الثالث 290 – 296 هـ\903 – 909 م[6] \| زيادة الله الثالث 290 – 296 هـ\903 – 909 م[6] \| زيادة الله الثالث 290 – 296 هـ\903 – 909 م[6] \| زيادة الله الثالث 290 – 296 هـ\903 – 909 م[6] \| زيادة الله الثالث 290 – 296 هـ\903 – 909 م[6] \| زيادة الله الثالث 290 – 296 هـ\903 – 909 م[6] \| \| \| \| \| \| \| عبد الله الثاني 289 – 290 هـ\902 – 903 م[7] \| عبد الله الثاني 289 – 290 هـ\902 – 903 م[7] \| عبد الله الثاني 289 – 290 هـ\902 – 903 م[7] \| عبد الله الثاني 289 – 290 هـ\902 – 903 م[7] \| عبد الله الثاني 289 – 290 هـ\902 – 903 م[7] \| عبد الله الثاني 289 – 290 هـ\902 – 903 م[7] \| \| \| \| \| أبو عقال \| أبو عقال \| أبو عقال \| أبو عقال \| أبو عقال \| أبو عقال \| \| \| \| \| \| \| \| \| \| \| \| \| \| \| \| \| \| \| |  |  |  |                                                      |                                                      |                                                      |                                                      |                                                      |                                                      |                                            |                                            |                                         |                                         |                                         |                                         |                                         |                                         |                                          |                                          |                                           |                                           |                                           |                                           |                                           |                                           |  |  |                                                    |                                                    |                                                    |                                                    |                                                    |                                                    |  |  |                                         |                                         |                                         |                                         |                                         |                                         |  |  |  |  |  |  |  |  |  |  |
| |  |  |  |                                                      |                                                      |                                                      |                                                      |                                                      |                                                      |                                            |                                            |                                         |                                         |                                         |                                         |                                         |                                         |                                          |                                          |                                           |                                           |                                           |                                           |                                           |                                           |  |  | خفاجة التميمي                                      |                                                    |                                                    |                                                    |                                                    |                                                    |  |  |                                         |                                         |                                         |                                         |                                         |                                         |  |  |  |  |  |  |  |  |  |  |
| |  |  |  |                                                      |                                                      |                                                      |                                                      |                                                      |                                                      |                                            |                                            |                                         |                                         |                                         |                                         |                                         |                                         |                                          |                                          |                                           |                                           |                                           |                                           |                                           |                                           |  |  |                                                    |                                                    |                                                    |                                                    |                                                    |                                                    |  |  |                                         |                                         |                                         |                                         |                                         |                                         |  |  |  |  |  |  |  |  |  |  |
| |  |  |  |                                                      |                                                      |                                                      |                                                      |                                                      |                                                      |                                            |                                            |                                         |                                         |                                         |                                         |                                         |                                         |                                          |                                          |                                           |                                           |                                           |                                           |                                           |                                           |  |  | عقال                                               |                                                    |                                                    |                                                    |                                                    |                                                    |  |  |                                         |                                         |                                         |                                         |                                         |                                         |  |  |  |  |  |  |  |  |  |  |
| |  |  |  |                                                      |                                                      |                                                      |                                                      |                                                      |                                                      |                                            |                                            |                                         |                                         |                                         |                                         |                                         |                                         |                                          |                                          |                                           |                                           |                                           |                                           |                                           |                                           |  |  |                                                    |                                                    |                                                    |                                                    |                                                    |                                                    |  |  |                                         |                                         |                                         |                                         |                                         |                                         |  |  |  |  |  |  |  |  |  |  |
| |  |  |  |                                                      |                                                      |                                                      |                                                      |                                                      |                                                      |                                            |                                            |                                         |                                         |                                         |                                         |                                         |                                         |                                          |                                          |                                           |                                           |                                           |                                           |                                           |                                           |  |  | سالم                                               |                                                    |                                                    |                                                    |                                                    |                                                    |  |  |                                         |                                         |                                         |                                         |                                         |                                         |  |  |  |  |  |  |  |  |  |  |
| |  |  |  |                                                      |                                                      |                                                      |                                                      |                                                      |                                                      |                                            |                                            |                                         |                                         |                                         |                                         |                                         |                                         |                                          |                                          |                                           |                                           |                                           |                                           |                                           |                                           |  |  |                                                    |                                                    |                                                    |                                                    |                                                    |                                                    |  |  |                                         |                                         |                                         |                                         |                                         |                                         |  |  |  |  |  |  |  |  |  |  |
| |  |  |  |                                                      |                                                      |                                                      |                                                      |                                                      |                                                      |                                            |                                            |                                         |                                         |                                         |                                         |                                         |                                         |                                          |                                          |                                           |                                           |                                           |                                           |                                           |                                           |  |  | الأغلب                                             |                                                    |                                                    |                                                    |                                                    |                                                    |  |  |                                         |                                         |                                         |                                         |                                         |                                         |  |  |  |  |  |  |  |  |  |  |
| |  |  |  |                                                      |                                                      |                                                      |                                                      |                                                      |                                                      |                                            |                                            |                                         |                                         |                                         |                                         |                                         |                                         |                                          |                                          |                                           |                                           |                                           |                                           |                                           |                                           |  |  |                                                    |                                                    |                                                    |                                                    |                                                    |                                                    |  |  |                                         |                                         |                                         |                                         |                                         |                                         |  |  |  |  |  |  |  |  |  |  |
| |  |  |  |                                                      |                                                      |                                                      |                                                      |                                                      |                                                      |                                            |                                            |                                         |                                         |                                         |                                         |                                         |                                         |                                          |                                          |                                           |                                           |                                           |                                           |                                           |                                           |  |  | إبراهيم بن الأغلب 184 – 196 هـ\800 – 812 م         |                                                    |                                                    |                                                    |                                                    |                                                    |  |  |                                         |                                         |                                         |                                         |                                         |                                         |  |  |  |  |  |  |  |  |  |  |
| |  |  |  |                                                      |                                                      |                                                      |                                                      |                                                      |                                                      |                                            |                                            |                                         |                                         |                                         |                                         |                                         |                                         |                                          |                                          |                                           |                                           |                                           |                                           |                                           |                                           |  |  |                                                    |                                                    |                                                    |                                                    |                                                    |                                                    |  |  |                                         |                                         |                                         |                                         |                                         |                                         |  |  |  |  |  |  |  |  |  |  |
| |  |  |  |                                                      |                                                      |                                                      |                                                      |                                                      |                                                      |                                            |                                            |                                         |                                         |                                         |                                         |                                         |                                         |                                          |                                          |                                           |                                           |                                           |                                           |                                           |                                           |  |  |                                                    |                                                    |                                                    |                                                    |                                                    |                                                    |  |  |                                         |                                         |                                         |                                         |                                         |                                         |  |  |  |  |  |  |  |  |  |  |
| |  |  |  |                                                      |                                                      |                                                      |                                                      |                                                      |                                                      |                                            |                                            |                                         |                                         |                                         |                                         |                                         |                                         |                                          |                                          | أبو عقال الأغلب 223 – 226 هـ\838 – 841 م  | أبو عقال الأغلب 223 – 226 هـ\838 – 841 م  | أبو عقال الأغلب 223 – 226 هـ\838 – 841 م  | أبو عقال الأغلب 223 – 226 هـ\838 – 841 م  | أبو عقال الأغلب 223 – 226 هـ\838 – 841 م  | أبو عقال الأغلب 223 – 226 هـ\838 – 841 م  |  |  | زيادة الله الأول 201 – 223 هـ\817 – 838 م          | زيادة الله الأول 201 – 223 هـ\817 – 838 م          | زيادة الله الأول 201 – 223 هـ\817 – 838 م          | زيادة الله الأول 201 – 223 هـ\817 – 838 م          | زيادة الله الأول 201 – 223 هـ\817 – 838 م          | زيادة الله الأول 201 – 223 هـ\817 – 838 م          |  |  | عبد الله الأول 196 – 201 هـ\812 – 817 م | عبد الله الأول 196 – 201 هـ\812 – 817 م | عبد الله الأول 196 – 201 هـ\812 – 817 م | عبد الله الأول 196 – 201 هـ\812 – 817 م | عبد الله الأول 196 – 201 هـ\812 – 817 م | عبد الله الأول 196 – 201 هـ\812 – 817 م |  |  |  |  |  |  |  |  |  |  |
| |  |  |  |                                                      |                                                      |                                                      |                                                      |                                                      |                                                      |                                            |                                            |                                         |                                         |                                         |                                         |                                         |                                         |                                          |                                          | أبو عقال الأغلب 223 – 226 هـ\838 – 841 م  | أبو عقال الأغلب 223 – 226 هـ\838 – 841 م  | أبو عقال الأغلب 223 – 226 هـ\838 – 841 م  | أبو عقال الأغلب 223 – 226 هـ\838 – 841 م  | أبو عقال الأغلب 223 – 226 هـ\838 – 841 م  | أبو عقال الأغلب 223 – 226 هـ\838 – 841 م  |  |  | زيادة الله الأول 201 – 223 هـ\817 – 838 م          | زيادة الله الأول 201 – 223 هـ\817 – 838 م          | زيادة الله الأول 201 – 223 هـ\817 – 838 م          | زيادة الله الأول 201 – 223 هـ\817 – 838 م          | زيادة الله الأول 201 – 223 هـ\817 – 838 م          | زيادة الله الأول 201 – 223 هـ\817 – 838 م          |  |  | عبد الله الأول 196 – 201 هـ\812 – 817 م | عبد الله الأول 196 – 201 هـ\812 – 817 م | عبد الله الأول 196 – 201 هـ\812 – 817 م | عبد الله الأول 196 – 201 هـ\812 – 817 م | عبد الله الأول 196 – 201 هـ\812 – 817 م | عبد الله الأول 196 – 201 هـ\812 – 817 م |  |  |  |  |  |  |  |  |  |  |
| |  |  |  |                                                      |                                                      |                                                      |                                                      |                                                      |                                                      |                                            |                                            |                                         |                                         |                                         |                                         |                                         |                                         |                                          |                                          |                                           |                                           |                                           |                                           |                                           |                                           |  |  |                                                    |                                                    |                                                    |                                                    |                                                    |                                                    |  |  |                                         |                                         |                                         |                                         |                                         |                                         |  |  |  |  |  |  |  |  |  |  |
| |  |  |  |                                                      |                                                      |                                                      |                                                      |                                                      |                                                      |                                            |                                            | محمد                                    | محمد                                    | محمد                                    | محمد                                    | محمد                                    | محمد                                    |                                          |                                          | أحمد                                      | أحمد                                      | أحمد                                      | أحمد                                      | أحمد                                      | أحمد                                      |  |  | أبو العباس محمد بن الأغلب 226 – 242 هـ\841 – 856 م | أبو العباس محمد بن الأغلب 226 – 242 هـ\841 – 856 م | أبو العباس محمد بن الأغلب 226 – 242 هـ\841 – 856 م | أبو العباس محمد بن الأغلب 226 – 242 هـ\841 – 856 م | أبو العباس محمد بن الأغلب 226 – 242 هـ\841 – 856 م | أبو العباس محمد بن الأغلب 226 – 242 هـ\841 – 856 م |  |  |                                         |                                         |                                         |                                         |                                         |                                         |  |  |  |  |  |  |  |  |  |  |
| |  |  |  |                                                      |                                                      |                                                      |                                                      |                                                      |                                                      |                                            |                                            | محمد                                    | محمد                                    | محمد                                    | محمد                                    | محمد                                    | محمد                                    |                                          |                                          | أحمد                                      | أحمد                                      | أحمد                                      | أحمد                                      | أحمد                                      | أحمد                                      |  |  | أبو العباس محمد بن الأغلب 226 – 242 هـ\841 – 856 م | أبو العباس محمد بن الأغلب 226 – 242 هـ\841 – 856 م | أبو العباس محمد بن الأغلب 226 – 242 هـ\841 – 856 م | أبو العباس محمد بن الأغلب 226 – 242 هـ\841 – 856 م | أبو العباس محمد بن الأغلب 226 – 242 هـ\841 – 856 م | أبو العباس محمد بن الأغلب 226 – 242 هـ\841 – 856 م |  |  |                                         |                                         |                                         |                                         |                                         |                                         |  |  |  |  |  |  |  |  |  |  |
| |  |  |  |                                                      |                                                      |                                                      |                                                      |                                                      |                                                      |                                            |                                            |                                         |                                         |                                         |                                         |                                         |                                         |                                          |                                          |                                           |                                           |                                           |                                           |                                           |                                           |  |  |                                                    |                                                    |                                                    |                                                    |                                                    |                                                    |  |  |                                         |                                         |                                         |                                         |                                         |                                         |  |  |  |  |  |  |  |  |  |  |
| |  |  |  | أبو محمد زيادة الله بن محمد 249 – 250 هـ\863 – 864 م | أبو محمد زيادة الله بن محمد 249 – 250 هـ\863 – 864 م | أبو محمد زيادة الله بن محمد 249 – 250 هـ\863 – 864 م | أبو محمد زيادة الله بن محمد 249 – 250 هـ\863 – 864 م | أبو محمد زيادة الله بن محمد 249 – 250 هـ\863 – 864 م | أبو محمد زيادة الله بن محمد 249 – 250 هـ\863 – 864 م |                                            |                                            |                                         |                                         |                                         |                                         |                                         |                                         |                                          |                                          | أبو إبراهيم أحمد 242 – 249 هـ\856 – 863 م | أبو إبراهيم أحمد 242 – 249 هـ\856 – 863 م | أبو إبراهيم أحمد 242 – 249 هـ\856 – 863 م | أبو إبراهيم أحمد 242 – 249 هـ\856 – 863 م | أبو إبراهيم أحمد 242 – 249 هـ\856 – 863 م | أبو إبراهيم أحمد 242 – 249 هـ\856 – 863 م |  |  |                                                    |                                                    |                                                    |                                                    |                                                    |                                                    |  |  |                                         |                                         |                                         |                                         |                                         |                                         |  |  |  |  |  |  |  |  |  |  |
| |  |  |  | أبو محمد زيادة الله بن محمد 249 – 250 هـ\863 – 864 م | أبو محمد زيادة الله بن محمد 249 – 250 هـ\863 – 864 م | أبو محمد زيادة الله بن محمد 249 – 250 هـ\863 – 864 م | أبو محمد زيادة الله بن محمد 249 – 250 هـ\863 – 864 م | أبو محمد زيادة الله بن محمد 249 – 250 هـ\863 – 864 م | أبو محمد زيادة الله بن محمد 249 – 250 هـ\863 – 864 م |                                            |                                            |                                         |                                         |                                         |                                         |                                         |                                         |                                          |                                          | أبو إبراهيم أحمد 242 – 249 هـ\856 – 863 م | أبو إبراهيم أحمد 242 – 249 هـ\856 – 863 م | أبو إبراهيم أحمد 242 – 249 هـ\856 – 863 م | أبو إبراهيم أحمد 242 – 249 هـ\856 – 863 م | أبو إبراهيم أحمد 242 – 249 هـ\856 – 863 م | أبو إبراهيم أحمد 242 – 249 هـ\856 – 863 م |  |  |                                                    |                                                    |                                                    |                                                    |                                                    |                                                    |  |  |                                         |                                         |                                         |                                         |                                         |                                         |  |  |  |  |  |  |  |  |  |  |
| |  |  |  |                                                      |                                                      |                                                      |                                                      |                                                      |                                                      |                                            |                                            |                                         |                                         |                                         |                                         |                                         |                                         |                                          |                                          |                                           |                                           |                                           |                                           |                                           |                                           |  |  |                                                    |                                                    |                                                    |                                                    |                                                    |                                                    |  |  |                                         |                                         |                                         |                                         |                                         |                                         |  |  |  |  |  |  |  |  |  |  |
| |  |  |  |                                                      |                                                      |                                                      |                                                      |                                                      |                                                      |                                            |                                            | إبراهيم الثاني 261 – 289 هـ\875 – 902 م | إبراهيم الثاني 261 – 289 هـ\875 – 902 م | إبراهيم الثاني 261 – 289 هـ\875 – 902 م | إبراهيم الثاني 261 – 289 هـ\875 – 902 م | إبراهيم الثاني 261 – 289 هـ\875 – 902 م | إبراهيم الثاني 261 – 289 هـ\875 – 902 م |                                          |                                          |                                           |                                           |                                           |                                           |                                           |                                           |  |  | أبو الغرانيق 250 – 261 هـ\864 – 875 م              | أبو الغرانيق 250 – 261 هـ\864 – 875 م              | أبو الغرانيق 250 – 261 هـ\864 – 875 م              | أبو الغرانيق 250 – 261 هـ\864 – 875 م              | أبو الغرانيق 250 – 261 هـ\864 – 875 م              | أبو الغرانيق 250 – 261 هـ\864 – 875 م              |  |  |                                         |                                         |                                         |                                         |                                         |                                         |  |  |  |  |  |  |  |  |  |  |
| |  |  |  |                                                      |                                                      |                                                      |                                                      |                                                      |                                                      |                                            |                                            | إبراهيم الثاني 261 – 289 هـ\875 – 902 م | إبراهيم الثاني 261 – 289 هـ\875 – 902 م | إبراهيم الثاني 261 – 289 هـ\875 – 902 م | إبراهيم الثاني 261 – 289 هـ\875 – 902 م | إبراهيم الثاني 261 – 289 هـ\875 – 902 م | إبراهيم الثاني 261 – 289 هـ\875 – 902 م |                                          |                                          |                                           |                                           |                                           |                                           |                                           |                                           |  |  | أبو الغرانيق 250 – 261 هـ\864 – 875 م              | أبو الغرانيق 250 – 261 هـ\864 – 875 م              | أبو الغرانيق 250 – 261 هـ\864 – 875 م              | أبو الغرانيق 250 – 261 هـ\864 – 875 م              | أبو الغرانيق 250 – 261 هـ\864 – 875 م              | أبو الغرانيق 250 – 261 هـ\864 – 875 م              |  |  |                                         |                                         |                                         |                                         |                                         |                                         |  |  |  |  |  |  |  |  |  |  |
| |  |  |  |                                                      |                                                      |                                                      |                                                      |                                                      |                                                      |                                            |                                            |                                         |                                         |                                         |                                         |                                         |                                         |                                          |                                          |                                           |                                           |                                           |                                           |                                           |                                           |  |  |                                                    |                                                    |                                                    |                                                    |                                                    |                                                    |  |  |                                         |                                         |                                         |                                         |                                         |                                         |  |  |  |  |  |  |  |  |  |  |
| |  |  |  |                                                      |                                                      | زيادة الله الثالث 290 – 296 هـ\903 – 909 م           | زيادة الله الثالث 290 – 296 هـ\903 – 909 م           | زيادة الله الثالث 290 – 296 هـ\903 – 909 م           | زيادة الله الثالث 290 – 296 هـ\903 – 909 م           | زيادة الله الثالث 290 – 296 هـ\903 – 909 م | زيادة الله الثالث 290 – 296 هـ\903 – 909 م |                                         |                                         |                                         |                                         |                                         |                                         | عبد الله الثاني 289 – 290 هـ\902 – 903 م | عبد الله الثاني 289 – 290 هـ\902 – 903 م | عبد الله الثاني 289 – 290 هـ\902 – 903 م  | عبد الله الثاني 289 – 290 هـ\902 – 903 م  | عبد الله الثاني 289 – 290 هـ\902 – 903 م  | عبد الله الثاني 289 – 290 هـ\902 – 903 م  |                                           |                                           |  |  | أبو عقال                                           | أبو عقال                                           | أبو عقال                                           | أبو عقال                                           | أبو عقال                                           | أبو عقال                                           |  |  |                                         |                                         |                                         |                                         |                                         |                                         |  |  |  |  |  |  |  |  |  |  |

1. ↑  ولاه الخليفة العباسي هارون الرشيد على إفريقية عام 184  هـ \ 800  م.
2. ↑  قام بغزو صقلية عام 212  هـ \ 827  م.
3. ↑  حاصر روما واحتلها لمدة شهرين ثم عاد إلى القيروان بغنائم كثيرة.
4. ↑  قام بغزو سرقوسة عام 264  هـ \ 878  م. وتمثلت نهاية فترة حكمه باستبداد كبير وقتل كثير، وهو ما جعله يندم على ذلك ويتخلى عن الحكم وينهي حياته في صقلية.
5. ↑  قام بغزو مالطا عام 256  هـ \ 870  م.
6. ↑  لم يستطع الحؤول دون اضمحلال الدولة الأغلبية. قام الفاطميون بدحر جيشه، فهرب إلى بغداد، ثم استقر بفلسطين.
7. ↑  تأثر بوحشية والده إبراهيم الثاني، فاعتنق مذهب الصوفية وتخلى عن الترف وحياة القصور. قتل في منامه من طرف أتباع ابنه الذي كان يريد سجنه نظرا لانحلال أخلاقه وأفعاله.